# Musée de la Révolution française
Le musée de la Révolution française est un musée situé à Vizille (prononcer [vi.zil]) en France et géré par le département de l'Isère. Inauguré le 13 juillet 1984 dans la perspective des commémorations du bicentenaire de la Révolution, il est hébergé dans le château où s'est tenue la réunion des états généraux du Dauphiné le 21 juillet 1788 et reste le seul musée entièrement consacré à la période de la Révolution française.
Parmi ses pièces les plus célèbres figurent La République française de Jean-Baptiste Wicar, première représentation connue de la République française, Le peintre David dessinant Marie-Antoinette conduite au supplice de Van den Bussche, ou encore Capet lève toi ! d'Émile Mascré.
Le musée mène une politique active d'acquisition de nouvelles œuvres, notamment d'artistes anglais, et organise des colloques internationaux autour du thème de la Révolution française, ainsi qu'une exposition temporaire chaque année. Intégré au domaine de Vizille, qui possède une longue histoire de conservation artistique, il abrite également un centre de documentation sur la période révolutionnaire française qui, au fil des acquisitions, lui a conféré une renommée internationale.

## Historique du site
Situé à 15 km au sud de Grenoble, sur la route Napoléon, le château de Vizille ou château Lesdiguières est l'ancienne demeure des ducs de Lesdiguières. Cependant, un texte de 1339 décrit le site comme étant déjà occupé par un château dont le propriétaire est le dauphin Humbert II. Mis en ruine deux siècles plus tard, durant les guerres de religion en Dauphiné, l'ensemble est acheté au roi de France le 8 juin 1593 par le vainqueur de ces affrontements, François de Bonne de Lesdiguières.
Premier membre d'une dynastie, Lesdiguières, rase les ruines du château médiéval et lance en 1599 la construction de son château qu'il achèvera en 1619. Il y invitera Louis XIII le 3 décembre 1622 alors que le monarque vient de lui attribuer la plus haute distinction du royaume, connétable de France. Par la suite, l'édifice appartient aux ducs de Villeroy à partir de 1716, puis à la famille Perier du 5 juin 1780 au 23 décembre 1895, avant de devenir la résidence d'été des présidents de la République de 1924 à 1972. Le dernier d'entre eux à y séjourner a été Charles de Gaulle en 1960. En 1973, l'État français cède le château et son domaine au conseil général de l'Isère, à charge pour l'institution de lui trouver une affectation culturelle prestigieuse.

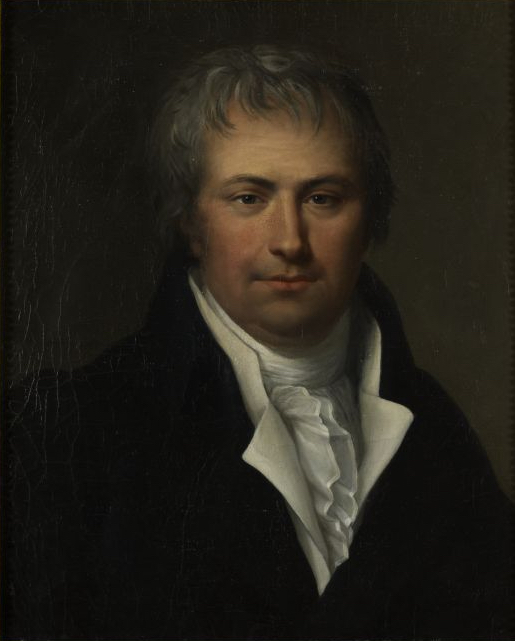
Claude Perier, propriétaire du château en 1788.

Grâce à l'accord du propriétaire des lieux, Claude Perier, c'est en effet dans la salle du jeu de paume de ce château que s'est tenue le 21 juillet 1788, sous la présidence du comte de Morges, la réunion des états généraux du Dauphiné après la tumultueuse journée des Tuiles du 7 juin à Grenoble. Cette assemblée de Vizille ou assemblée des Trois ordres du Dauphiné, manifestation politique dans l'amorce des bouleversements de 1789, va alors sceller le destin du château. Seize jours auparavant, Louis XVI avait pris la décision de convoquer les États généraux du royaume par peur d'une propagation de l'esprit de révolte et le 8 août, il en fixait la date au 5 mai 1789. Dès le 27 décembre un conseil d'état du roi donne les directives de convocation, faisant de cette assemblée de Vizille les prémices de la Révolution française pour les historiens.
Par la suite, d'autres personnages vont ponctuer l'histoire du château comme le 5 juillet 1799 où le pape Pie VI vient y passer une nuit à l'invitation du propriétaire Claude Perier, le 7 mars 1815 où Napoléon fait une brève halte devant le château lors de son retour de l'île d'Elbe.

### Incendie de 1825

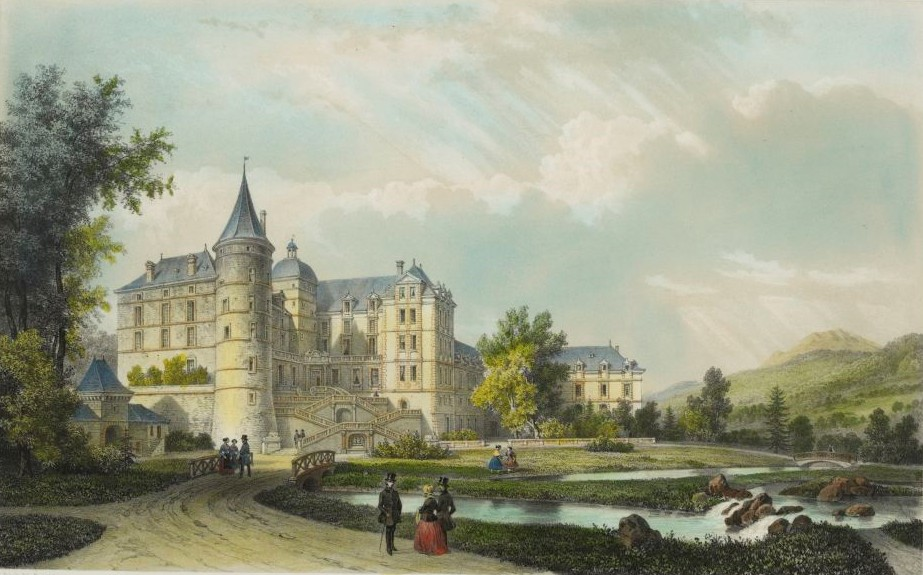
Le château avant l'incendie de 1865. Estampe d'Alexandre Debelle.

Utilisé comme manufacture, le château subit un terrible incendie dans la nuit du 9 au 10 novembre 1825 attisé par de violentes rafales de vent et qui se propage même à une partie de la ville contraignant son propriétaire Augustin Perier à rebâtir certaines maisons de Vizille. C'est à cette occasion que commence la construction d'une route plus commode vers Grenoble passant par Jarrie, le long de la Romanche et donnant ainsi du travail aux habitants sinistrés. La reconstruction est d'autant plus rapide qu'en 1828, un évènement important se déroule dans le château puisque Adolphe, le fils d'Augustin Perier, épouse Nathalie de La Fayette, fille de Georges Washington de La Fayette et petite-fille du marquis de La Fayette. Ce dernier, absent de la cérémonie, ne viendra que quelques mois plus tard, le 19 août 1829, où il est reçu dans ce lieu comme un hôte prestigieux à l'occasion d'une visite à sa petite-fille Nathalie. Adolphe Perier, à la mort de son père en décembre 1833, poursuivra la restauration du château. En 1862, à la faveur d'une succession à la suite de la faillite d'Adolphe, l'administration des Beaux-Arts classe le château Lesdiguières aux monuments historiques et Henry Fontenilliat, beau-père d'Auguste Casimir-Perier, en devient le nouveau propriétaire. Deux ans plus tard, Henri Fontenilliat meurt et sa fille Camille, l'épouse d'Auguste, en devient la propriétaire.

### Incendie de 1865

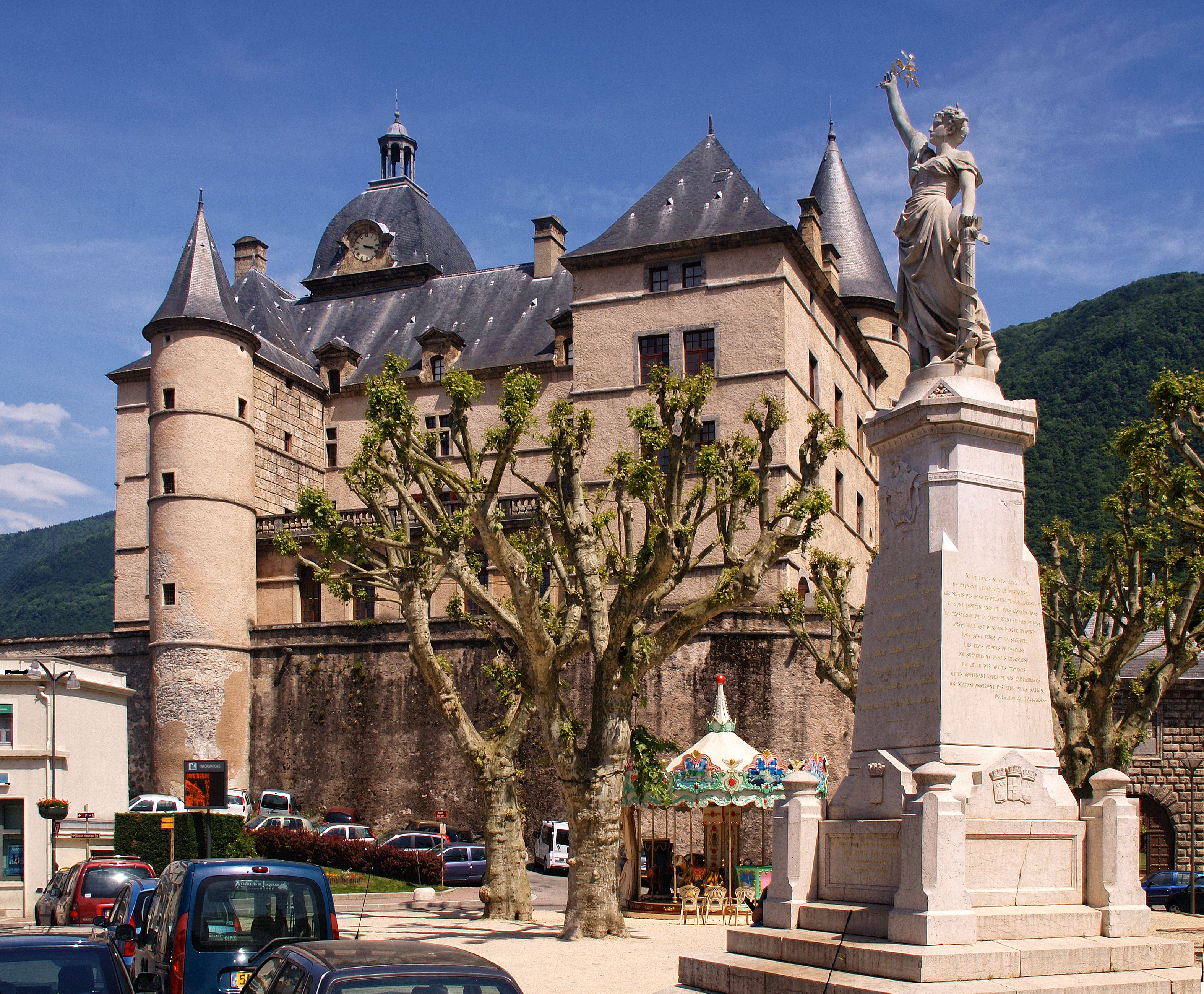
Henri Ding, La Liberté, dite aussi Marianne (1888).

Mais les leçons de l'incendie de 1825 ne sont pas retenues et le 17 février 1865, un deuxième incendie modifie l'aspect extérieur du château puisque toute une aile en forme de « L », abritant notamment la salle historique du jeu de paume et la grande galerie des batailles édifiée en 1615 par Lesdiguières est détruite et ne sera jamais reconstruite. L'activité de la manufacture d'impression est alors définitivement arrêtée. En 1872, Auguste Casimir-Perier et son épouse Camille, reçoivent des personnalités comme Philippe d'Orléans, comte de Paris, puis Adolphe Thiers en 1874. Lors du centenaire de l'Assemblée de Vizille, le président de la République Sadi Carnot vient inaugurer le 21 juillet 1888 une statue de La Liberté, dite aussi Marianne, devant l'entrée du château Lesdiguières. Sculpté par l'artiste Henri Ding, le piédestal de sa Marianne est gravé de quelques phrases issues de l'Assemblée de Vizille et des noms des représentants des trois ordres du Dauphiné.

### Acquisition par l'État
Dans les années 1920, le château est déjà un lieu de visite privilégié pour les personnes de passage à Grenoble puisque le 19 août 1922, Paul Léon, membre de l’Institut de France et directeur général des Beaux-Arts vient visiter les lieux en compagnie du maire Paul Mistral et d'Andry-Farcy, conservateur du musée de Grenoble. L'idée d'installer un musée dans le château Lesdiguières n'est pas nouvelle puisque avant même le vote de la loi du 30 avril 1924 approuvant l'acquisition du domaine par l'État, Le Petit dauphinois dans son édition du 18 avril y voit une bonne affaire financière même avec la création d'un musée de la Révolution française. Le 24 novembre suivant, deux mois après la signature d'achat par l'État, La Dépêche dauphinoise titre sur un musée dauphinois au château de Vizille. L'idée est reprise quelques années plus tard par ce journal dans son édition du 6 mars 1932 avec cette fois un musée de la Révolution française, mais l'édifice, devenu résidence des présidents de la République, ne se visite qu'en l'absence du président. Cependant, avec l'inauguration en juillet 1932 de la route Napoléon toute proche, une salle est consacrée à l'histoire du château.
Mais sans réelle volonté politique, il faut attendre l'élection présidentielle de François Mitterrand en 1981, et le contexte de la loi de décentralisation (dite loi Defferre) du 2 mars 1982 pour avoir un facteur déterminant dans la création d'un musée de la Révolution française loin de la capitale française. C'est dans sa séance du 10 juin 1983 que le conseil général de l'Isère crée le musée de la Révolution française dans le château de Vizille, d'après le rapport du président de la Commission des affaires culturelles, Alfred Gryelec, également maire de Vizille. Avec Yann Pavie nommé par le conseil général pour la préfiguration et la création du musée, deux personnes contribuent particulièrement dans la mise en œuvre d'un tel musée, Vital Chomel, alors directeur des archives départementales de l'Isère et l'historien Robert Chagny, commissaire de la première exposition temporaire. D'autres participeront activement à la collecte des premières œuvres comme Jacqueline Mongellaz de 1984 à 1990 ou encore Alain Chevalier à partir de 1988. Les premières salles du musée sont aménagées au début de l'année 1984 et le premier directeur du musée de 1984 à 1996 est l'historien d'art Philippe Bordes. C'est Alain Chevalier qui lui succède à la direction du musée en 1996 et qui va diriger l'établissement jusqu'à son départ à la retraite en 2024.

### Ouverture du musée

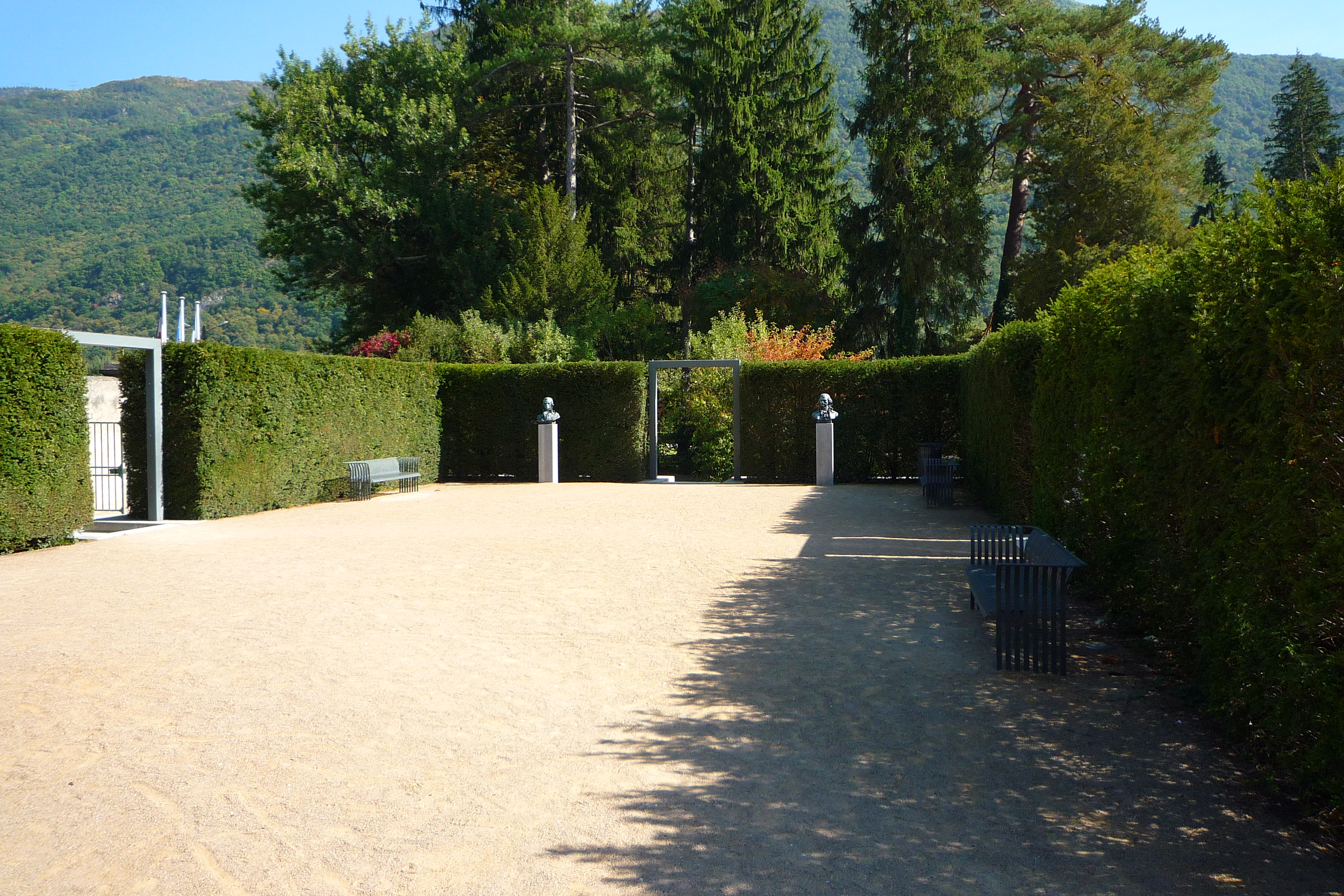
Site de l'ancien Jeu de paume.

Le musée est inauguré le 13 juillet 1984, en présence du président de l'Assemblée nationale, Louis Mermaz, du ministre chargé de la Coopération, Christian Nucci, du ministre délégué chargé de l'Emploi, Jack Ralite, ainsi que du président du conseil scientifique et technique du musée, Michel Vovelle. En novembre 1987 débutent d'importants travaux consistant à creuser la cour d'honneur accessible par la montée afin d'y créer la salle des colonnes (appelée par la suite salle de la République) et ses deux vastes escaliers y accédant depuis l'ancienne orangerie (hall d'entrée actuel) ainsi que l'accès en ascenseur pour tous les niveaux du musée.
Deux nouvelles salles sont alors inaugurées le 21 juillet 1988, mais des difficultés dans le financement des travaux retardent l'achèvement des 600 m2 de la salle des colonnes. À sa mise en service en mars 1992, le musée contient une vingtaine de salles réparties sur cinq niveaux.
Depuis 2010, le site de l'ancienne salle du jeu de paume disparue en 1865 est matérialisé par une bordure végétalisée se situant à droite du musée lorsqu'on y rentre. Haute de deux mètres, la bordure végétale est percée par quatre accès latéraux et accueille dans l'une de ses extrémités les bustes de deux membres du tiers état, principaux protagonistes de la réunion des états généraux du Dauphiné, les avocats dauphinois Antoine Barnave et Jean-Joseph Mounier. Quant à la grande galerie des batailles, elle était située au-dessus de l'orangerie, actuel accueil du musée, mais au niveau de la salle des expositions temporaires.
Le musée est également devenu le lieu de présentation aux médias et au public de la course Grenoble-Vizille.

## Collections
Le musée de la Révolution française a pour thème les aspects variés de l’histoire de la Révolution, ainsi que la création artistique et les transformations culturelles en Europe, des Lumières au romantisme. Il présente des œuvres d’art et des objets d’histoire de l’époque révolutionnaire et s’intéresse à tout ce qui s’y réfère ou s’en inspire depuis deux siècles.

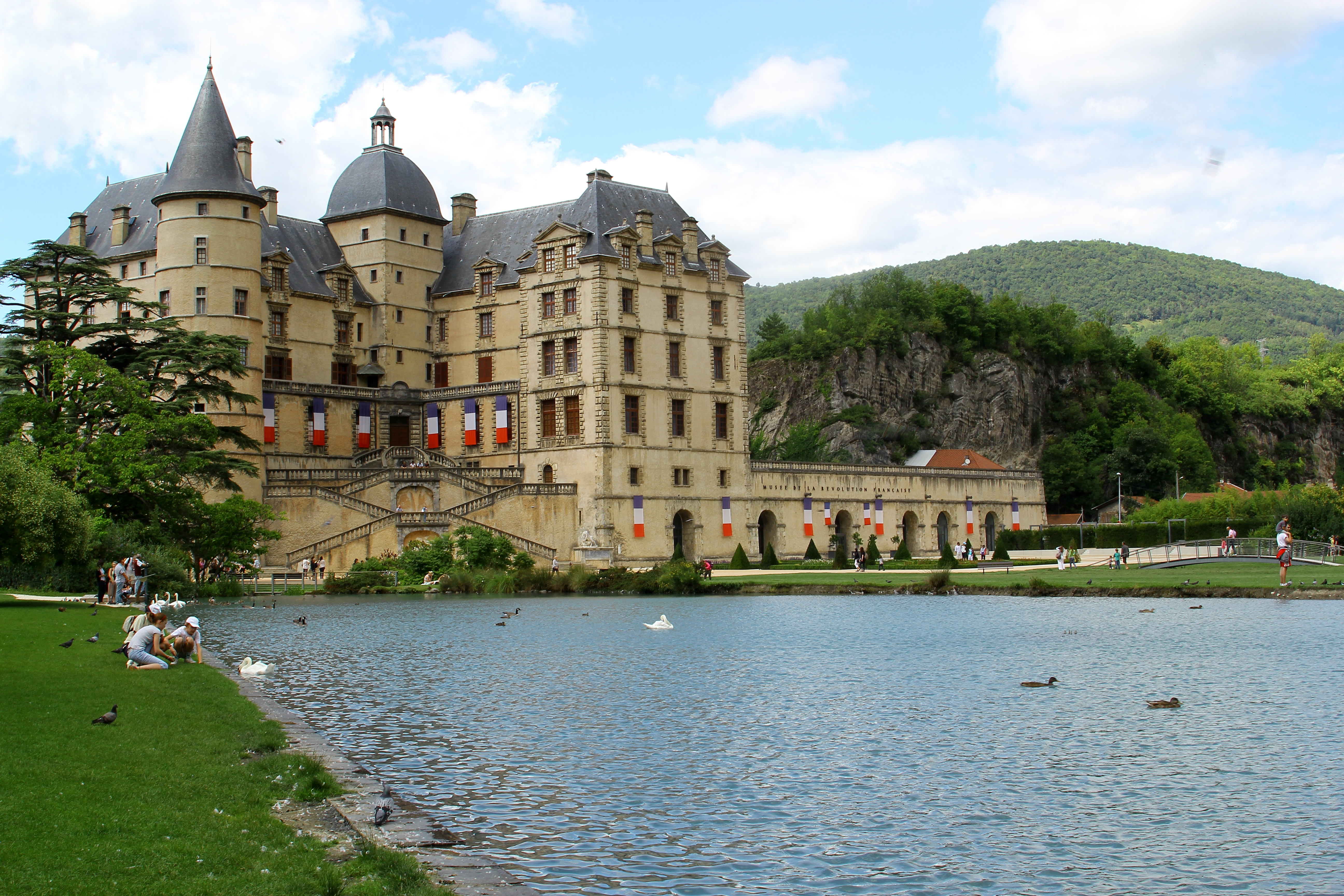
Le parc du domaine de Vizille.

L’originalité du musée de la Révolution française est d’être un musée d’histoire fondé sur des œuvres d’art. Ces œuvres, loin de n’être que de simples illustrations historiques, deviennent par leur intérêt plastique et leur puissance évocatrice, des clés de lecture à une meilleure compréhension des bouleversements et du contexte de l’époque. Les peintures et les sculptures de l’époque révolutionnaire forment un ensemble exceptionnel, d’une grande diversité de styles et de genres.
Ce sont des allégories, des événements historiques, des portraits, des scènes antiques ou tragiques et des paysages. Quant à la statuaire, plusieurs bustes offrent les traits fidèles de personnages célèbres, tels Antoine Barnave, Bailly, Mirabeau, le dauphin, Robespierre, Danton et sa femme Antoinette ou encore le général La Fayette. Des statues réalisées dans divers matériaux agrémentent le parcours comme celle de madame Roland, Saint-Just ou Jean-Jacques Rousseau. Concernant les arts décoratifs, ils éclairent la vie quotidienne : mobilier, porcelaines, faïences françaises, anglaises et hollandaises. Parmi les objets les plus singuliers, figurent les pierres de la Bastille, les sabres de la Garde nationale ainsi que quelques instruments de musique. Les dessins et les estampes, ainsi que les œuvres fragiles — éventails, miniatures, tissus imprimés — conservés à l’abri de la lumière, sont présentés dans les expositions temporaires.
Quant aux œuvres du XIXe siècle, notamment les deux tableaux de Lucien-Étienne Mélingue, Le matin du 10 thermidor an II (1877) ou son Jean-Paul Marat (1879), elles attestent de la vitalité de la référence à 1789 dans le mouvement qui a conduit à l’établissement de la République française. Expression de leur temps, elles rappellent que l’actualité politique et la recherche historique ont fait évoluer l’approche et l’interprétation de la Révolution.

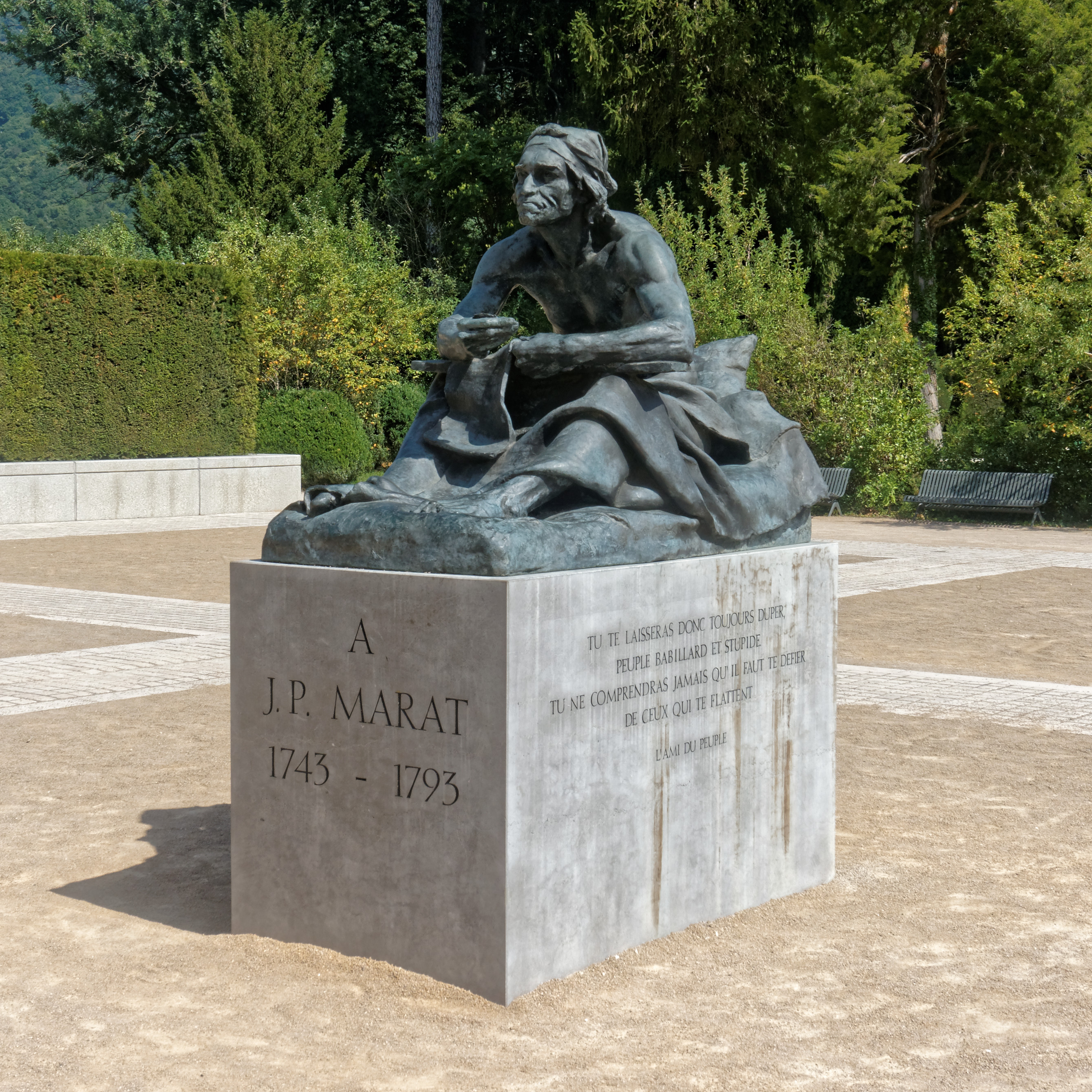
Jean Baffier, Monument à Jean-Paul Marat, face à l'entrée.

En 1853, le peintre Alexandre Debelle, alors qu'il devient conservateur du musée de Grenoble, a peint L'Assemblée des notables à Vizille, 1788 ou l'Assemblée des Trois ordres du Dauphiné illustrant la réunion des états généraux du Dauphiné tenue le 21 juillet 1788 dans la salle du Jeu de paume du château, toile conservée de nos jours au troisième étage du musée face à l'escalier monumental. Le peintre a représenté sur ce tableau de nombreux notables dauphinois et un croquis en dessous du tableau aide les visiteurs à les localiser grâce à la représentation de près d'une soixantaine d'entre eux avec leur nom, comme l'avocat et futur maire de Grenoble Antoine Barnave debout sur l'estrade, son confrère Mounier assis derrière la table avec le comte de Morges présidant la séance et tenant une feuille dans sa main ou encore Charles Renauldon sur la gauche, futur représentant à la Chambre des Cent-Jours et futur maire de Grenoble.
La politique volontariste du musée d'élargir la statuaire s'illustre par une sculpture en bronze, le Monument à Jean-Paul Marat réalisé en 2013 par la fonderie Barthélemy Art, d'après le second modèle en plâtre de Jean Baffier de 1883. La sculpture installée sur le parvis du musée est inaugurée le 16 juillet 2013. La première version en bronze de 1883 avait été achetée par la ville de Paris et installée dans différents parc publics, le parc Montsouris puis les jardins du musée Carnavalet et enfin le parc des Buttes-Chaumont avant d'être fondue sous le régime de Vichy, dans le cadre de la mobilisation des métaux non ferreux. Sur l'imposant piédestal en pierre supportant la statue, d'un côté est gravée l'éloge funèbre de Marat et de l'autre, une citation extraite du journal de Marat, L'Ami du peuple : « Tu te laisseras donc toujours duper, peuple babillard et stupide. Tu ne comprendras jamais qu'il faut te défier de ceux qui te flattent. »

## Salles d'exposition
Le musée de la Révolution française contient une vingtaine de salles réparties sur cinq niveaux.

### Rez-de-jardin

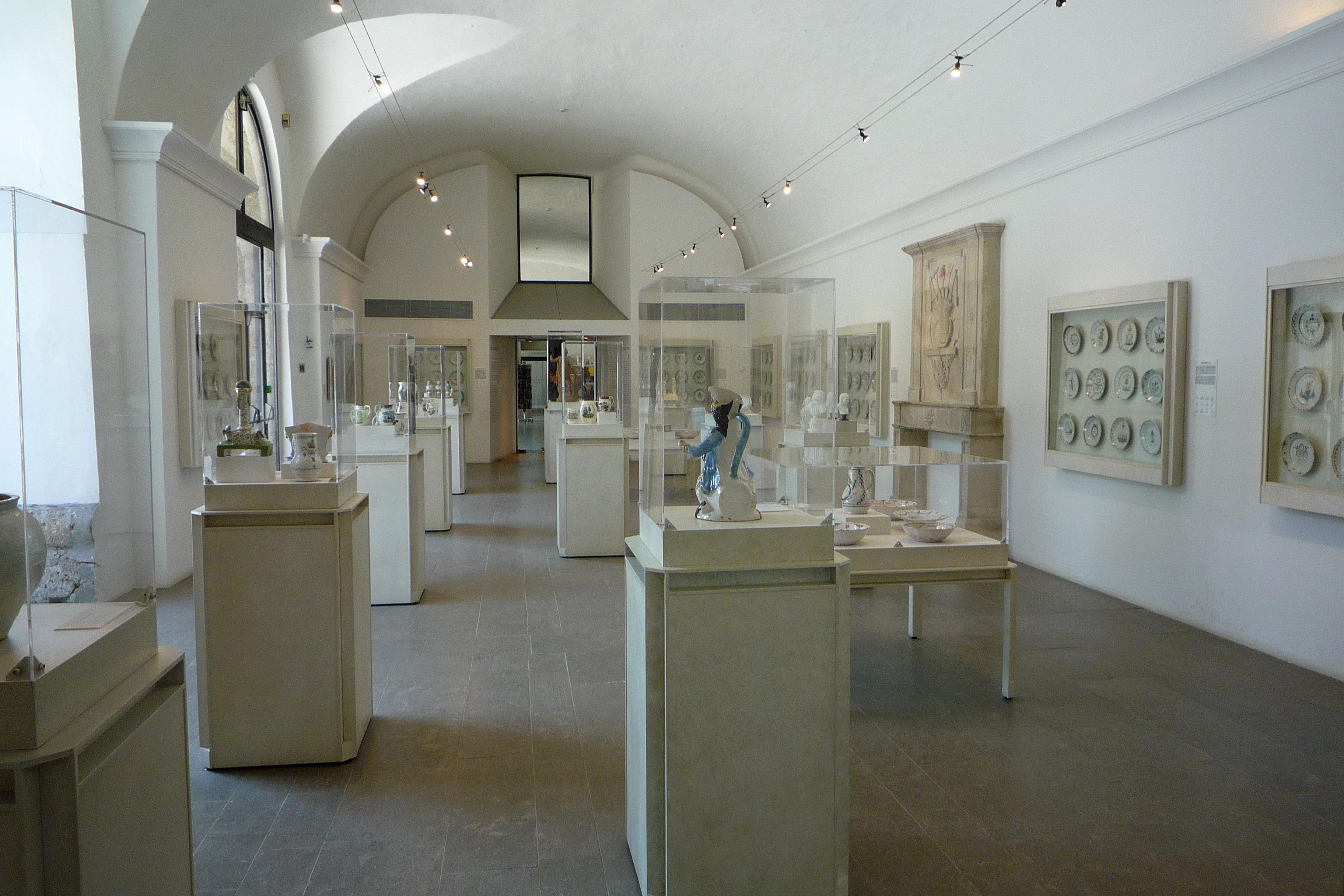
Salle des faïences, niveau 0.

Le rez-de-jardin est constitué par l'accueil du musée orné d'une immense présentation chronologique murale détaillant la période révolutionnaire. La première salle est celle des faïences et céramiques présidée par une cheminée monumentale à décor révolutionnaire remontant au début des années 1790, mais dont la provenance reste inconnue. On peut y découvrir des statuettes allégoriques ou de personnages connus comme celle en biscuit du contrôleur général des finances, Jacques Necker ou d'autres moins connus comme Algernon Sydney, exécuté un siècle avant la Révolution pour s'être opposé à la monarchie anglaise. Mais la plus grande partie des objets est une multitude d'assiettes parmi lesquelles l'une finement décorée représente Louis XVI montant sur l'échafaud le 21 janvier 1793. Cette collection s'est considérablement agrandie en 2002 grâce à la donation de 173 pièces par l'historien d'art Michel Dillange, de la collection constituée dans les années 1930 par sa grand-mère, Jeanne Lemerle.
La salle suivante de l'été 1789 qui évoque la prise de la Bastille poursuit la visite en contenant quelques tableaux comme l'Arrestation du gouverneur de la Bastille le 14 juillet 1789 par Jean-Baptiste Lallemand et surtout une pierre provenant des cachots de la forteresse, donnée par l'entrepreneur de travaux publics, Pierre-François Palloy, lors du premier anniversaire de cet évènement, le 14 juillet 1790. De plus, une maquette en pierre broyée d'un mètre de long de cette forteresse parisienne, tient la place centrale dans la salle. Les autres objets exposés sont un tambour, des médailles et une collection de sabres à emblèmes. Quatre bustes offrant les traits fidèles de personnalités y sont également présents, comme celui de Jean Sylvain Bailly, premier maire de Paris entre 1789 et 1791, réalisé par le sculpteur Louis Pierre Deseine vers 1790 et celui de l'écrivain et député du tiers état, Mirabeau. Le large escalier accédant à la salle de la République est dit escalier de la Liberté au sommet duquel un palier accueille une allégorie contre-révolutionnaire où triomphe la religion et la papauté. Cette huile sur toile de 1799 de grande dimension et dont l'auteur est resté anonyme devait probablement orner une sacristie ou une chapelle privée.

### Niveau 0,5

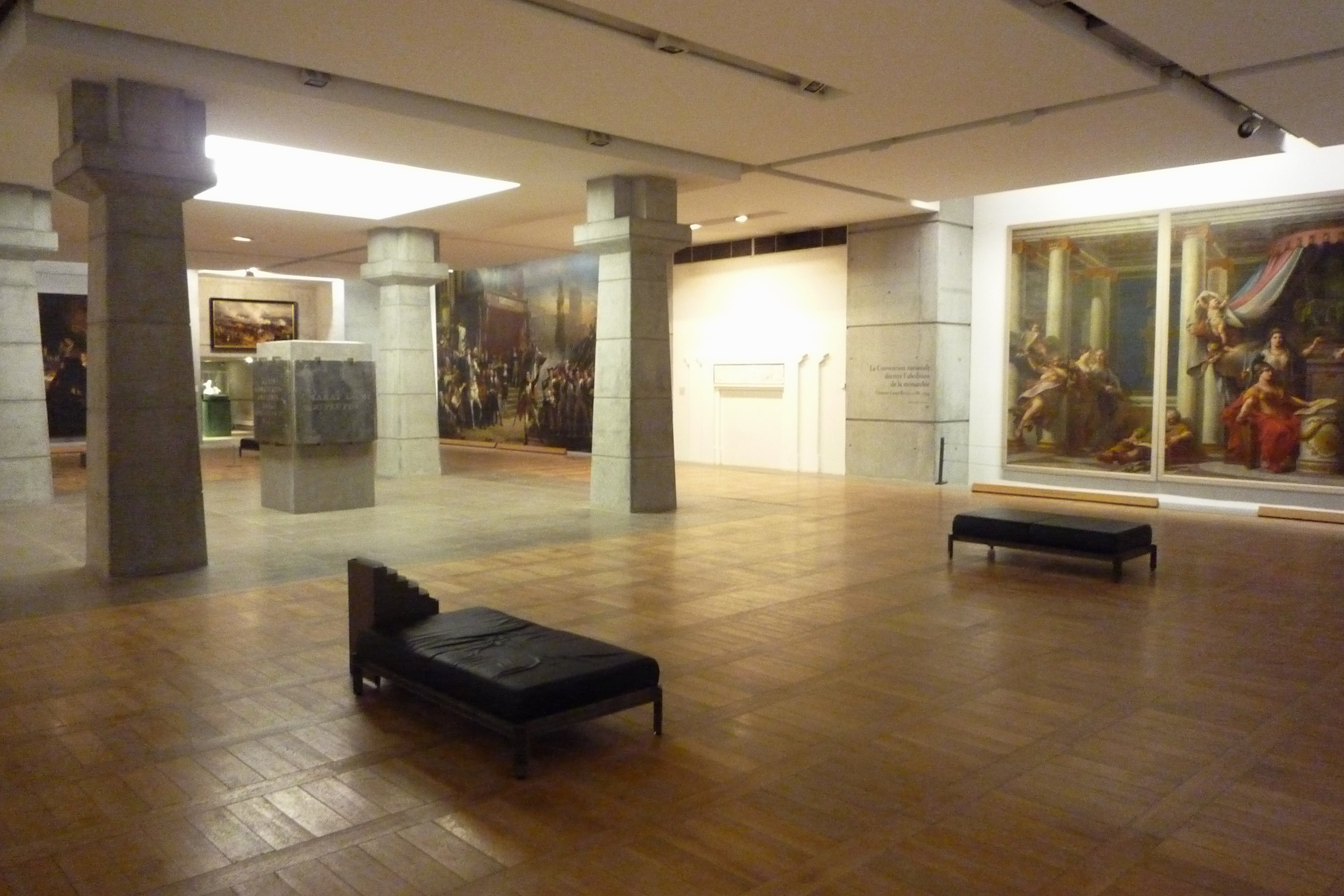
Salle de la République, niveau 0,5.

La vaste salle de la République creusée dans la roche et soutenue en son centre par quatre piliers expose des œuvres du XVIIIe siècle et du XIXe siècle. Au centre de ces piliers, un bloc de béton porte quatre plaques commémoratives du révolutionnaire Marat, datant de 1793. Dès l'entrée, la salle expose un tableau d'Antoine-François Callet représentant Louis XVIII à l'âge de 33 ans. Parmi toutes les œuvres de cette salle, figurent l'une des quatre copies connues de La Mort de Marat reproduite probablement par un élève du peintre Jacques-Louis David, ainsi qu'une statue en plâtre de Madame Roland assise sur une chaise, réalisée par Charles Vital-Cornu. Mais la caractéristique principale des lieux provient de la présence de toiles de très grand format mises en dépôt par de grands musées français comme Le Dernier banquet des Girondins du peintre Henri Félix Emmanuel Philippoteaux, L'Appel des dernières victimes de la Terreur (4,37 × 8,20 m) du peintre Charles-Louis Müller, Les Enrôlements volontaires du 22 juillet 1792 exécuté par Auguste Vinchon en 1853, Les Derniers Montagnards exécuté par Charles Ronot en 1882 ou encore les deux immenses triptyques de Clément-Louis Belle, La Convention nationale décrète l'abolition de la monarchie et La Convention nationale remet à la France le code des Lois républicaines.
En mars 2018, une grisaille réalisée par Jacques Réattu en 1795, La Raison faisant construire un autel à l'Être suprême et à la Patrie, est mise en dépôt dans cette salle pour une durée de cinq ans par le musée Réattu à la place d'une autre grisaille. En quittant la salle, le visiteur passe sous un autre tableau de Philippoteaux, celui de la Prise d'Ypres par l'armée française, sous les ordres du général en chef Pichegru (17 juin 1794), une œuvre qu'il réalisa en 1836 afin de célébrer cette victoire des Républicains sur la coalition à la frontière Belge, neuf jours avant la victoire de la bataille de Fleurus.
Toujours à ce niveau intermédiaire, la petite salle suivante, édifiée entre le contrefort rocheux et un immense escalier, pendant du premier accédant à la salle de la République, accueille une œuvre du peintre anglais William Hamilton consacrée à la famille royale, Marie-Antoinette conduite à son exécution le 16 octobre 1793 ainsi que Le courage héroïque du jeune Désilles, le 31 août 1790, à l'affaire de Nancy par Jean-Jacques Le Barbier. Cette dernière œuvre commémore la mutinerie de Nancy dans laquelle des soldats se rebellèrent en 1790 contre leurs officiers. L'un d'entre eux, le lieutenant Désilles tenta en vain de s'interposer et le payera de sa vie. La répression du gouverneur François Claude de Bouillé est terrible, 42 soldats sont pendus, 41 sont envoyés aux galères et un est roué de coups.

### Premier niveau

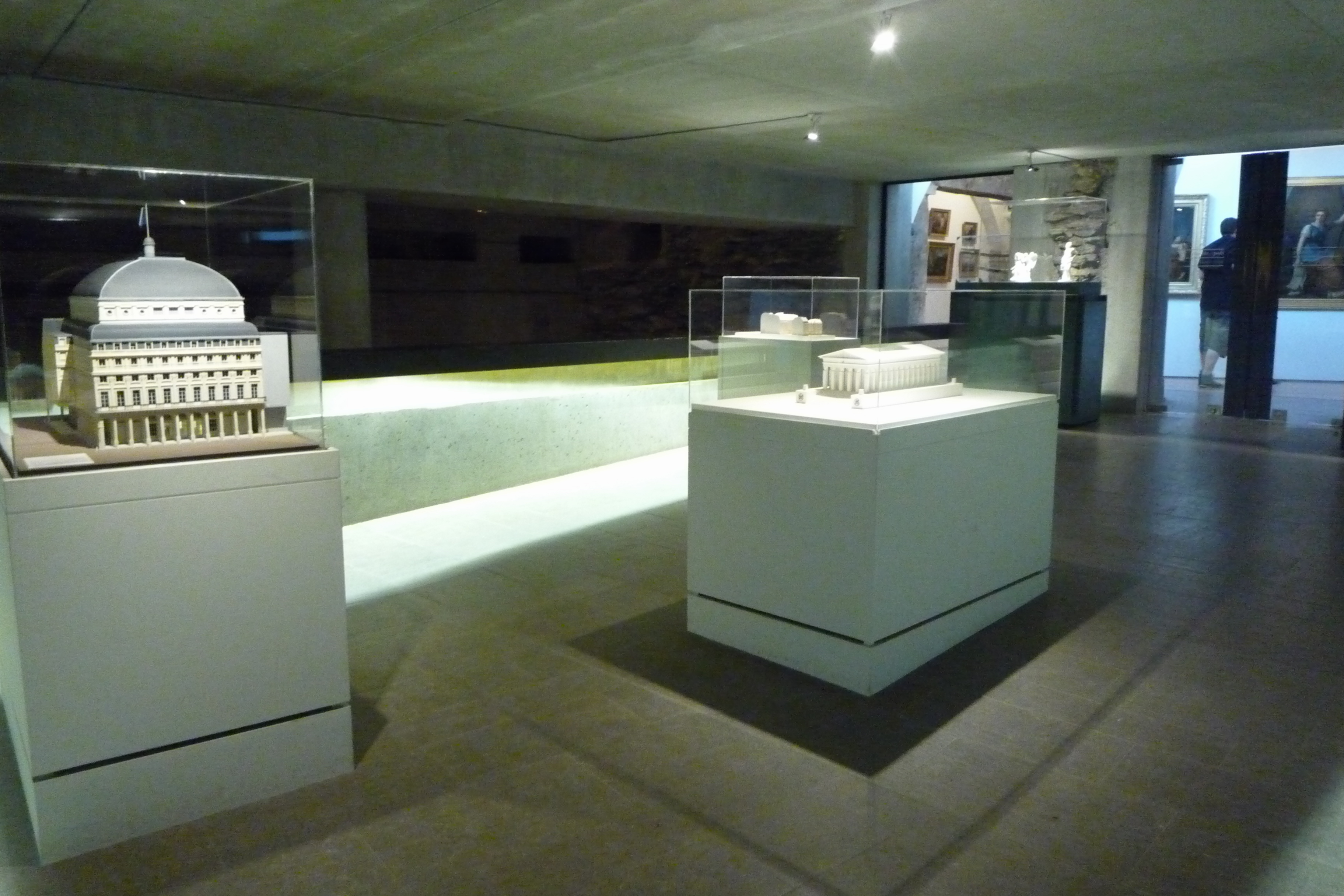
Salle de l'architecture, niveau 1.

À ce premier niveau, la totalité des œuvres des deux salles appartiennent au XVIIIe siècle. La salle consacrée à l'architecture pendant la Révolution, présente des maquettes récentes de projets architecturaux révolutionnaires et quelques petites sculptures dont notamment un médaillon en terre cuite exécuté en 1787 par Claude Ramey et représentant Minerve instruisant la jeunesse afin de rappeler l'importance de l'instruction publique lors de la période révolutionnaire. Sont visibles dans cette salle, les projets du bâtiment de la Comédie-Française ou celui d'un palais national sur les fondations naissantes de l'église de la Madeleine à Paris. Ce dernier projet avait été porté par les architectes Jacques-Guillaume Legrand et Jacques Molinos qui avaient imaginé d'inclure l'église dans un immense palais destiné à abriter la Convention nationale : la salle des séances aurait été logée dans le chœur tandis qu'un vaste bâtiment circulaire aurait abrité les bureaux, mais finalement Napoléon Ier en fera une église. En quittant cette salle de l'architecture, les visiteurs sortent de la partie moderne du musée tandis que la salle suivante est introduite avant son seuil par la présence de deux bustes de révolutionnaires, ceux de Marie Joseph Chalier et de Louis-Michel Lepeletier de Saint-Fargeau.

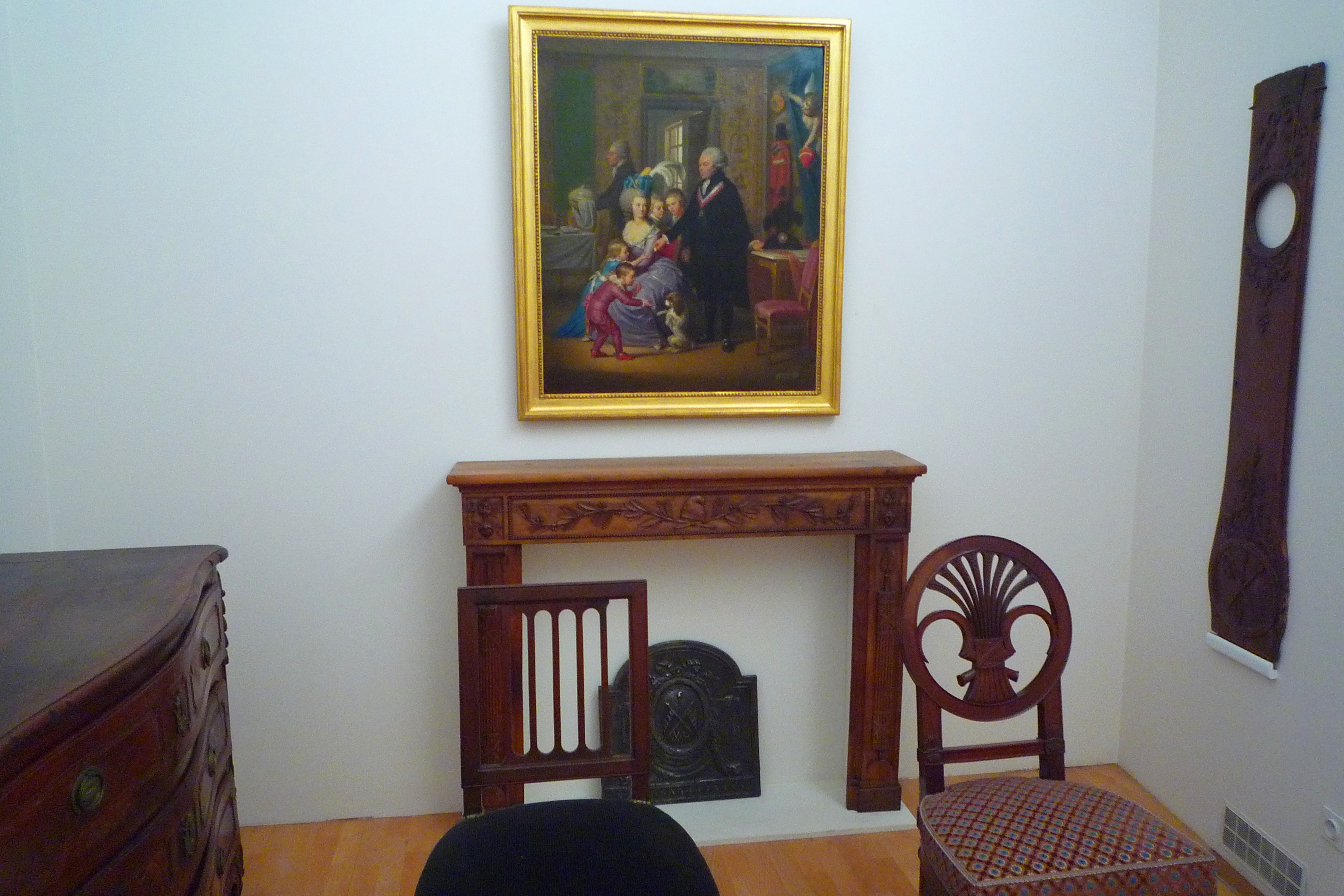
Dominique Doncre, Le Juge Pierre-Louis-Joseph Lecoq et sa famille (1791), dans une annexe de la salle des arts.

La salle des arts contenant tableaux, sculptures et arts décoratifs poursuit la visite depuis l'extension du musée en 1988. Coupée en deux sur la diagonale par une cloison, elle possède deux petits salons annexes et expose notamment un buste de 1791 de Robespierre, des objets fabriqués par la manufacture nationale de Sèvres durant la Terreur ou de nombreux tableaux. Le tableau Le Juge Pierre-Louis-Joseph Lecoq et sa famille réalisé en 1791 par Dominique Doncre et entouré par des meubles d'époque fait partie des toutes premières acquisitions du musée, tandis que le tableau de Johann Baptist von Lampi présente le Portrait allégorique de Catherine II, Impératrice de Russie comme une esquisse du grand portrait de l'impératrice exposé à Saint-Pétersbourg au musée de l'Ermitage. Le tableau La Patrie en danger de Guillaume Guillon Lethière dépeint l'atmosphère de crainte d'une invasion de la France en 1798 tandis que le tableau Pierre-Louis Prieur, dit Prieur de la Marne député de Châlons-sur-Marne aux États généraux prépare avec ce portrait de 1791 la grande composition du Serment du Jeu de paume du peintre David. La grande figure allégorique La liberté réalisée en 1794 par Nanine Vallain ainsi que plusieurs portraits de personnalités figurent dans la salle comme celui du banquier allemand installé à Bordeaux, Johann Ernst Schickler, défenseur de la cause révolutionnaire et peint au mois de juillet 1789 dans son uniforme de garde national par l'artiste suédois Adolf Ulrik Wertmüller. Mais la principale attraction de la salle est le tableau de petit format de Jean-Baptiste Wicar, acquis en 2016 et présenté comme la première représentation connue de la République française.

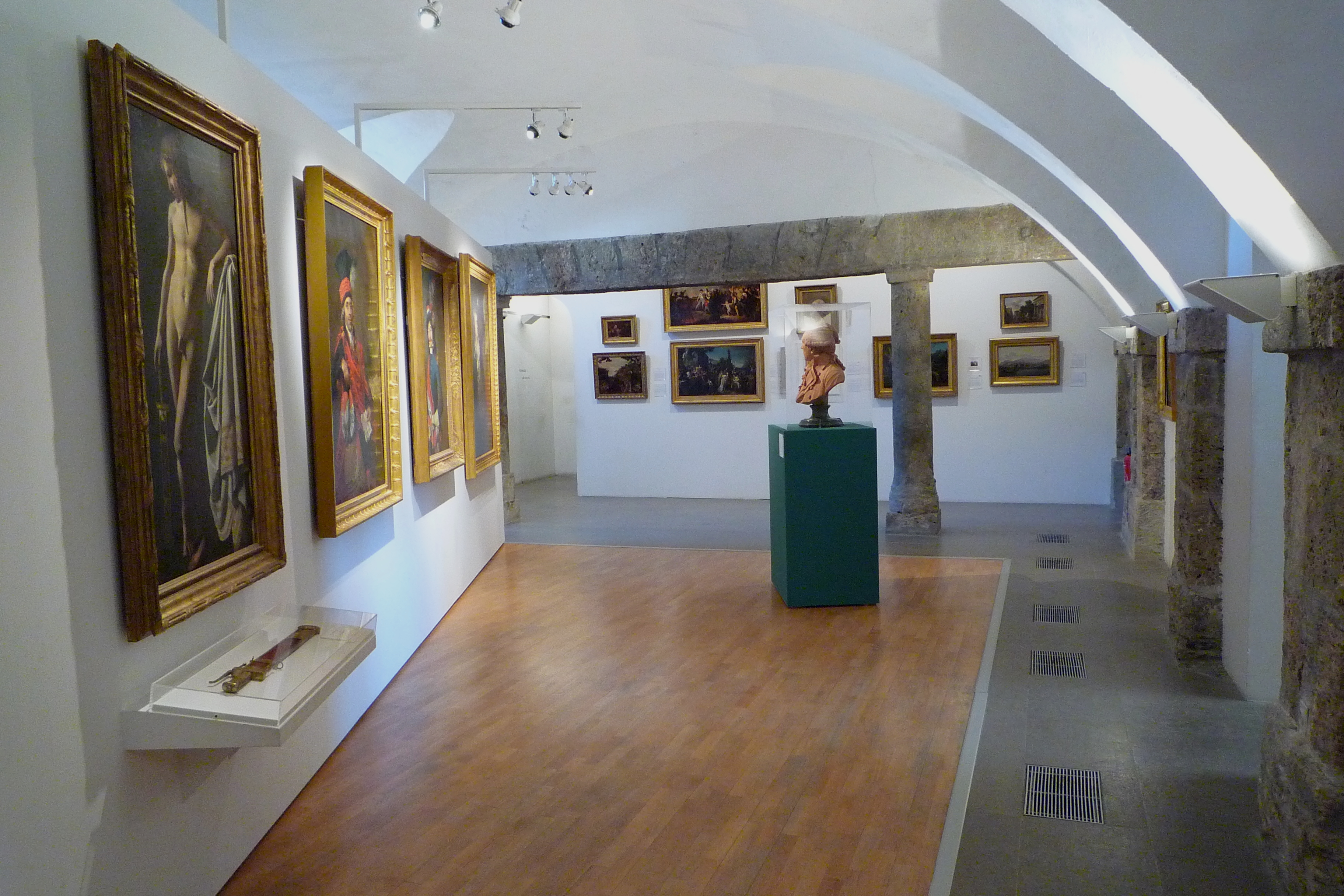
Salle des arts, niveau 1.

On retrouve également dans cette salle l'autoportrait de Joseph Ducreux en moqueur pointant du doigt le visiteur ainsi que des toiles de peintres moins renommés, mais dont l'œuvre rappelle des faits divers oubliés de la période révolutionnaire. C'est le cas du tableau de Pierre-Nicolas Legrand, Joseph Cange, commissaire de la prison Saint-Lazare à Paris, un portait de Joseph Cange, gardien à la prison Saint-Lazare pendant la Terreur qui aide financièrement la famille d'un détenu au péril de sa vie et que la nation honorera après la chute de Robespierre. C'est également le cas pour le tableau réalisé par Jean-Baptiste-Claude Robin en 1787, Trophime-Gérard, comte de Lally-Tollendal, dévoilant le buste de son père, qui rend hommage au comte Gérard de Lally-Tollendal présentant le buste de son père exécuté en 1766 pour haute trahison et en partie réhabilité en 1783 grâce à lui et à Voltaire. Le tableau que réalise Louis-Pierre Baltard en 1799, Projet de monument commémoratif de l'assassinat des ministres plénipotentiaires Bonnier et Roberjot, reprend le thème historique avec le second congrès de Rastatt, l'une des très rares rencontres diplomatiques de l’Histoire où des ambassadeurs trouvent la mort.
On découvre également des instruments de musique de la fin du XIXe siècle dans l'un des salons annexes, un piano-forte et une harpe, réalisés par Jean-Tobie Schmidt, inventeur de la guillotine, mais dont le nom de cette machine sera donné par le docteur Joseph Guillotin. Acquis par le musée en 1985, le sabre et le fourreau dorés du général Kellermann, héros de la bataille de Valmy en 1792, y sont exposés, ainsi qu'un glaive et son fourreau faisant partie de l'uniforme des élèves de l'École de Mars. En quittant ce niveau, les visiteurs montent par l'escalier d'origine du château.

### Deuxième niveau

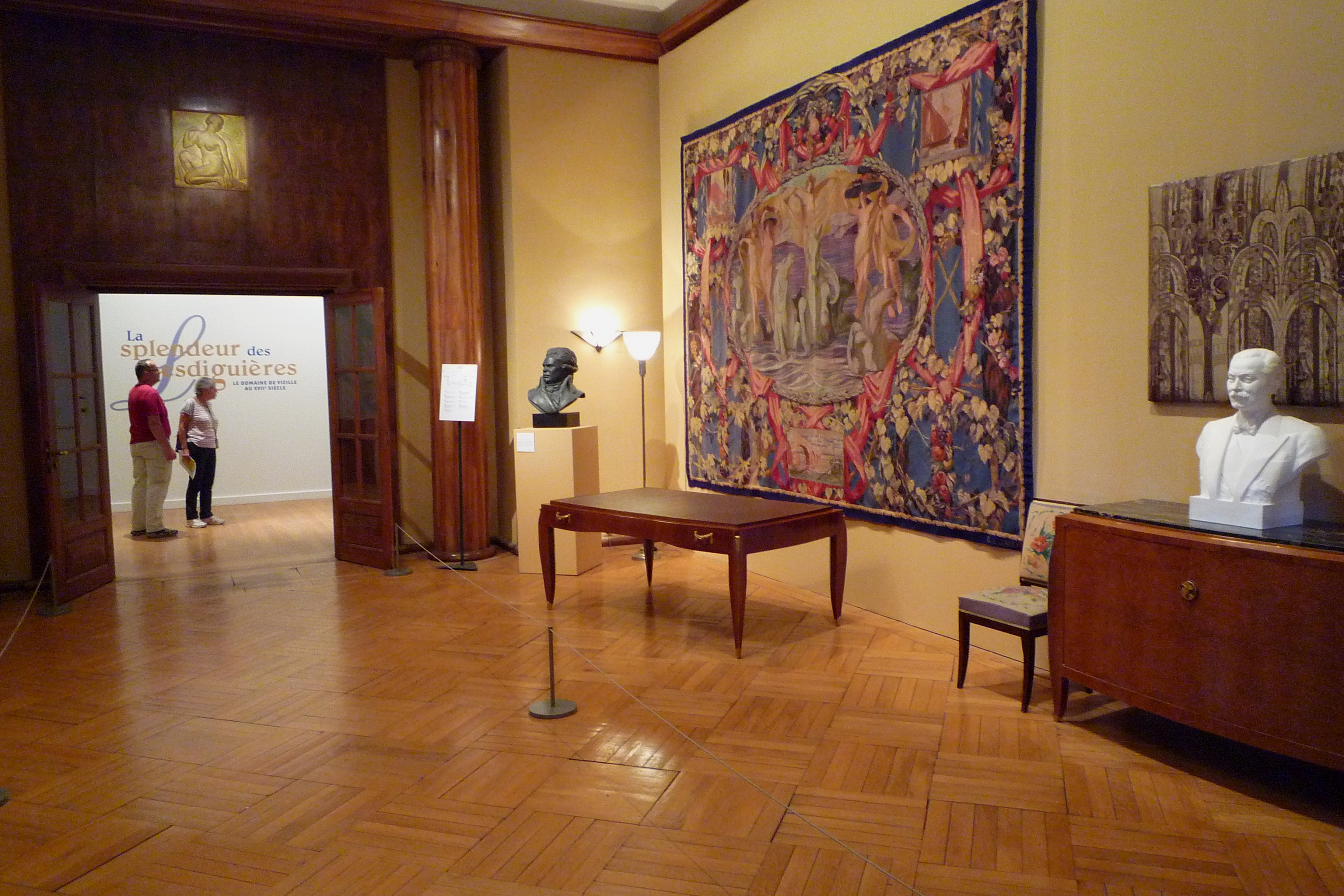
Salle Charles-Halley, niveau 2.

En arrivant à ce second niveau occupé en grande partie par le centre de documentation, on découvre le buste blanc du marquis de Lafayette, alors âgé de 33 ans, édité par la manufacture nationale de Sèvres en 1922 et rappelant son passage dans ces lieux en 1829. À ce niveau, se situe le couloir des droits de l'Homme et du citoyen donnant accès aux salles Charles Halley et Jean-Louis Prieur, ainsi qu'à la galerie de l'Académie.
La salle Charles-Halley entièrement refaite en mai 2013, présente l'ameublement du château lorsqu'il était une résidence d'été des présidents de la République sous la Troisième République et la Quatrième République. Son style Art déco est caractéristique avec une grande tapisserie d'Édouard Bénédictus et des meubles du décorateur Jacques-Émile Ruhlmann. La salle reprend cependant le thème de la Révolution dans l'entre-deux-guerres en accueillant un impressionnant buste de Danton commandé en 1937 par le gouvernement du Front populaire au sculpteur français Marcel Chauvenet. La salle Jean-Louis Prieur est parfois utilisée pour les expositions temporaires en renfort de la grande salle destinée à celles-ci, mais sert le plus souvent à illustrer le thème de la Révolution française dans le cinéma.
De son côté, la galerie de l'Académie expose des œuvres du XVIIIe siècle à la thématique éloignée de la Révolution, mais qui ont été réalisées par des artistes ayant appartenu à l'Académie royale de peinture et de sculpture ou à l'Académie des beaux-arts qui lui a succédé pendant la Révolution, comme Le jugement de Salomon, un bas-relief réalisé en 1790 par François-Frédéric Lemot, le buste du consul romain Lucius Junius Brutus réalisé dans les années 1790 par Antoine-Denis Chaudet ou encore les quatre tableaux sur la mythologie de Charles Meynier réalisés vers 1794. Ces derniers tableaux représentant des statues antiques d'Apollon, de Diane, de Mercure et de Polymnie, font partie des tableaux spoliés en France durant la Seconde Guerre mondiale et répertoriés dans la base Musées nationaux récupération. Une peinture sur toile de Nicolas Guy Brenet, Virginius prêt à poignarder sa fille Virginie, datée de 1783 est également présente dans cette galerie.

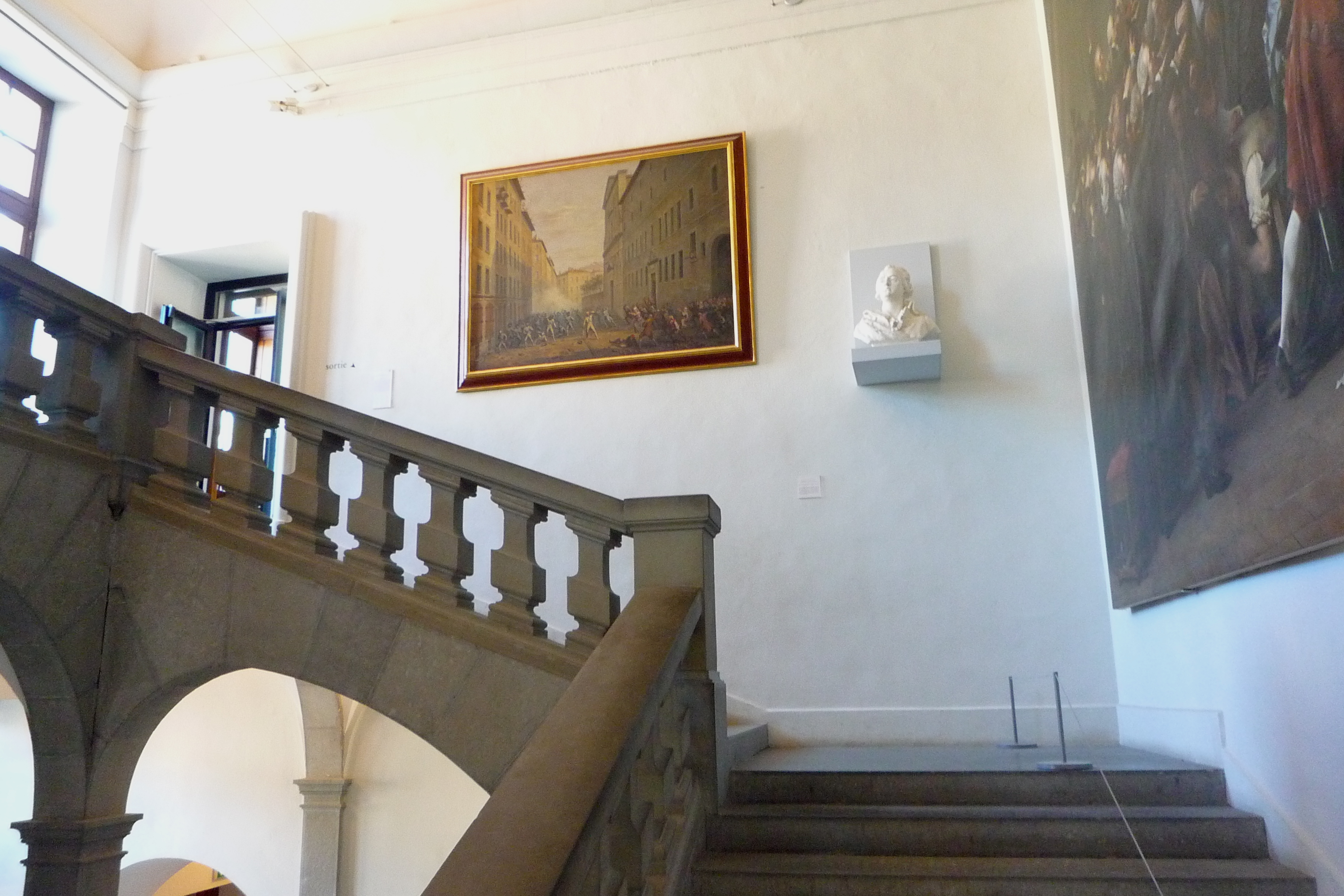
Escalier des droits de l'Homme et du citoyen accédant au niveau 3.

La grande salle des expositions temporaires présidée par une cheminée monumentale sculptée de trophées est la salle Alberto-Marone du nom du dernier propriétaire privé du château de 1906 à 1924. En 2017, l'exposition Lesdiguières informe le public que la galerie des batailles d'une longueur de 50 mètres, édifiée par Lesdiguières et détruite par un incendie en 1825, était située dans l'axe de cette salle. Elle renfermait les tableaux des batailles de Lesdiguières d'un côté, et celles d'Henri IV de l'autre. L'espace de ce second niveau est ensuite utilisé par le centre de documentation Albert-Soboul accessible aux historiens.
À la sortie du couloir des droits de l'homme et du citoyen, la statue Le Génie de la démocratie sculptée par Urbain Basset lors du centenaire de l'Assemblée de Vizille garde la grande cage d'escalier du même nom à quatre noyaux et menant au niveau supérieur qui constitue en elle-même une véritable salle par l'ampleur des tableaux présentés, évoquant successivement l'avocat dauphinois Antoine Barnave, la déclaration des droits de l'homme et du citoyen avec dix-sept plaques murales contenant chacune un article, Le Serment du Jeu de paume réalisé par Auguste Couder en 1848, La Journée des Tuiles et enfin La Réunion des états généraux du Dauphiné en 1788. Ce dernier tableau fait face à celui du Serment du Jeu de paume en contrebas, et chacun d'entre eux possède un croquis localisant et identifiant des dizaines de personnages peints sur le tableau, renvoyant l'importance de chacune de ces assemblées pour l'histoire de France.

### Troisième niveau
Le troisième niveau, dernier niveau accessible au public, est constitué d'une suite de salles thématiques dont certaines donnent accès par temps sec à la longue terrasse extérieure permettant d'admirer le parc, mais également le monumental escalier en contrebas réalisé par François de Bonne de Créqui, petit-fils de Lesdiguières. En débouchant de l'escalier des droits de l'Homme et du citoyen, le parcours du visiteur peut se faire sur la gauche ou sur la droite, l'obligeant à revenir sur ses pas dans sa première option pour visiter l'autre côté.

#### À gauche

##### Salle duXIXesiècle

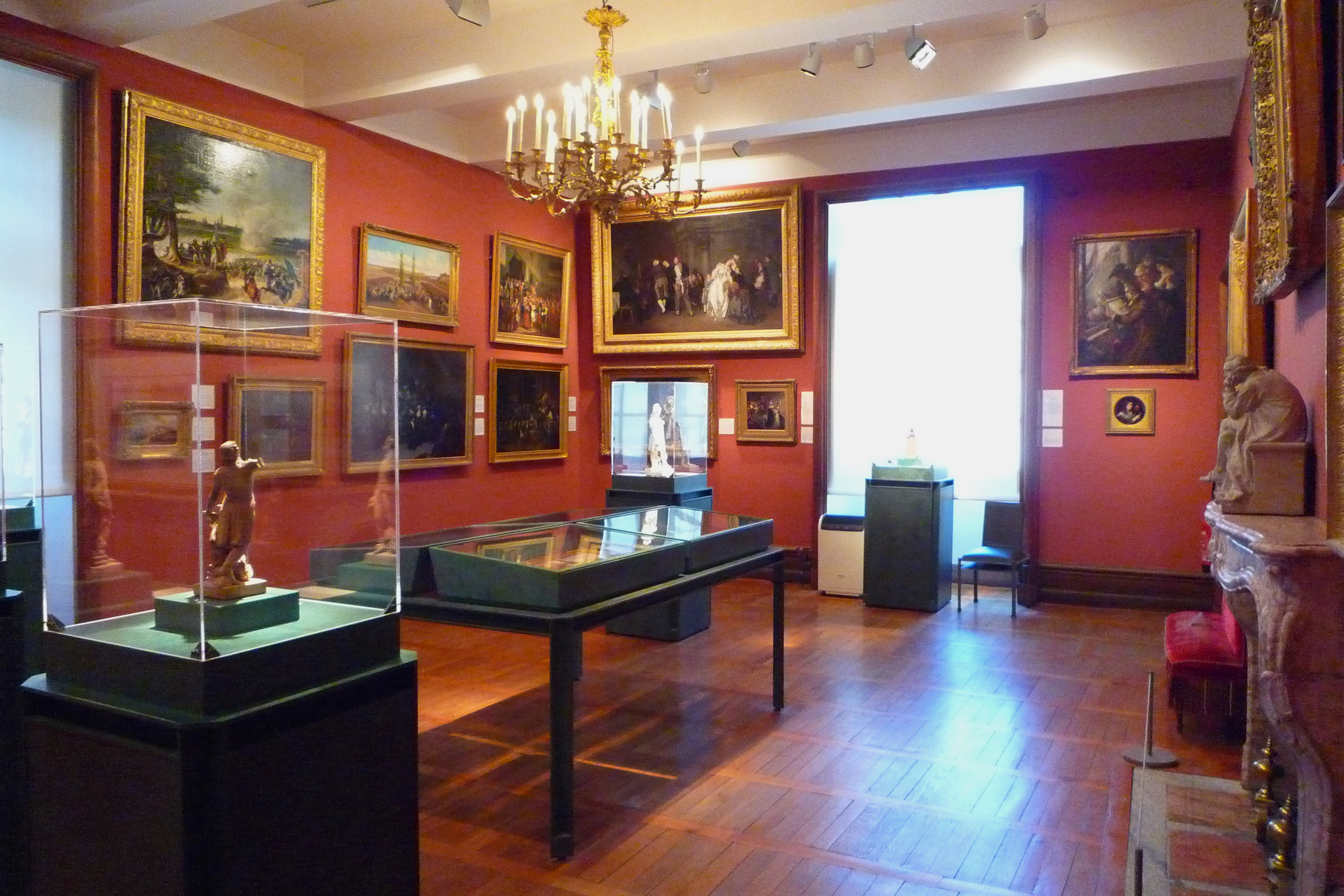
Salle du XIXe siècle, niveau 3.

Sur la gauche, la salle du XIXe siècle évoque dans ses tableaux une vision de la Révolution plus récente comme celui de Mélina Thomas de 1836 représentant Charlotte Corday interrogée dans sa prison après son meurtre sur Marat, ou encore la vision toute britannique d'Alfred Elmore en 1860 sur Marie-Antoinette d'Autriche face à la « populace » dans Les Tuileries, 20 juin 1792. On y trouve sur le thème de La Marseillaise le tableau Rouget de Lisle composant la Marseillaise exécuté en 1875 par Auguste de Pinelli, ainsi qu'une copie du tableau d'Isidore Pils, Rouget de Lisle chantant pour la première fois la Marseillaise exécutée en 1892 par le peintre polonais Waléry Plauszewski. On retrouve également dans cette salle le tableau original du peintre Jean-Emmanuel Van den Bussche qui réalise en 1900 Le Peintre David dessinant Marie-Antoinette conduite au supplice, mettant en scène le célèbre peintre David en train de dessiner le transport de Marie-Antoinette d'Autriche vers son lieu d'exécution.
En hauteur, figure dans cette salle le tableau Danton embrasse le cadavre de sa femme exécuté en 1893 par Joseph Sylvestre dans lequel le célèbre avocat embrasse sa femme Antoinette morte tragiquement en mettant au monde son quatrième fils et venant d'être enterrée quelques jours auparavant alors que son mari était en déplacement en Belgique. Les deux esquisses de 1884 de Pierre-Paul-Léon Glaize, Les grands hommes de la Révolution devant le tribunal de la postérité et Le triomphe de la République lui permirent de remporter le concours pour la décoration de la salle des mariages de la mairie du 20e arrondissement de Paris. On trouve la version de Charles Fournier du Boissy d'Anglas saluant la tête du député Féraud, 1er prairial An III, mais également l'un des rares tableaux d'artiste allemand avec La Séparation de Louis XVI de sa famille au Temple réalisé par Ernst Meisel en 1873 et représentant d’une façon très théâtrale la séparation de Louis XVI de sa famille à la prison du Temple le 26 septembre 1792. Cette peinture étant l'une des rares œuvres où un roi de France est représenté de dos. Cependant, parmi les nombreux tableaux de la salle, l'un d'entre eux attire le regard puisqu'il est peint tout en nuance de gris, sans aucune couleur. Habitué à cette technique, le peintre Raymond Quinsac Monvoisin exécute Le 9 thermidor quarante trois ans après les faits. La scène se déroule un an après l'établissement de la Terreur en France, Robespierre et ses derniers fidèles isolés au centre du tableau et houspillés par les autres députés, sont mis en accusation ce 27 juillet 1794 dans une séance particulièrement houleuse à la Convention nationale, illustrant ainsi la chute de Robespierre.
Côté statuaire, une vitrine conserve le Projet de monument à Danton réalisé en cire noire en 1888 par Auguste Paris, dont le bronze a été inauguré trois ans plus tard sur la place Henri-Mondor à Paris. La statuette en biscuit, La Liberté ou la République, haute de 55 cm et réalisée par David d'Angers est au centre de la salle. Sur la cheminée est exposé un exemplaire d'une esquisse en plâtre de la statue de Lavoisier (1886) de Jules Dalou, qui fut sculptée en pierre pour le décor du grand amphithéâtre de la Sorbonne à Paris. Dalou est également l'auteur de l'esquisse en plâtre de la statue du Marquis de Mirabeau (vers 1883), qui est une étude du Mirabeau répondant à Dreux-Brézé (1890), un haut-relief en bronze monumental conservé dans la salle Casimir-Perier du palais Bourbon à Paris. Le thème de ce haut-relief, dans lequel Mirabeau aurait répondu à l'émissaire du roi, Dreux-Brézé, « Allez dire à votre maître que nous sommes ici par la volonté du peuple et que nous n'en sortirons que par la force des baïonnettes », est présent dans la salle par l'estampe préparatoire d'Alphonse Lamotte de 1889, ainsi que par une huile sur toile de 1830 du jeune Paul Chenavard, alors âgé de 23 ans.

##### Palier et bibliothèque Perier
La visite se poursuit par l'intermédiaire d'un palier de l'escalier à vis inaccessible au public depuis 1988. Ce palier expose une dernière victime de la chute de Robespierre dans une statue réalisée par Jean Baffier en 1886 représentant Louis Antoine de Saint-Just. En face, se déroulent de courtes vidéos sur la Révolution lors des débuts du cinéma avec un extrait d'une production de Louis Lumière de 1897 sur Marat et Robespierre, ainsi qu'une représentation de La Marseillaise en 1912 par la société Gaumont.

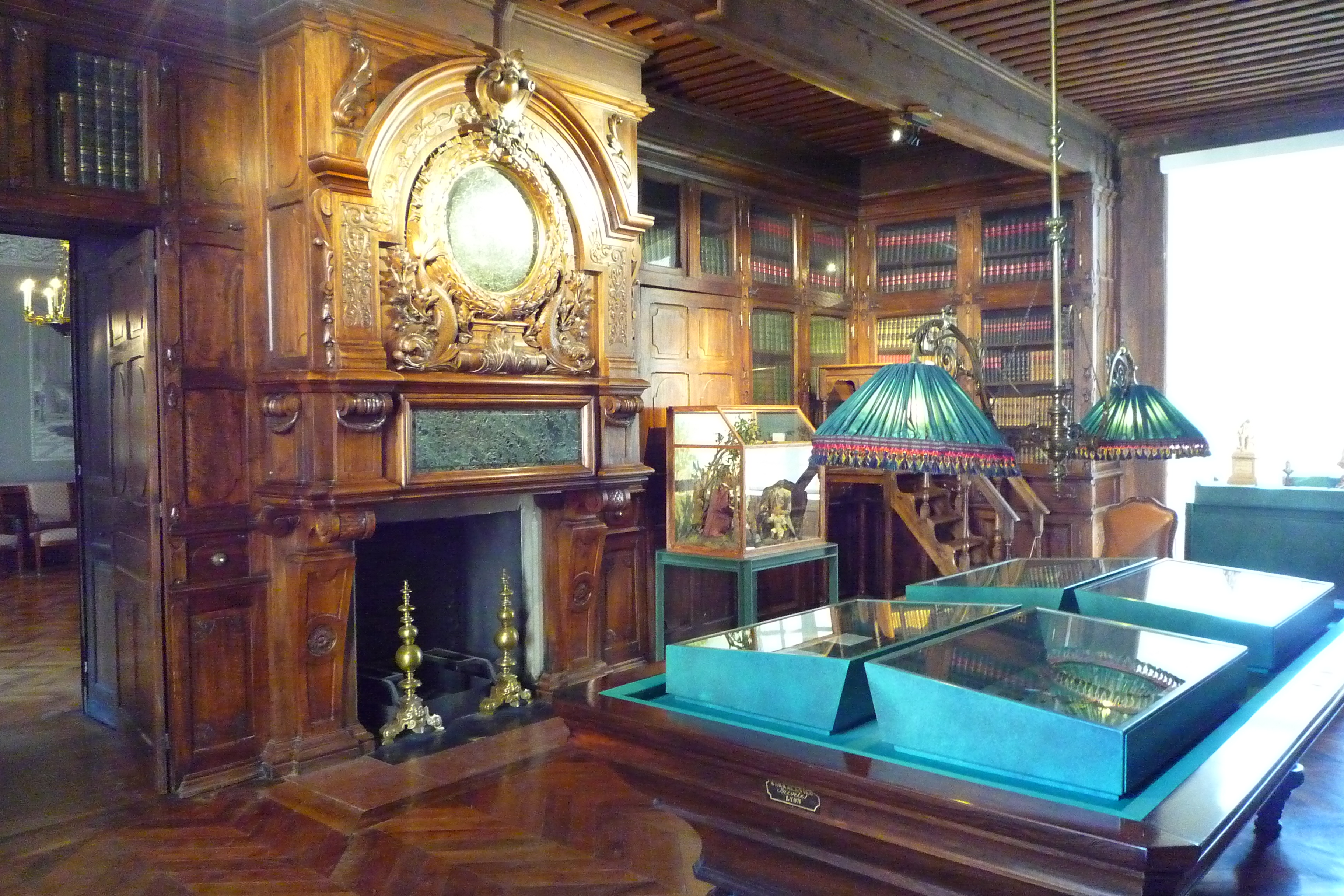
Bibliothèque du château, niveau 3.

La salle suivante ornée de boiseries aménagées vers 1880 est la bibliothèque contenant 4 000 ouvrages provenant des acquisitions d'œuvres du XVIIIe siècle de la famille Perier, mais également de l'État français lorsque le domaine était encore résidence d'été des présidents français. Les ouvrages visibles datent d'une période allant du XVIe siècle au XXe siècle auxquels s'ajoutent quelques incunables ainsi que des cartes de Cassini. Cette bibliothèque se visite avec les salles du château, mais la consultation d'ouvrages nécessite un rendez-vous. En 2020 et 2021, profitant du confinement national dû à la pandémie de Covid-19 en France, les ouvrages de cette bibliothèque sont inventoriés et restaurés. Au centre de cette bibliothèque, une collection de médailles du XVIIIe siècle repose sur une table de billard avec à ses côtés un cabinet de cire réalisé vers 1792, représentant les trois pères de la Révolution, Franklin, Voltaire et Rousseau, installés aux Champs-Élysées. La bibliothèque est ornée par plusieurs petits bustes des philosophes de l'époque et d'une statue en terre cuite de Jean-Jacques Rousseau attribuée au sculpteur français Martin-Claude Monot (1733-1803). Une autre œuvre est consacrée à Rousseau dans la salle mais concernant une esquisse en terre cuite de 1794 de Jean-François Lorta, d'un projet de monument commémoratif où le philosophe est assis tenant un parchemin dans sa main gauche. Á ses côtés, la statuette en plâtre de Claude-André Deseine de 1792, Voltaire piétinant l'infâme, où Voltaire assis piétine la représentation du clergé dans l'une des rares caricatures d'un sculpteur de cette époque, à la suite de l'intervention du philosophe dans l'affaire Calas.

##### Salle Psyché

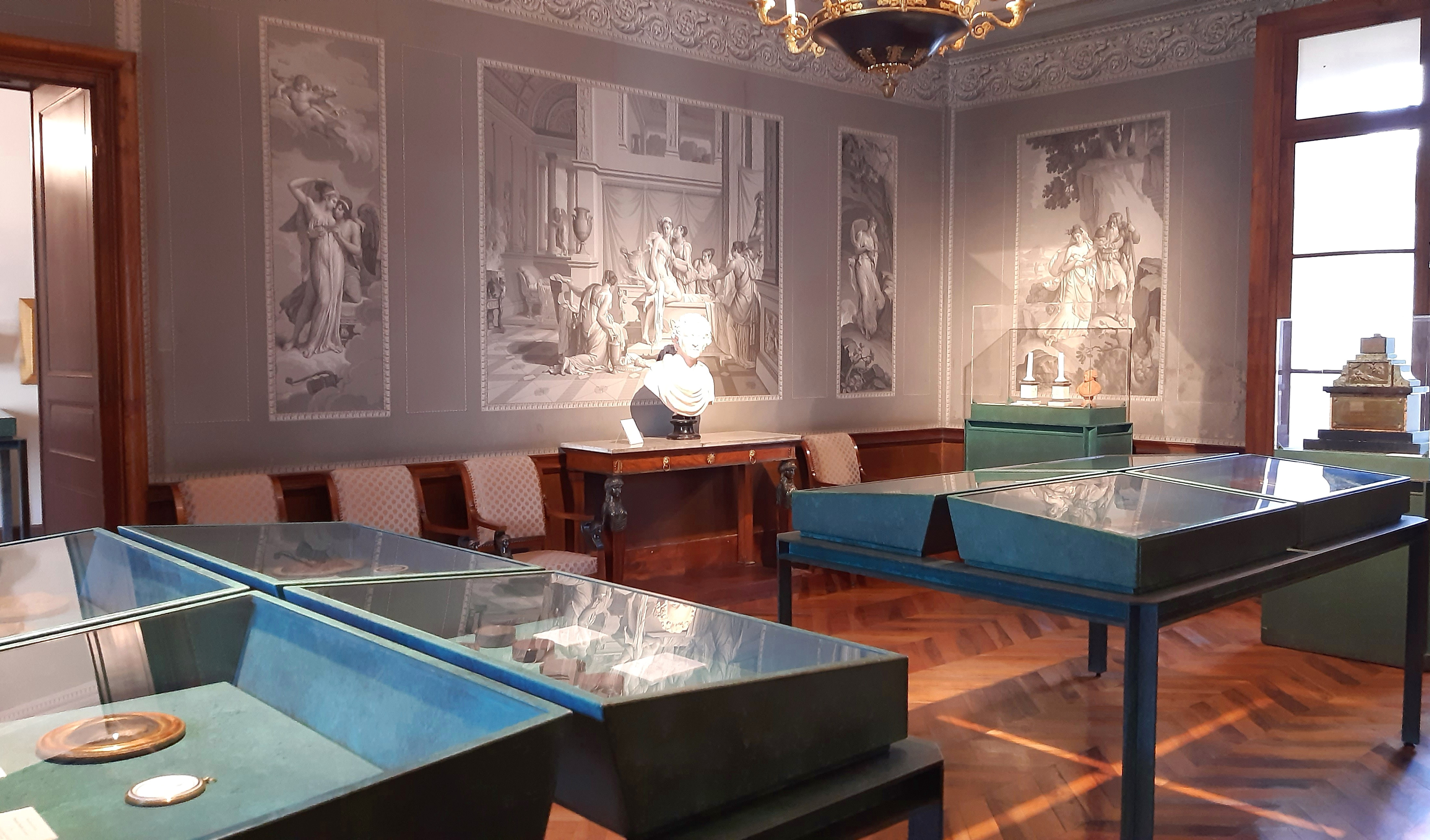
Salle Psyché, niveau 3.

À la suite, la salle Psyché décorée en 1924, reprend le thème mythologique des Métamorphoses sur ses papiers peints panoramiques avec douze panneaux en camaïeu de gris se référant au roman de Jean de La Fontaine tiré de L’Âne d’or. Elle contient des bustes du XVIIIe siècle et on trouve dans les présentoirs le médaillon en porcelaine de Benjamin Franklin confectionné en 1778 par la manufacture nationale de Sèvres, des tabatières de 1790, des médaillons en bronze de personnalités signés David d'Angers ou de petits portraits de députés, mais également deux maquettes de projets commémorant Louis XVI dont l'une se rapproche de la colonne Louis-XVI de Nantes. La cheminée de cette salle porte un objet typiquement révolutionnaire puisqu'il s'agit d'une pendule décimale dorée décomptant cent secondes dans la minute, cent minutes dans l'heure et dix heures dans la journée. En 2017, cette salle contient le buste d'Antoinette Gabrielle Danton, rappelant le tableau de sa mort tragique dans la salle précédente du XIXe siècle.

##### Salle du centenaire
La salle suivante du centenaire évoquant le centenaire de la Révolution et notamment l'inauguration du monument commémorant l'évènement devant l'entrée du domaine. On y découvre la liste des présidents de la République ayant séjourné à Vizille, accompagnés parfois de certaines personnalités comme Bảo Đại, mais aussi un fragment du panorama de l'Histoire du siècle réalisé en 1888 par Henri Gervex et Alfred Stevens à l'occasion de l'exposition universelle de Paris de 1889 et représentant la fête de la Fédération. Une série de douze assiettes aux thèmes patriotiques montre l'esprit de la Troisième République. Un buste en marbre blanc de Jean Casimir-Perier, alors président de la République et exécuté par Alfred Boucher en 1894 annonce les deux salles suivantes.

##### Salle Perier

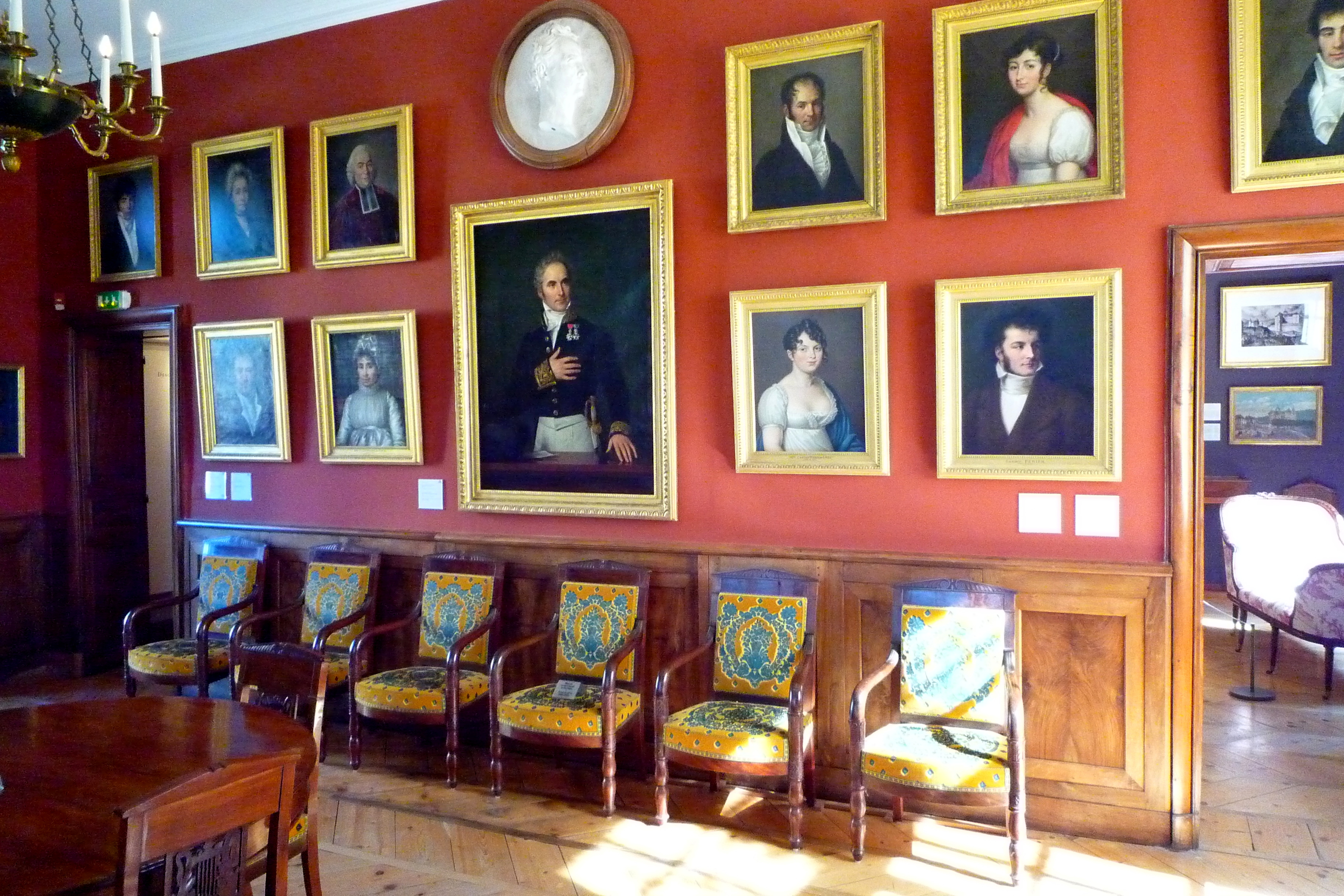
Salle Perier, niveau 3.

La salle Perier est annoncée par une assiette en faïence peinte de 1829 représentant La Fayette, personnage lié à la famille Perier par un mariage et par leur opposition politique à Charles X. Dans son mobilier d'époque, elle présente les tableaux des membres de la famille Perier propriétaire du château de 1780 à 1895 dans lequel ils avaient installés leur manufacture d'impression sur étoffes et dont l'un des membres, Jean Casimir-Perier est devenu le 6e président de la République française le 27 juin 1894.

##### Salle de la manufacture
La salle de la manufacture refaite en mai 2013 contient quelques échantillons de soie et coton imprimés et des meubles dans lesquels ont été utilisés ces tissus. On trouve dans cette salle un portrait de Pie VI du peintre italien Pompeo Batoni, rappelant le passage de ce prélat dans ces lieux et dont le pontificat a été marqué par les évènements de la Révolution française. On retrouve également le tableau très réaliste Combat de Bagneux, 13 octobre 1870 exécuté par Lucien-Pierre Sergent en 1874, mais aussi diverses gravures et peintures du château au XIXe siècle, parmi lesquelles une toile peinte par Andry-Farcy au début des années 1910, quelques années avant qu'il ne devienne conservateur du musée de Grenoble. Un tableau de 1863 du peintre grenoblois Diodore Rahoult décrit Le Procès fait à Auguste Casimir-Perier, accusé de délit d'excitation à la haine et de mépris du gouvernement dans un article du journal L'Impartial Dauphinois. Cette accusation l'empêcha d'emporter l'élection législative de 1863, mais peu après cette dernière, la cour l'acquitta sous les acclamations populaires. Dans cette œuvre, l'artiste s'est représenté comme un membre du public assistant au procès.

##### Salle des présidents

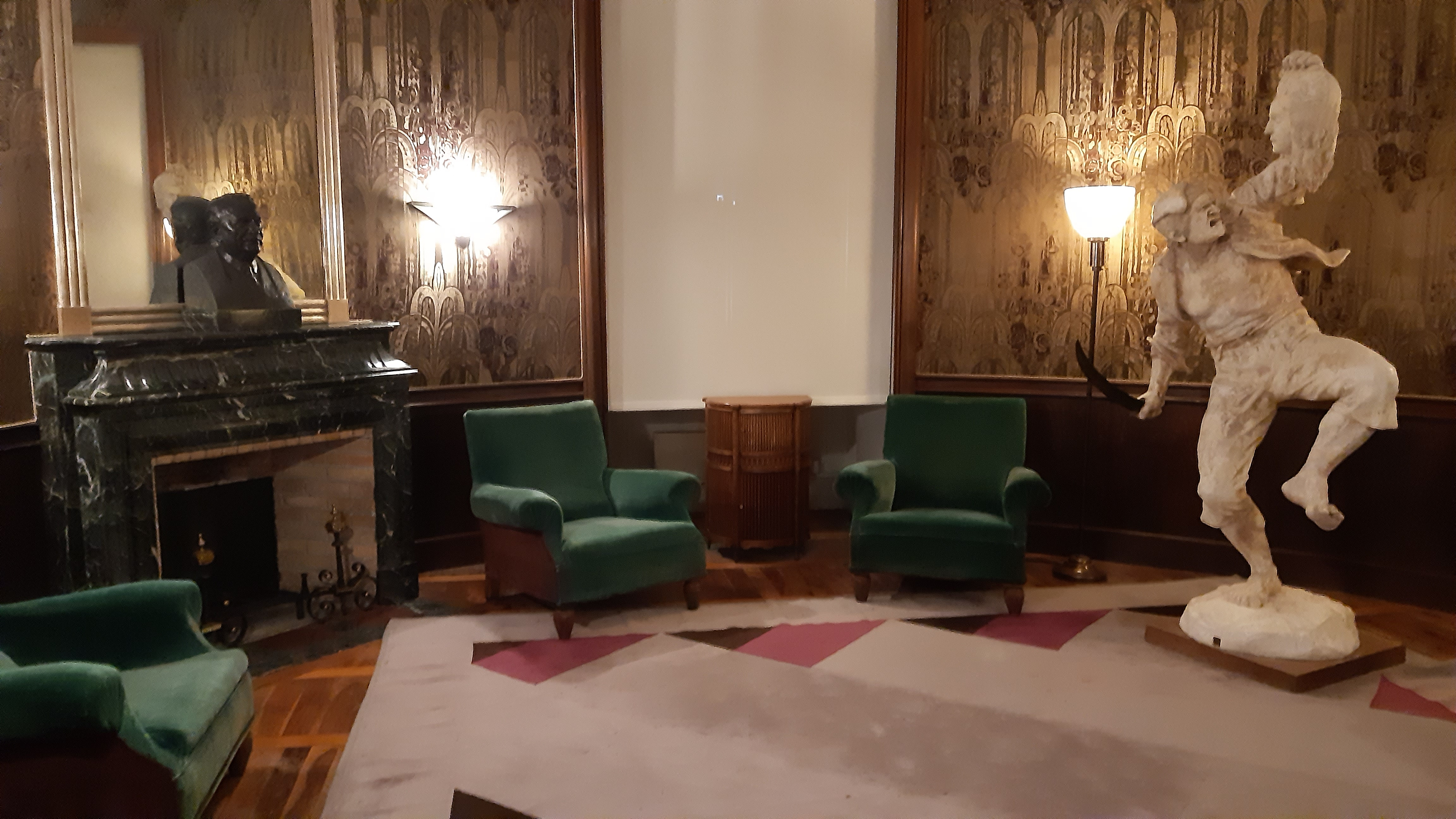
Salle des présidents, niveau 3.

Enfin, achevant le côté gauche de l'étage, un trombinoscope de tous les présidents de la République successifs annonce la salle des présidents intégrée à une tour du château et somptueusement décorée, mais qui voit son accès aux visiteurs limité au seuil de la porte. On peut y voir sur le côté gauche, le buste en bronze du président Gaston Doumergue, le premier à avoir séjourné dans ces lieux en 1925. Mais l'attention dans ce lieu se porte sur la sculpture en plâtre de Charles Richefeu de 1923, La Carmagnole, dénonçant l'extrême violence de la Révolution en représentant un sans-culotte se tenant sur une jambe et serrant une serpe dans la main droite tout en brandissant une tête humaine de la main gauche. Cette statue fait allusion à la mort cruelle de Marie-Thérèse-Louise de Savoie-Carignan, princesse de Lamballe, dans les rues de Paris, le 3 septembre 1792. Le thème de sa mort se retrouve dans un tableau de la galerie du XIXe siècle au même étage.

#### À droite

##### Galerie duXIXesiècle

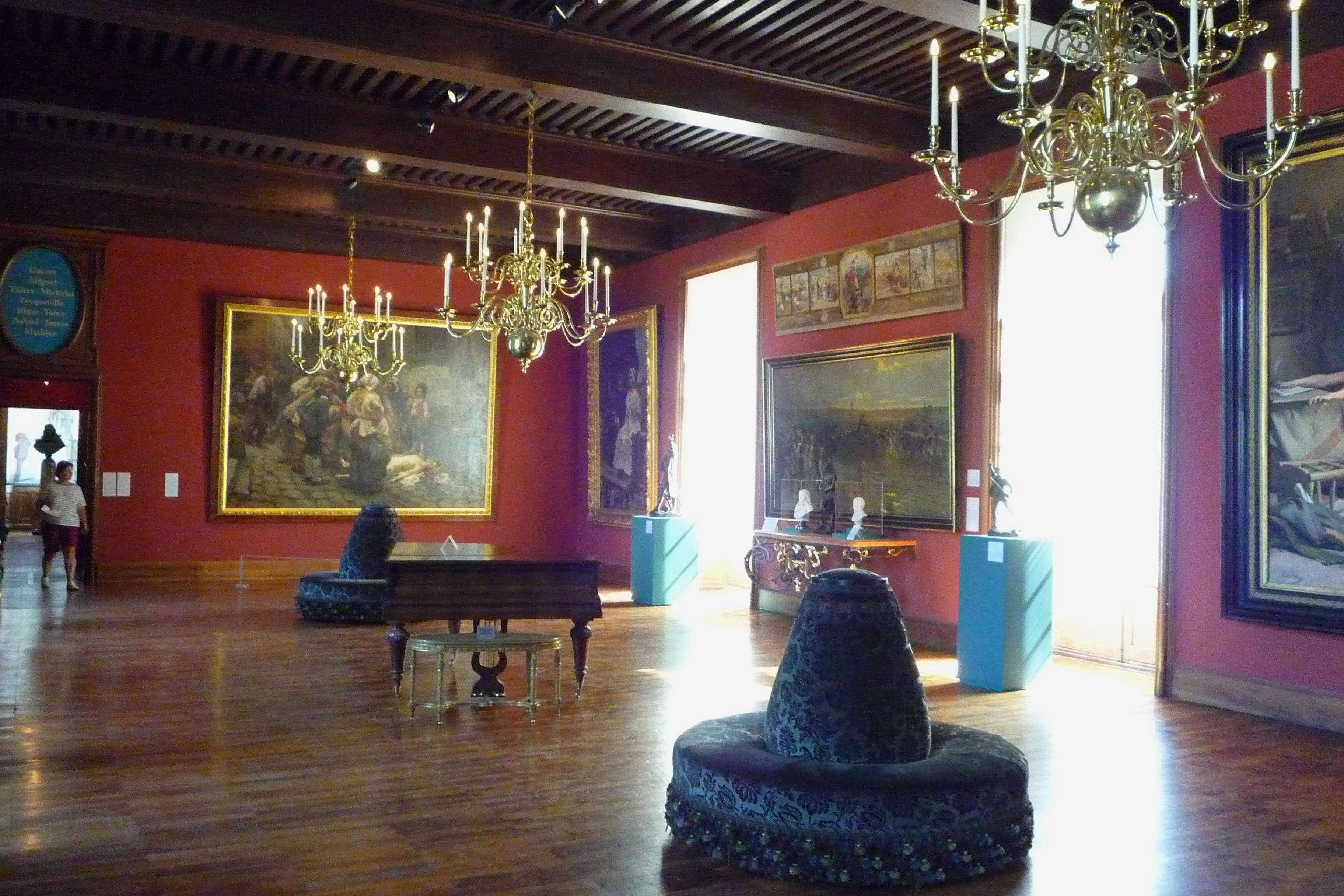
Galerie du XIXe siècle, niveau 3.

En débouchant de l'escalier des droits de l'Homme et du citoyen, et en partant sur la droite, le visiteur rentre dans la vaste galerie du XIXe siècle comportant des peintures de grandes dimensions réalisées dans la première partie du siècle comme Élizabeth Cazotte sauve la vie de son père à la prison de l'Abbaye, 23 septembre 1792 réalisée en 1835 par Claude-Noël Thévenin, Scènes de barricades, le 29 juillet, place du Palais Royal réalisée en 1830 par Philibert Rouvière ou encore Capet, lève-toi ! qu'Émile Mascré réalisa entre 1833 et 1835 et dans laquelle il représenta le jeune dauphin réveillé par ses geôliers, le cordonnier Simon et sa femme, afin de s'assurer de sa présence, même si la réalité historique a été celle d'un Simon attentif et protecteur. D'autres œuvres datent de la fin du XIXe siècle comme Marie-Antoinette se rendant au supplice réalisé en 1885 par François Flameng, Charlotte Corday et Marat réalisé en 1880 par Jules-Charles Aviat ou le tableau d'Alfred Loudet Marat, réalisé en 1882 et représentant Robespierre, Danton, et Marat réunis dans l'appartement de ce dernier. Un tableau peint en 1908 par Maxime Faivre représente la mort cruelle de Marie-Thérèse-Louise de Savoie-Carignan, princesse de Lamballe, dans les rues de Paris le 3 septembre 1792. Cependant, la salle contient des œuvres plus modestes comme la statuette en bronze de Lazare Hoche par Jules Dalou, la Tête du génie de la guerre de François Rude ou le buste du jeune tambour Joseph Bara, tombé dans une embuscade en Vendée à l'âge de 14 ans, en criant « Vive la République ». On retrouve ce jeune martyr de la Révolution française deux niveaux en-dessous, dans la grande salle de la République, où l'œuvre inachevée de Jacques-Louis David, La Mort du jeune Bara, a été reprise en 1794 par l'un de ses élèves.

##### Salle Lesdiguières

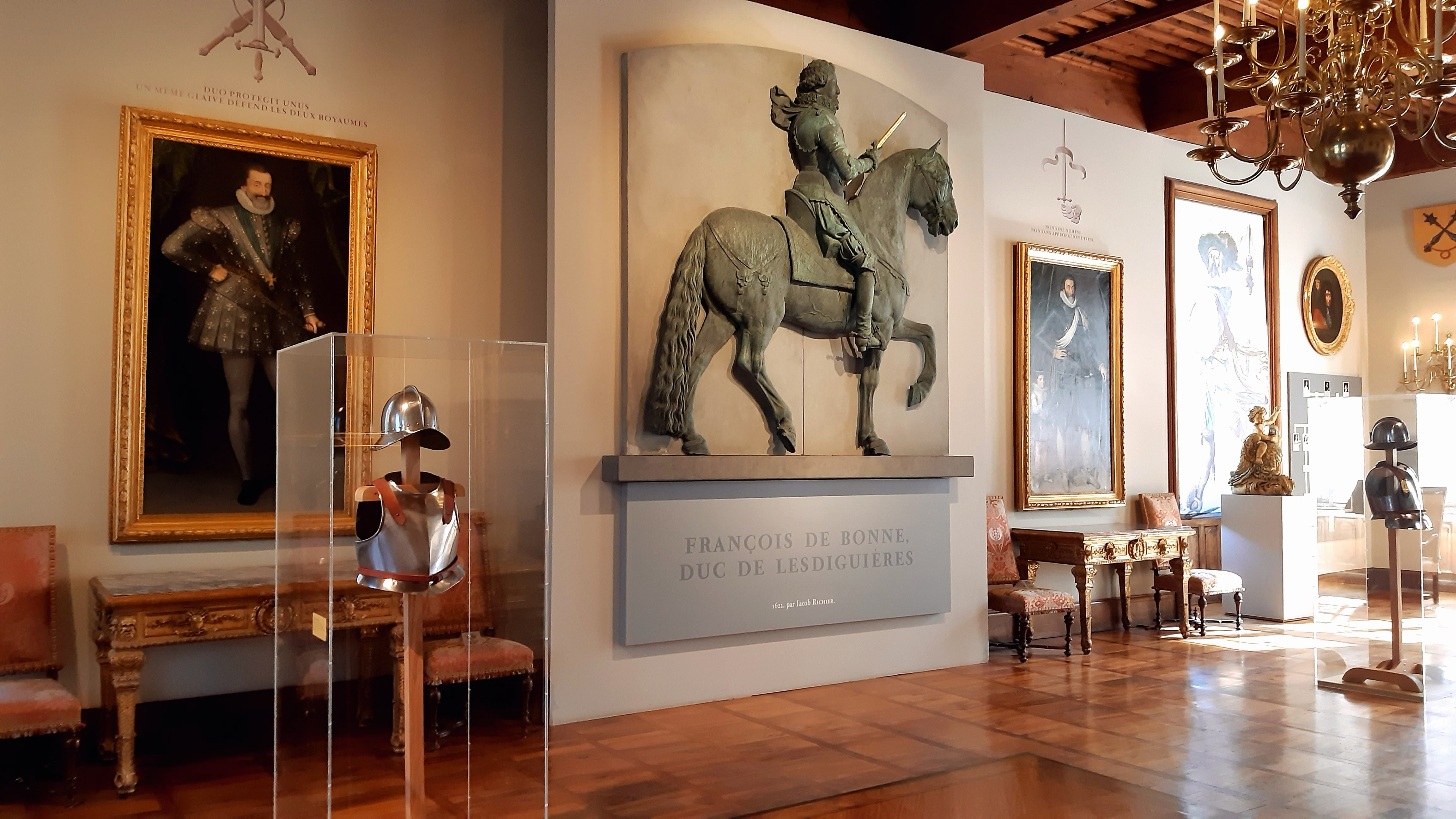
Salle Lesdiguières, niveau 3 : François de Bonne, bas-relief en bronze de Jacob Richier.

La salle suivante, qui achève la visite, est consacrée au bâtisseur du château, François de Bonne de Lesdiguières. Grand ami du roi Henri IV, il acquiert le 28 juin 1593 cette propriété occupée par un ancien château féodal des comtes d'Albon perché alors sur le promontoire rocheux dominant Vizille. Il y fait construire en contrebas l'actuel château entre 1600 et 1619, sous la direction de l'architecte Pierre La Cuisse jusqu'en 1617, puis celle de Guillaume Le Moyne. On retrouve dans cette salle sa généalogie complète, ainsi que bustes et tableaux liés à l'histoire de cette dynastie comme le portrait de Marie Vignon, sa seconde épouse, ou deux faits de guerre avec le Siège et la prise de Cavour et la Desfaite d'Allemaigne en Provence, sauvés de l'incendie de 1825 grâce à leur absence du château ce jour-là. La présence d'un portrait d'Henri IV rappelle que le château a possédé la grande galerie de Lesdiguières détruite lors de cet incendie de 1825. Cette galerie, longue de 50 mètres, haute de 5,30 mètres et éclairée par neuf fenêtres de chaque côté, était un lieu de réception qui abritait deux séries de neuf tableaux de batailles commandées pour huit d'entre elles au peintre flamand Antoine Sallaert en 1611. Celles de Lesdiguières d'un côté et celles d'Henri IV de l'autre, auxquelles s'ajoutaient trois portraits d'Henri IV et de Catherine de Médicis.
Un bas-relief en bronze du sculpteur Jacob Richier, représentant un portrait équestre du premier duc de Lesdiguières mais également dernier connétable de France sous Louis XIII, tenant de la main droite son bâton de Maréchal est positionné face à la cheminée de style Renaissance. Ce bas-relief équestre de François de Bonne, daté de 1622, était à l'origine sur le portail d'entrée de la cour d'honneur dans le mur d'enceinte du domaine, où aujourd'hui se trouve une copie. Seul bronze équestre antérieur à la Révolution qui se soit conservé en France, il s'agit aussi de la seule œuvre d'art du château qui était encore placée en extérieur depuis sa création, avant d'être déplacée à l'intérieur du musée dans les années 2000.

## Centre de documentation

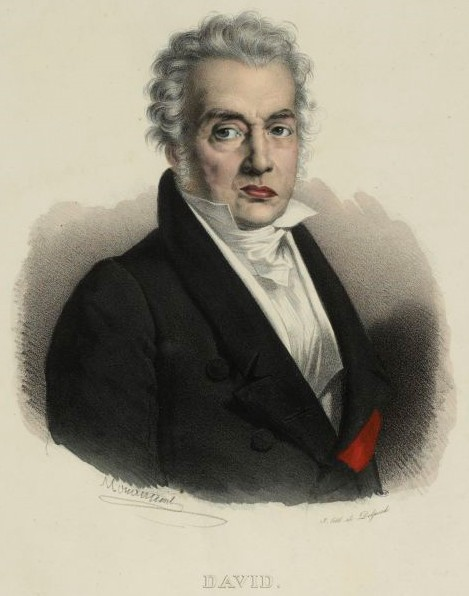
Portrait du peintre Jacques-Louis David (estampe de François Delpech).

Le centre de documentation-bibliothèque Albert-Soboul met à la disposition des chercheurs et des étudiants un important fonds patrimonial et une documentation souvent rare relative à l'art et à l'histoire de la Révolution française. Créé en juin 1982 peu avant l'ouverture du musée, il occupe depuis 2001 deux niveaux de l'aile nord du musée. Outre quelques bustes et tableaux de personnages de l'époque révolutionnaire agrémentant ses locaux, il renferme la plus importante documentation consacrée aux différents aspects de l'histoire de la Révolution française, de la création artistique et des transformations culturelles en Europe, des Lumières au romantisme.
Le fonds, riche de 27 000 titres dont 20 000 d'histoire, 3 000 d'histoire de l'art et 4 000 ouvrages publiés entre 1750 et 1810, est en grande partie constitué de dépôts, legs et dons des bibliothèques de célèbres historiens de la Révolution française. Des acquisitions sont également réalisées dans des salons du monde entier comme celle en 2018 des 21 volumes de la Gazette de Leyde, comprenant ses parutions faites entre le 1er janvier 1790 et le 31 décembre 1810. Par ailleurs, une réserve de 4 500 estampes datant d'avant 1805 constitue un véritable joyau conservé à température constante et dans l'obscurité.
Depuis juin 2005, le centre de documentation-bibliothèque a pris le nom d'Albert Soboul, dont l'enseignement et les publications ont profondément marqué la discipline et qui avait été élu président du conseil scientifique du musée le 23 juin 1982, moins de trois mois avant son décès. Sa propre bibliothèque de travail a constitué le premier fonds du centre. Le fonds s'est par la suite développé avec les bibliothèques de travail des grands historiens Jacques Godechot, Jean-René Suratteau et Roger Barny, données par leurs familles. Le centre de documentation-bibliothèque Albert-Soboul est aujourd'hui un lieu majeur d'étude pour la période de la Révolution, fréquenté par des chercheurs du monde entier qui peuvent bénéficier d'une structure d'accueil et d'hébergement sur le domaine. Ce centre fait également partie du réseau des bibliothèques associées de la bibliothèque municipale de Grenoble.

## Colloques internationaux
Depuis son inauguration en 1984 et en marge de son activité, le musée organise presque chaque année des colloques internationaux autour du thème de la Révolution française. Souvent associés à la présence d'universitaires venus du monde entier, ces colloques se déroulant sur le domaine de Vizille ou sur le domaine universitaire de Grenoble peuvent avoir comme thème un personnage comme le philosophe Gabriel Bonnot de Mably en juin 1991 ou des thèmes plus vastes ces dernières années comme La République en voyage (1770-1830) en 2010 ; Mythologies contemporaines, Révolution française et cultures populaires dans le monde aujourd'hui en 2012 ; Retours sur la céramique révolutionnaire en 2013 ; La Révolution française 25 ans après le bicentenaire de 1789 en 2014 ; Collectionner la Révolution française en 2015 ; Le siècle des Lesdiguières, Territoires, Arts et rayonnement nobiliaire au XVIIe siècle en 2017 ; Cosmopolitismes et patriotismes au temps des Révolutions en 2019.

## Politique d'acquisition
Dès son origine, le musée de la Révolution française a pu acquérir de nouvelles œuvres grâce à l'aide du fonds régional d'acquisition des musées de Rhône-Alpes. Il cherche régulièrement à étoffer ses collections, principalement par des tableaux,,, mais également par des objets comme des bustes ou des assiettes peintes. Par ailleurs, l'association culturelle fondée le 7 juin 1993 afin de soutenir les activités du musée et participer à l'élargissement ainsi qu'à l’enrichissement des collections est hébergée par le musée sous le nom « Les amis du domaine de Vizille ».

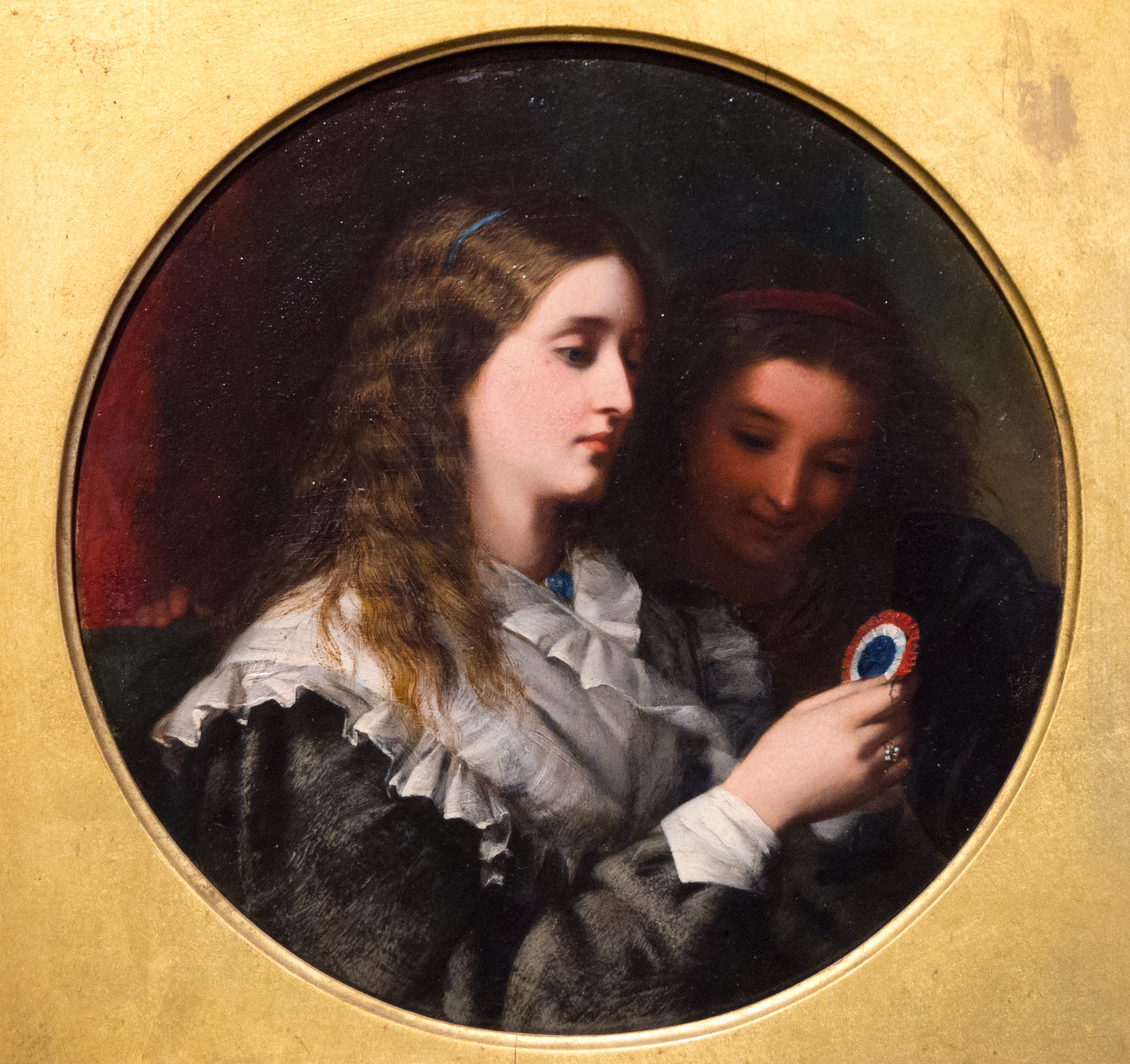
William James Grant, La Cocarde (1860). Double portrait de Joséphine de Beauharnais et de sa fille Hortense.

En 2008, c'est grâce à la banque de Vizille que le musée acquiert le tableau exécuté vers 1799 par Pierre-Narcisse Guérin, Le Retour de Marcus Sextus, variante réduite sur papier marouflé sur toile. En 2014, le musée acquiert une pendule décimale en fonction de novembre 1793 à avril 1795, décomptant cent secondes dans la minute, cent minutes dans l'heure et dix heures dans la journée. En 2015, il acquiert un tableau du peintre Augusto Nicodemo de 1794, représentant le jeune Louis XVII devant le tombeau de son père. En septembre 2016, le musée accueille La République française du peintre Jean-Baptiste Wicar. Retrouvée en 2015 en Italie, lieu de sa création par l'artiste français, cette huile sur toile de 1793 acquise grâce à une campagne de financement est la première représentation peinte connue de la République française.
Le musée s'attache également à acquérir des œuvres d'artistes anglais comme Robespierre recevant des lettres d'amis de ses victimes menaçant de l'assassiner, un tableau de 1863 de William Henry Fisk, acquis en 2009 et représentant Robespierre assis les pieds sur une chaise à son domicile. L'année 2010 voit l'entrée d'un tableau de William James Grant de 1860, représentant Joséphine de Beauharnais et sa fille Hortense observant une cocarde tricolore.
En 2017, grâce à l'aide du fonds régional d'acquisition des musées d'Auvergne-Rhône-Alpes, le musée acquiert l'autoportrait d'une peintre française, Marie-Nicole Dumont, un tableau présenté lors du salon de 1793. De plus, parmi les acquisitions, figure une collection de plus de deux cents brochures illustrées et d'estampes hollandaises des années 1790 et 1800. Cette même année, l'association « Les amis du domaine de Vizille » offre une importante collection philatélique relative au bicentenaire de la Révolution française. Parmi les œuvres acquises en 2018, figure le portrait en pied du député Montalbanais Jean-Baptiste Poncet-Delpech, réalisé par le peintre Laurent Dabos. En 2019, une esquisse de 40,6 cm par 61 cm, réalisée en 1794 par Nicolas Antoine Taunay, Trait de bravoure et de patriotisme de plusieurs soldats français détenus en prison rejoint les collections du musée, puis l'année suivante c'est au tour d'une huile sur toile anonyme Le serment de l’abbé Grégoire devant l’Assemblée Constituante le 27 décembre 1790.

## Expositions temporaires
Chaque année, une grande exposition est organisée contribuant à faire du musée un pôle important de la vie artistique régionale. Lors du bicentenaire de la Révolution, le musée a été la quatrième étape du 24 mai au 31 juillet 1989 de l'exposition French Caricature and the French Revolution, 1789-1799, organisée par l'université de Californie à Los Angeles et la bibliothèque nationale de France. Les précédentes étapes étant Los Angeles, New-York et Paris.
La salle des expositions temporaires se trouve au niveau 2 du musée.
- 2003 : Le château de Vizille au temps des Perier, 1780-1895.
- 2003 : les représentations de Marianne de 1792 à nos jours.
- 2004 : Le triomphe de Lesdiguières.Grande cheminée de la salle des expositions temporaires lors de l'exposition Lesdiguières en 2017.

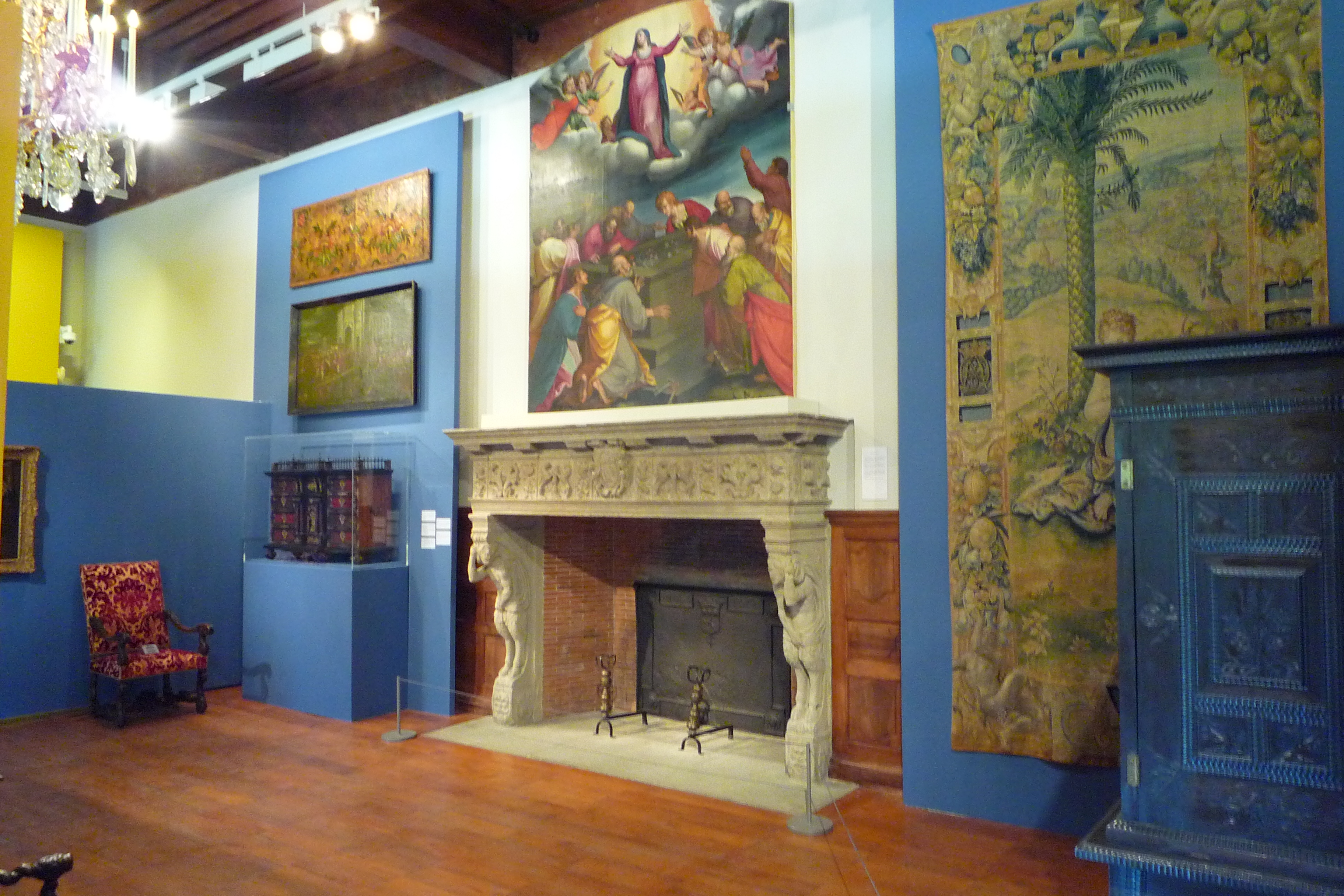
Grande cheminée de la salle des expositions temporaires lors de l'exposition Lesdiguières en 2017.

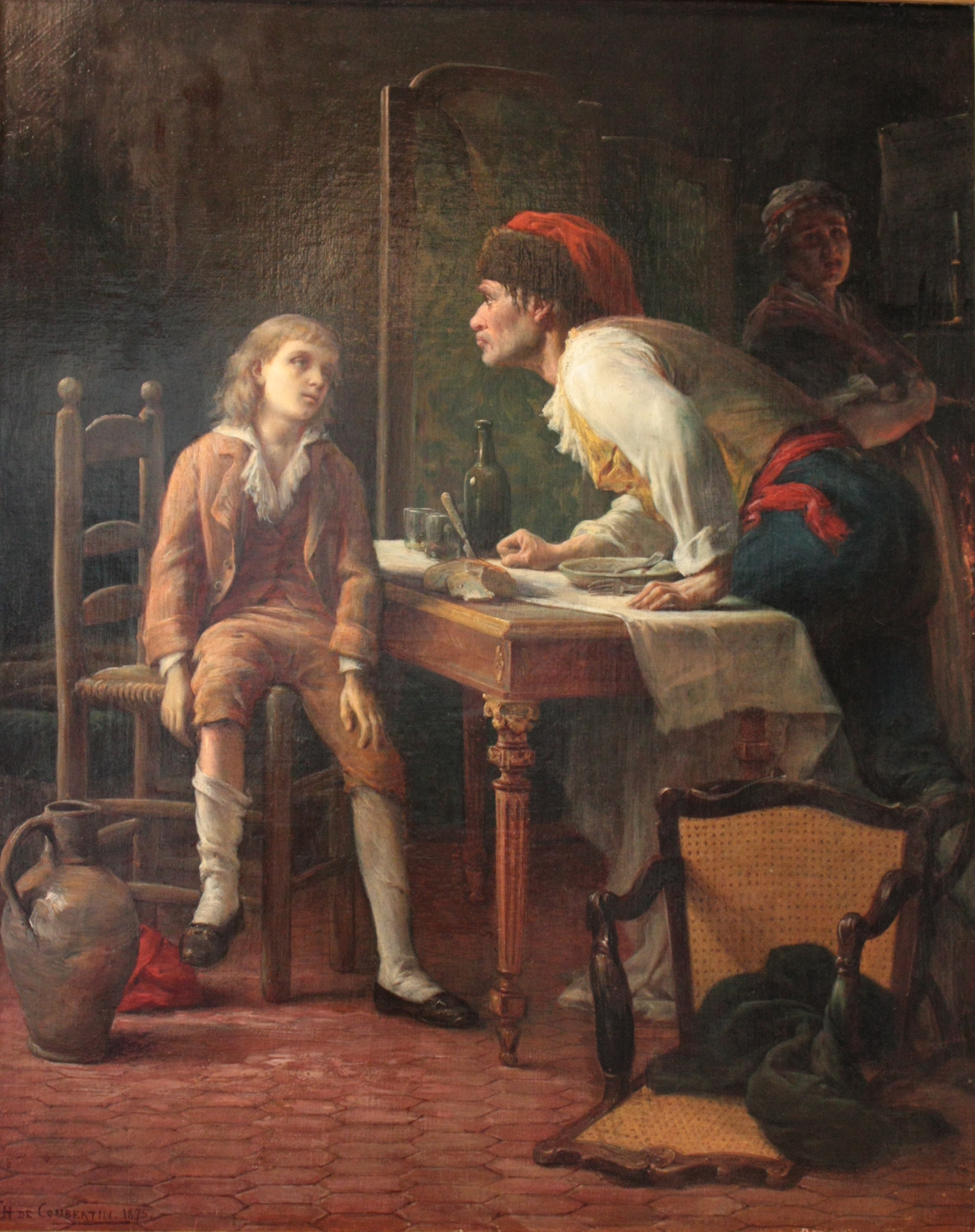
Louis XVII au Temple par Charles-Louis de Coubertin (collection particulière) lors de l'exposition de 2018.

- 2005 : Le Portrait de Lally-Tollendal : un chef-d’œuvre du musée.
- 2006 : Peintures d'Alexandre Debelle, 1840 à 1889. Le Dauphiné dans l'histoire de France.
- 2007 : Patriotes en scène. Le Théâtre de la République 1790-1799.
- 2008 : Sur les pas de l'abbé Raynal.
- 2008 : La Révolution par le dessin. Les dessins préparatoires aux gravures des « Tableaux historiques de la Révolution française », 1789-1802.
- 2009 : Dessiner la Révolution. Acquisition d'arts graphiques depuis 1995.
- 2009 : Vingt ans après le bicentenaire de la Révolution en Dauphiné. Honneger, Le Gac, Lohse, Paolini. Quatre artistes contemporains au service d'une célébration (1986-1988).
- 2009 : Corday contre Marat. Les discordes de l'histoire.
- 2010 : Représenter la Révolution. Les Dix-Août de Jacques Bertaux et François Gérard.
- 2011 : Estampes et Révolution, 200 ans après. Une commande du bicentenaire.
- 2012 : Un décor pour la République: le château de Vizille dans les années 1920 et 1930.
- 2012 : L'hommage de la Révolution française à Jean-Jacques Rousseau.
- 2013 : Culture populaire et Révolution française XXe et XXIe siècles.
- 2014 : Face à face, Laneuville et Martin de Grenoble[108],[109].
- 2015 : Rencontre avec Napoléon, un empereur à cheval pour la postérité.
- 2016 : Figures de l'exil sous la Révolution, de Bélisaire à Marcus Sextus.
- 2017 : La Splendeur des Lesdiguières - le Domaine de Vizille au XVIIe siècle.
- 2018 : Heurs et malheurs de Louis XVII, arrêt sur images.
- 2019 : Un peuple et sa Révolution. (bande dessinée)[110]
- 2019 : L'art et la matière[111]
- 2020 : Absence d'exposition en raison de la pandémie de Covid-19.
- 2021 : La Marseillaise, exposition coproduite avec le musée historique de Strasbourg et le musée d'histoire de Marseille[112].
- 2022 : Le paysage révolutionnaire[113]
- 2023 : Style Révolution française[114]
- 2024 : Comment m'habillerai-je ?[115]

## Fréquentation
Dans l'appréciation des chiffres du tourisme, il est nécessaire de différencier le château lui-même (musée de la Révolution française), du domaine de Vizille (château, jardins et parc) qui reçoit plus de 800 000 visiteurs par an. L'entrée au musée de la Révolution française est gratuite pour tous depuis 2003 mais des visites guidées payantes sont organisées le premier dimanche de chaque mois. Des audioguides sont disponibles en cinq langues (français, anglais, allemand, espagnol, italien). Le musée participe en mai à la Nuit européenne des musées.
| 2004   | 2005     | 2006    | 2007    | 2008    | 2009     | 2010    | 2011    | 2012    | 2013    |
| ------ | -------- | ------- | ------- | ------- | -------- | ------- | ------- | ------- | ------- |
| 72 647 | 54 534   | 52 284  | 49 473  | 52 976  | 58 800   | 54 584  | 57 077  | 57 248  | 60 716  |
|        | - 24,9 % | - 4,1 % | - 5,4 % | + 7,0 % | + 11,0 % | - 7,2 % | + 4,6 % | + 0,3 % | + 6,0 % |

| 2014    | 2015    | 2016    | 2017     | 2018     | 2019     | 2020     |
| ------- | ------- | ------- | -------- | -------- | -------- | -------- |
| 62 783  | 64 038  | 58 016  | 70 002   | 69 610   | 68 794   | 35 868   |
| + 3,4 % | + 2,0 % | - 9,4 % | + 20,7 % | - 0,55 % | - 1,17 % | - 47,8 % |

L'évolution de la fréquentation dépend également du succès des expositions temporaires.

## Quelques œuvres

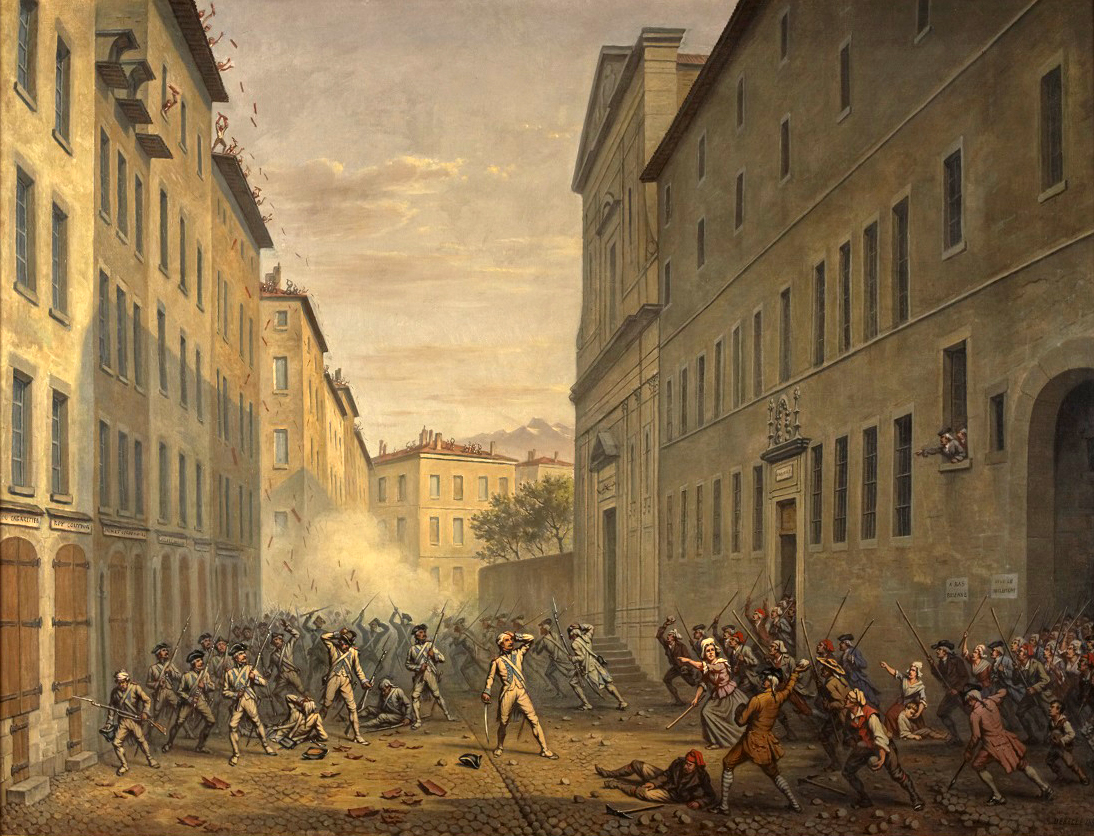
Alexandre Debelle, La journée des Tuiles (1890).
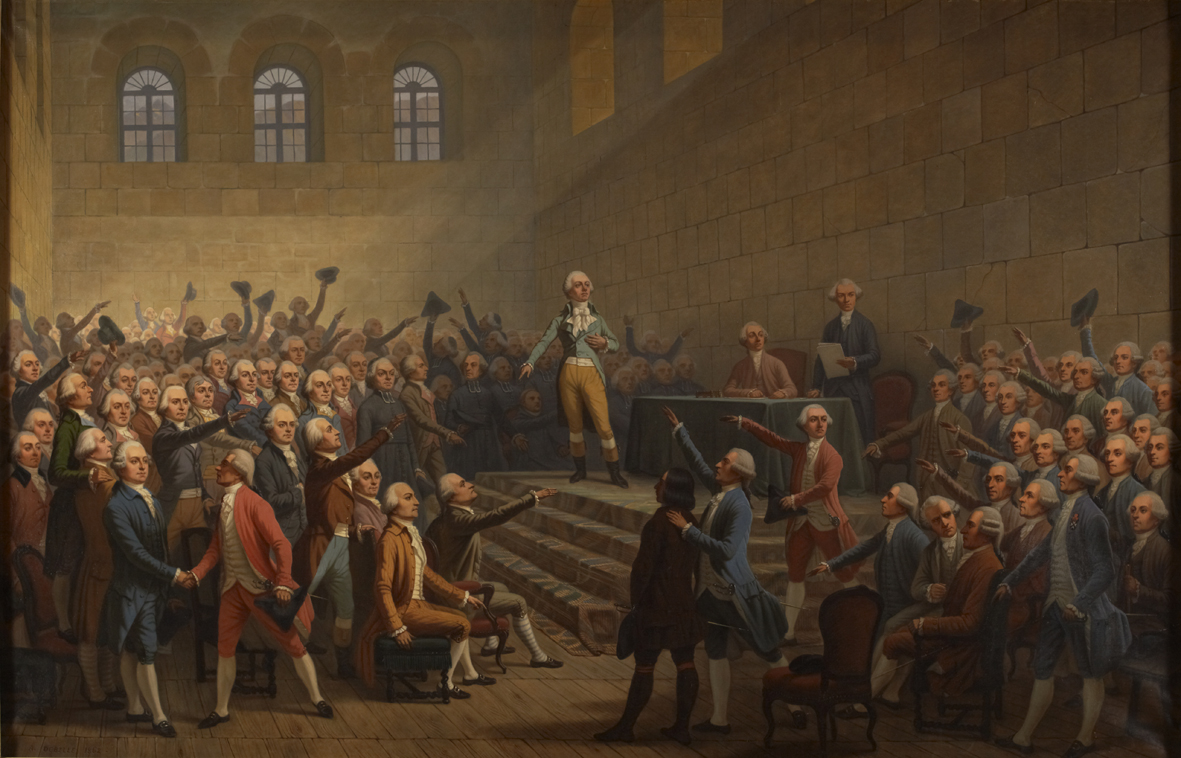
Alexandre Debelle, Assemblée des Trois ordres du Dauphiné (1853).
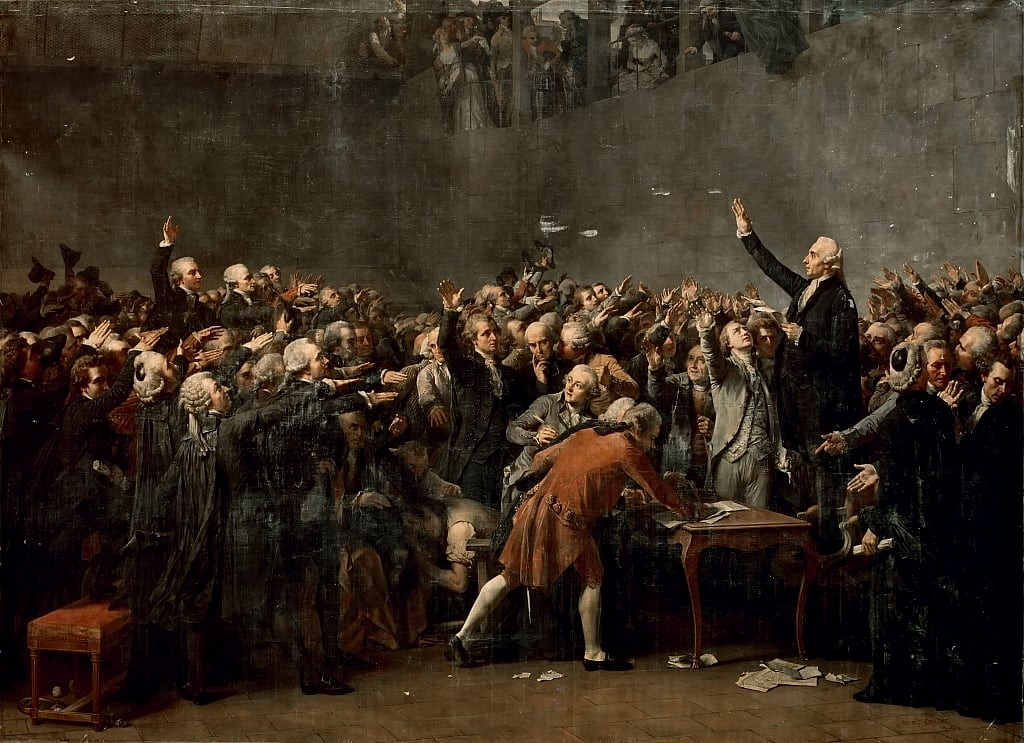
Auguste Couder, Le Serment du jeu de paume (1848).
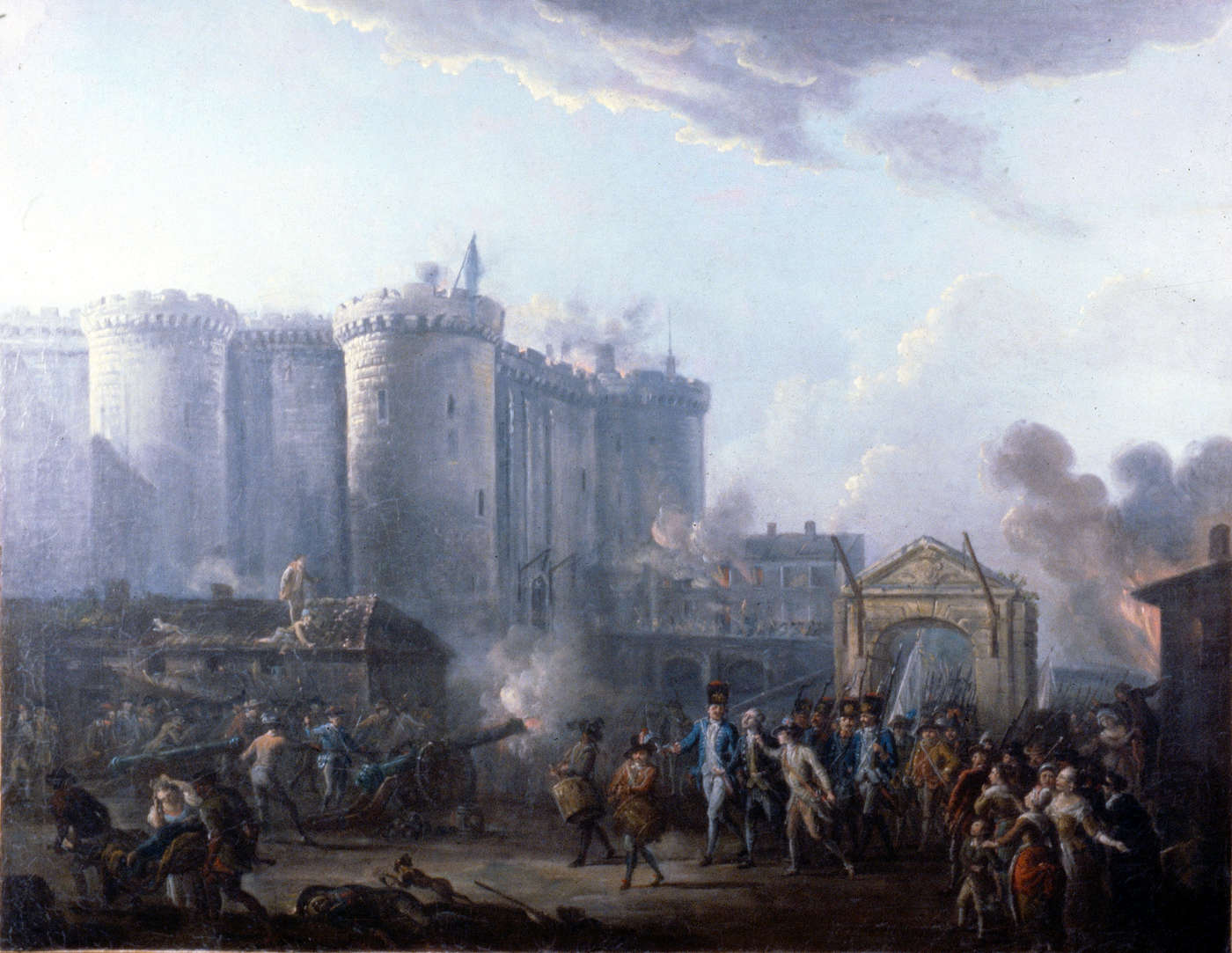
Jean-Baptiste Lallemand, Arrestation du gouverneur de la Bastille le 14 juillet 1789.
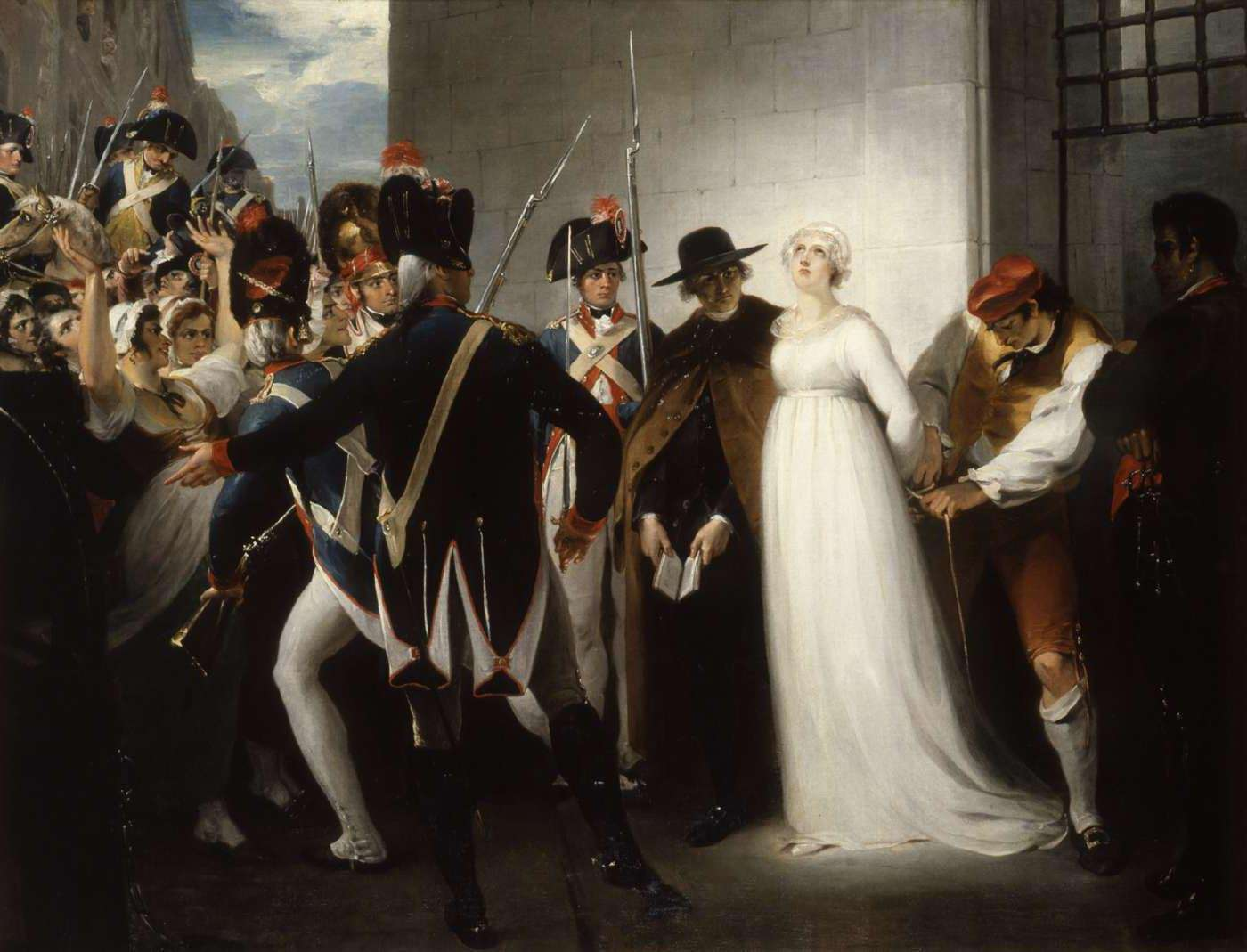
William Hamilton, Marie-Antoinette conduite à son exécution, le 16 octobre 1793 (1794).
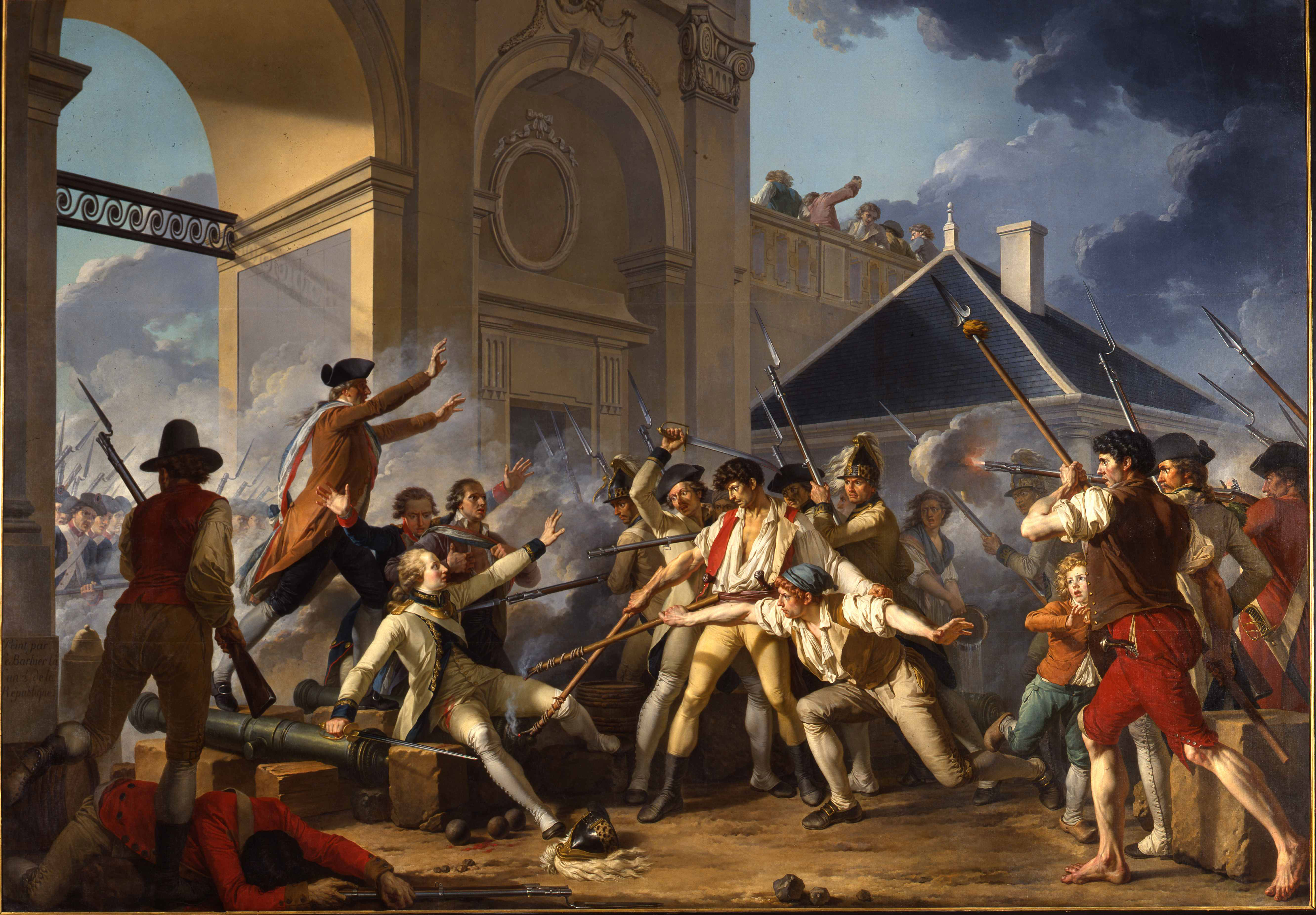
Jean-Jacques Le Barbier, Le Courage héroïque du jeune Désilles, le 31 août 1790, à l'affaire de Nancy (1794).
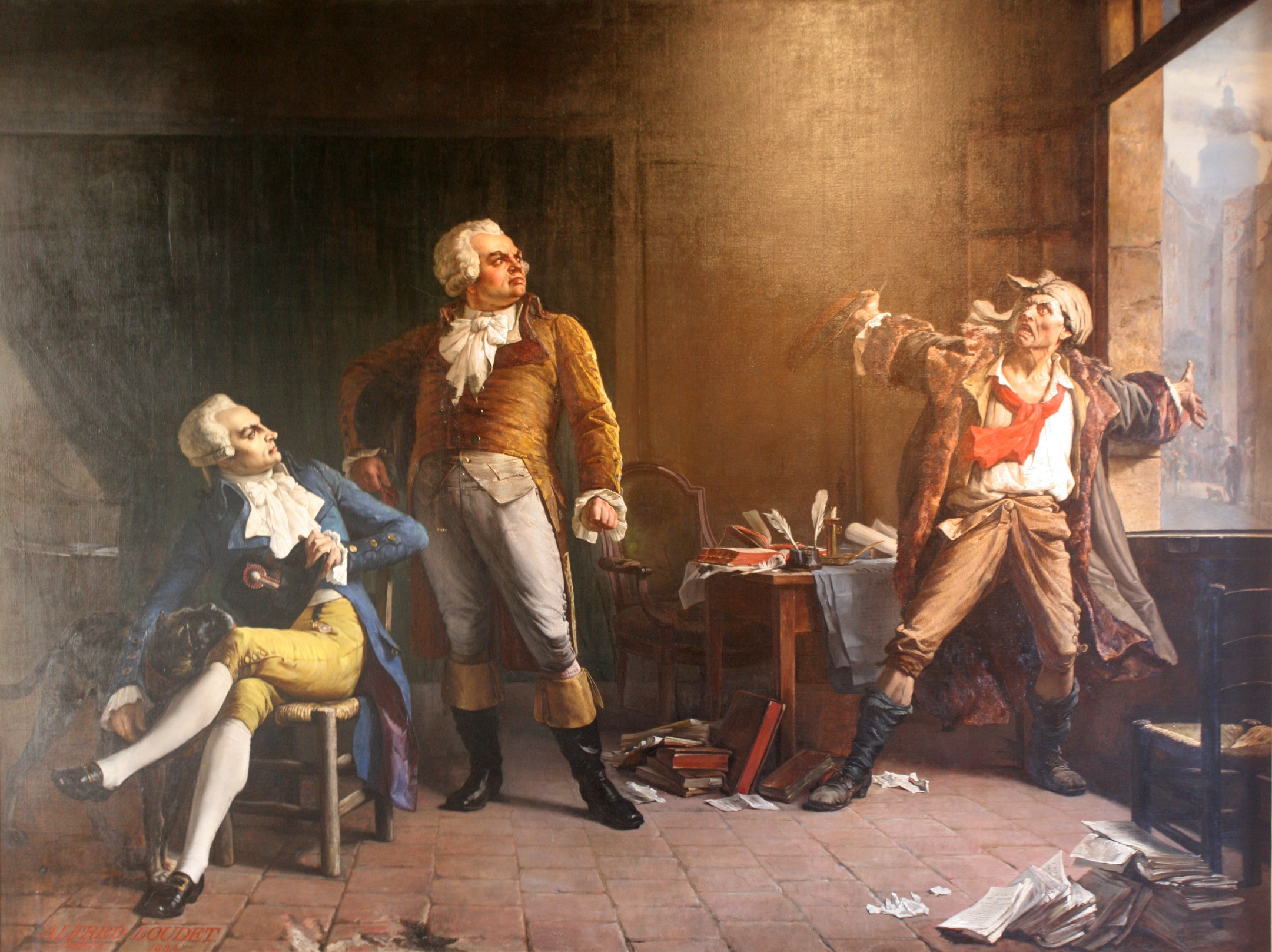
Alfred Loudet, Robespierre, Danton et Marat, 1882
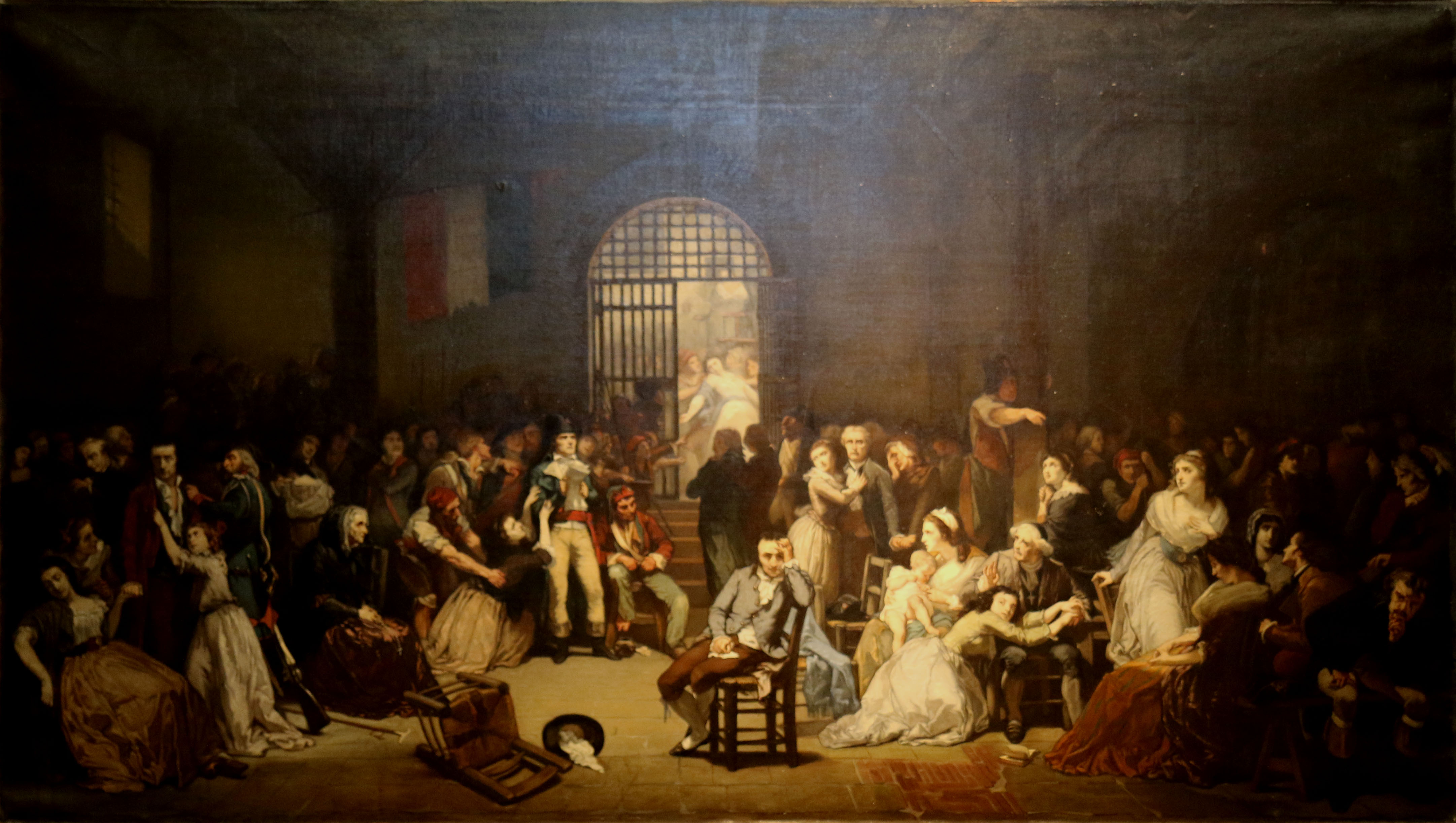
Charles Müller, L'appel des dernières victimes de la Terreur à la prison Saint Lazare le 7 thermidor an II (1850).
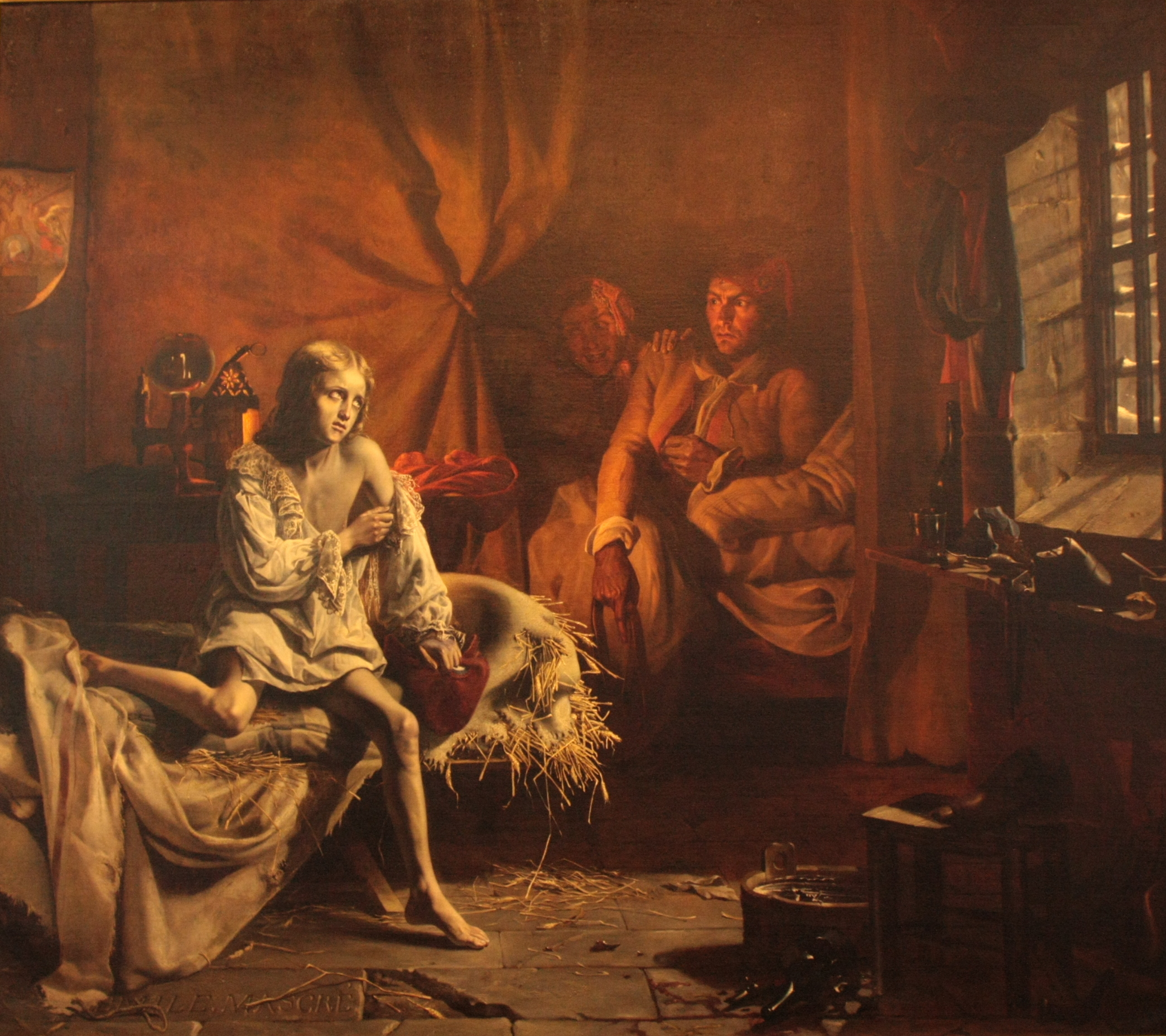
Émile Mascré, Capet, lève-toi ! (1838).

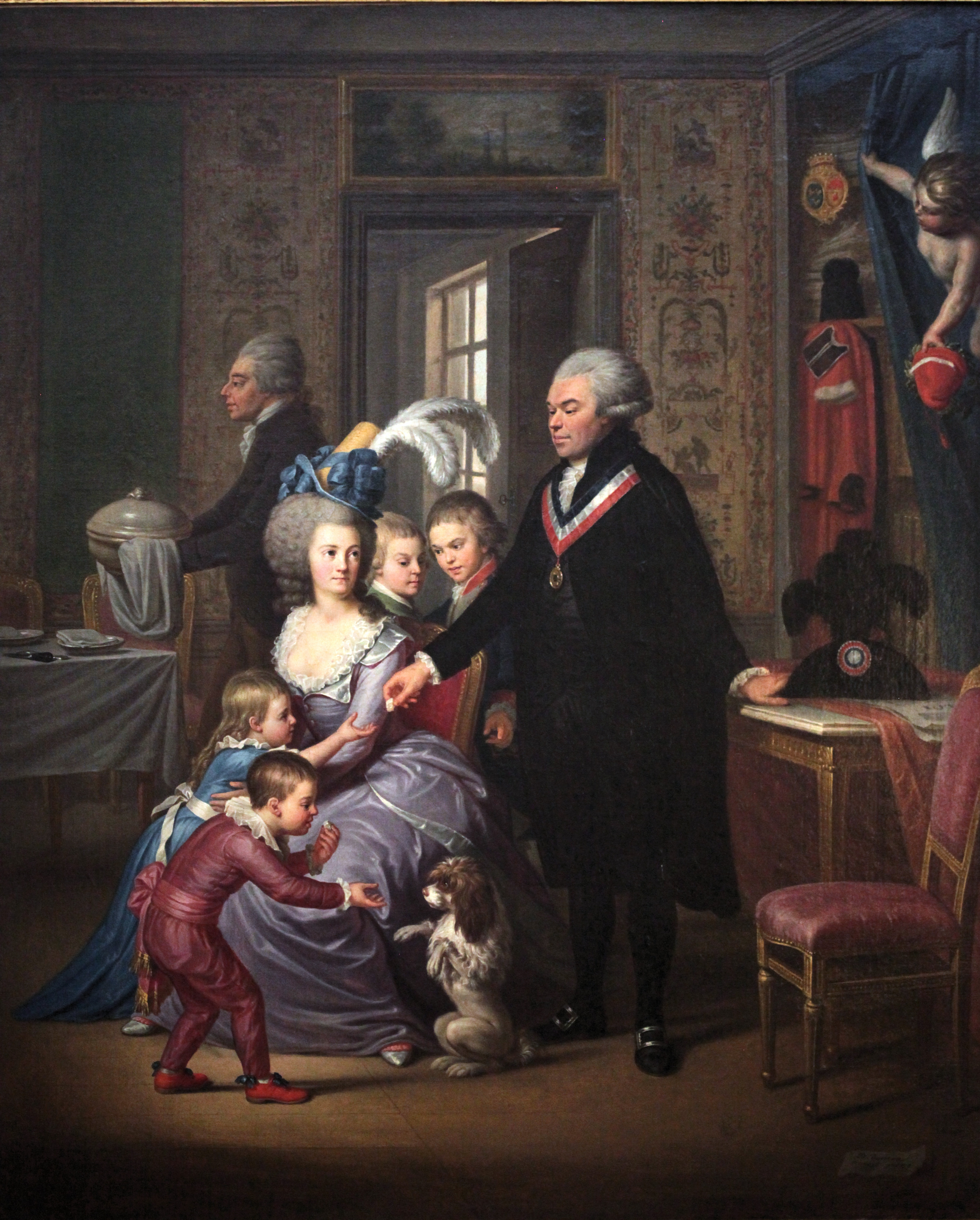
Dominique Doncre, Le Juge Pierre-Louis-Joseph Lecocq et sa famille (1791).
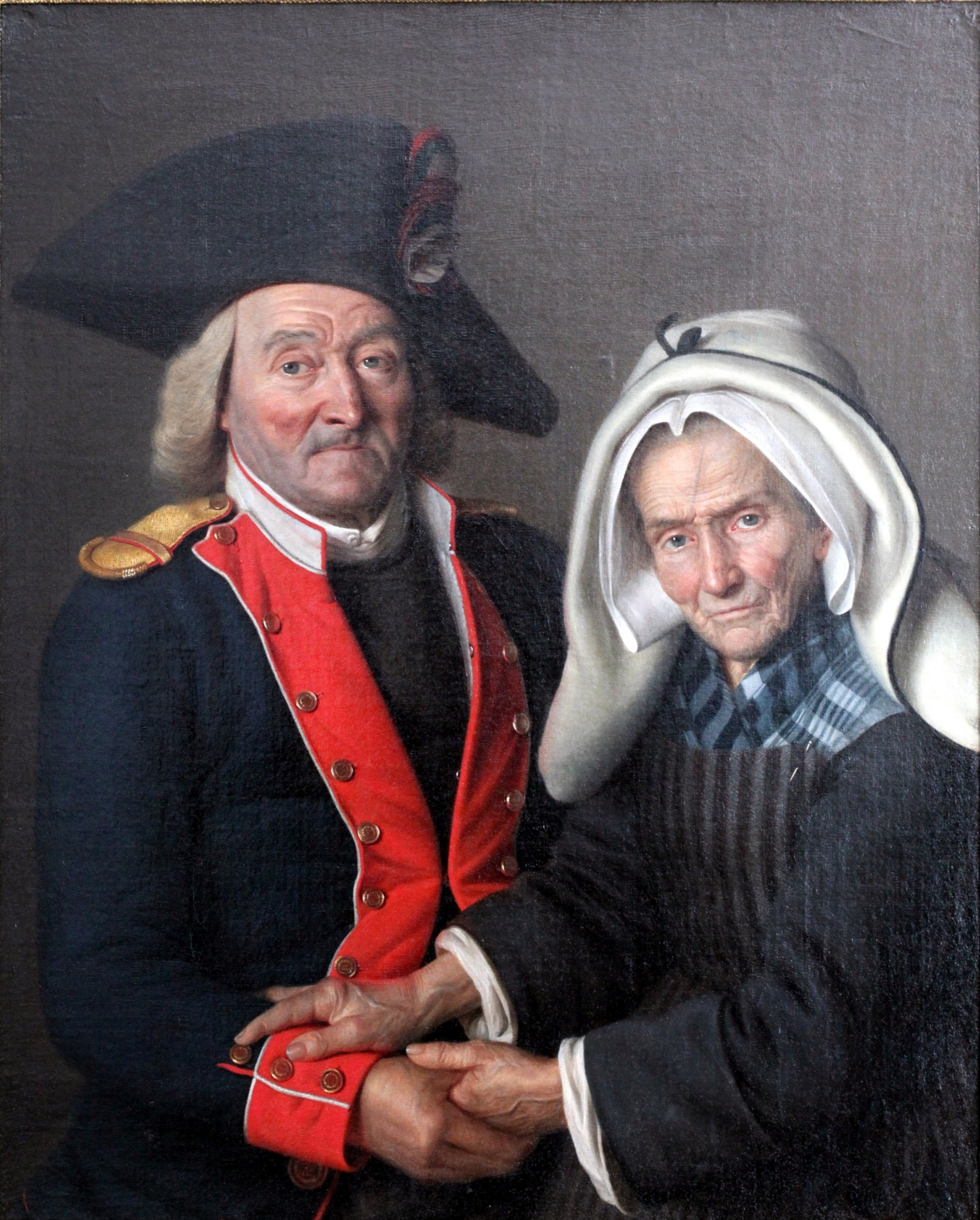
Remi-Fursy Descarsin, Un garde national et sa femme (1791).
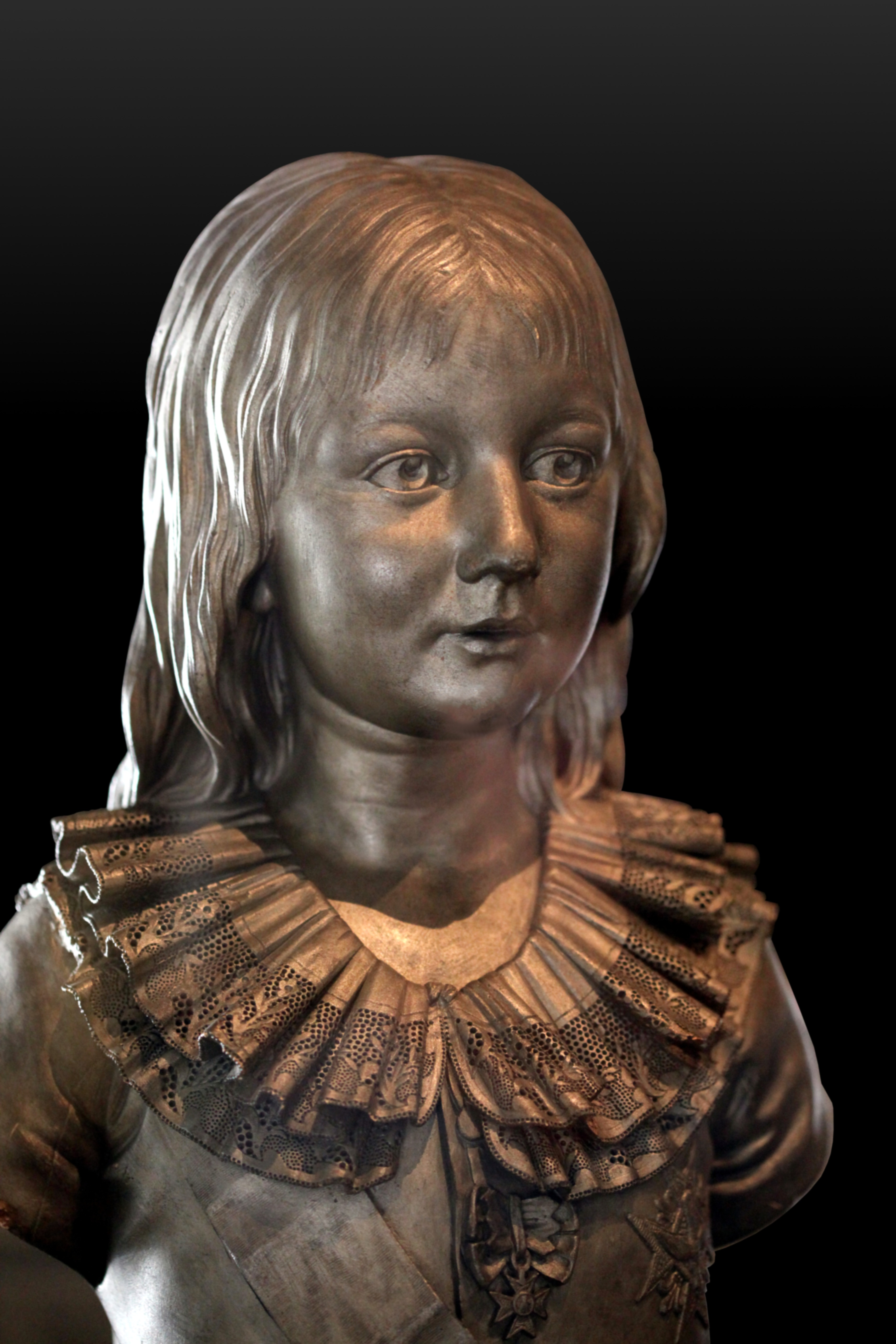
Louis Pierre Deseine, Buste du dauphin Louis-Charles de France, vers fin 1789, début 1790 .
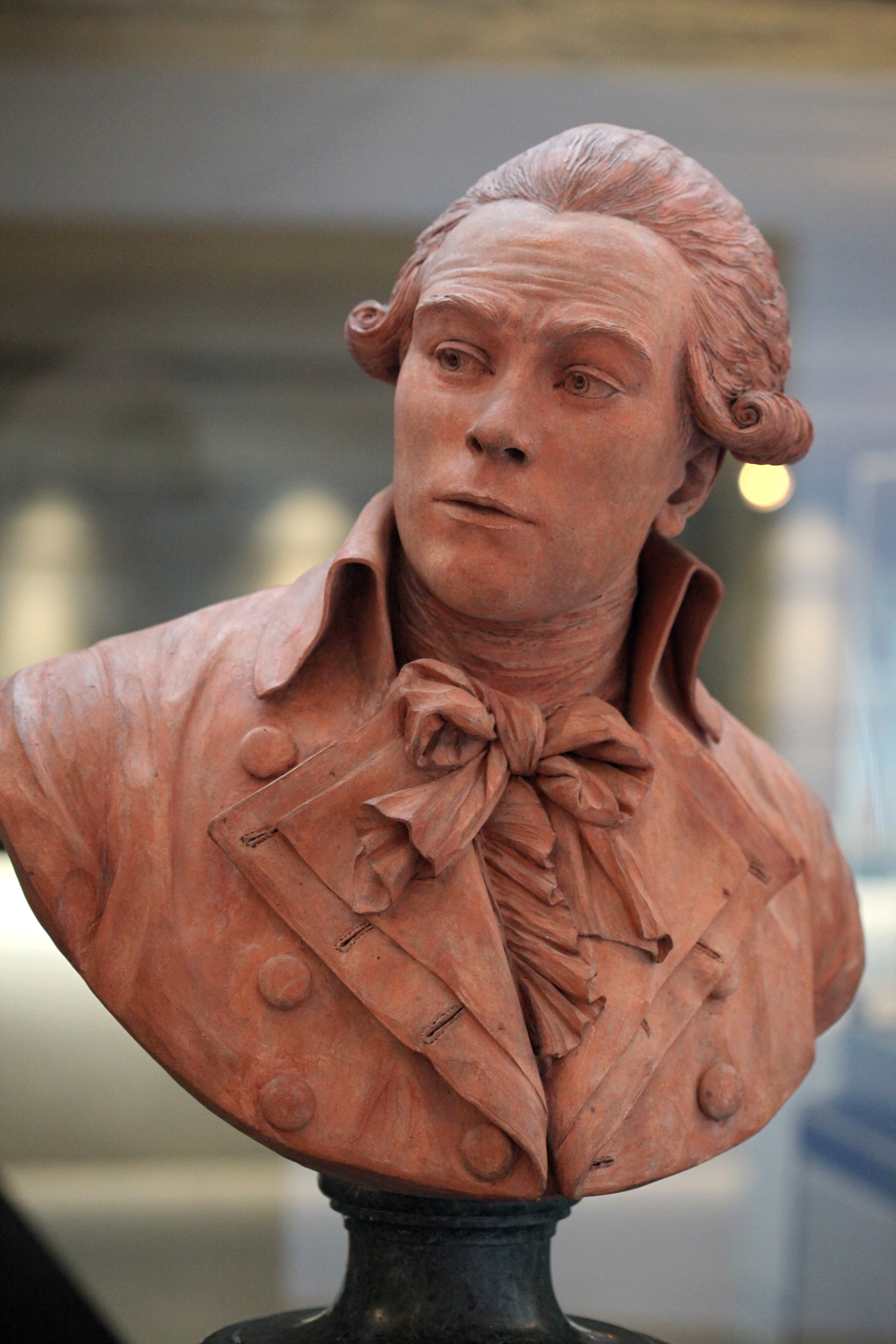
Claude André Deseine, Buste de Maximilien de Robespierre (1791).
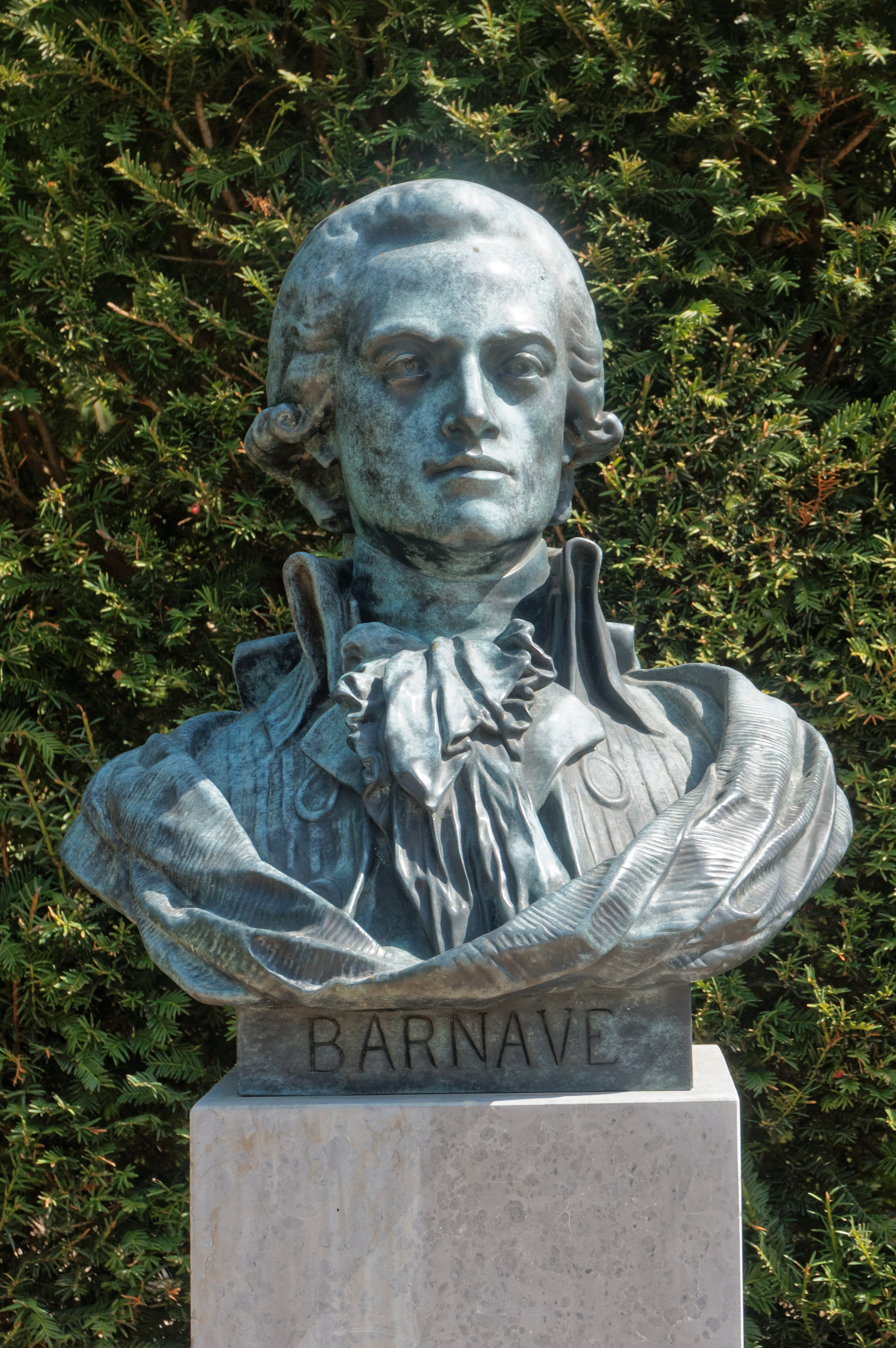
Buste d'Antoine Barnave, sur le site de l'ancien jeu de paume.
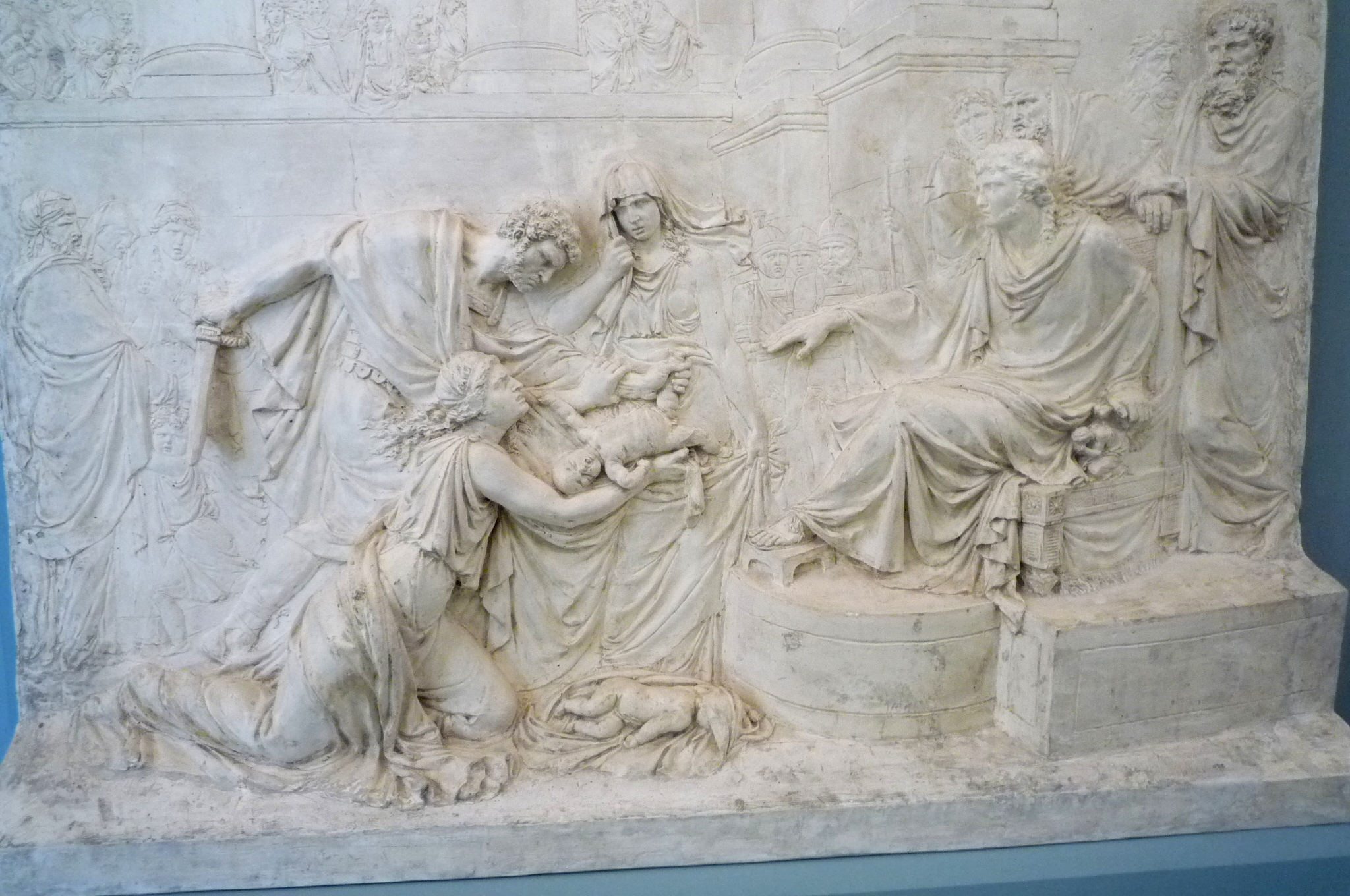
François-Frédéric Lemot, Le Jugement de Salomon (1790).

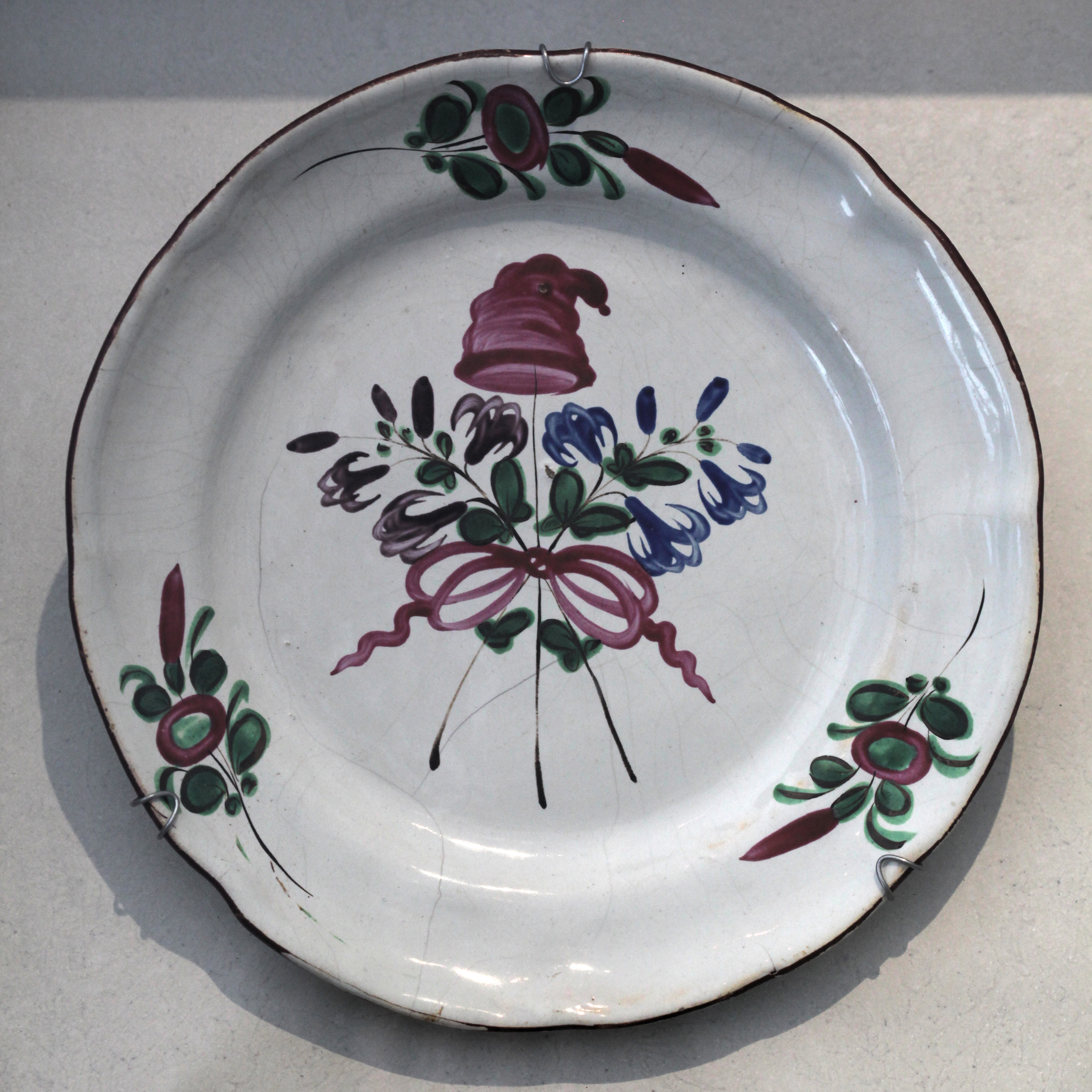
Assiette révolutionnaire.
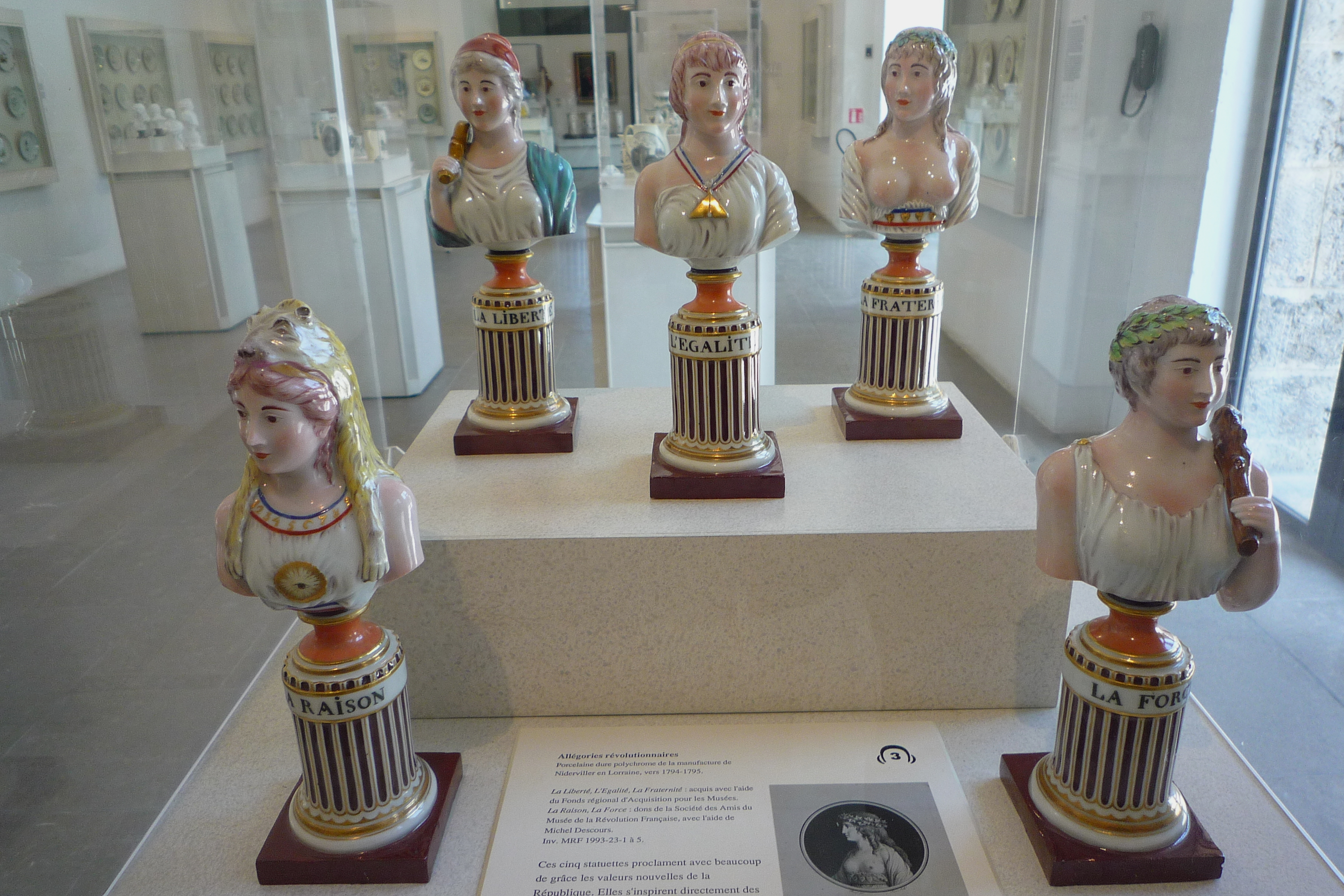
Statuettes révolutionnaires en porcelaine, manufacture Niderviller, 1794-1795.
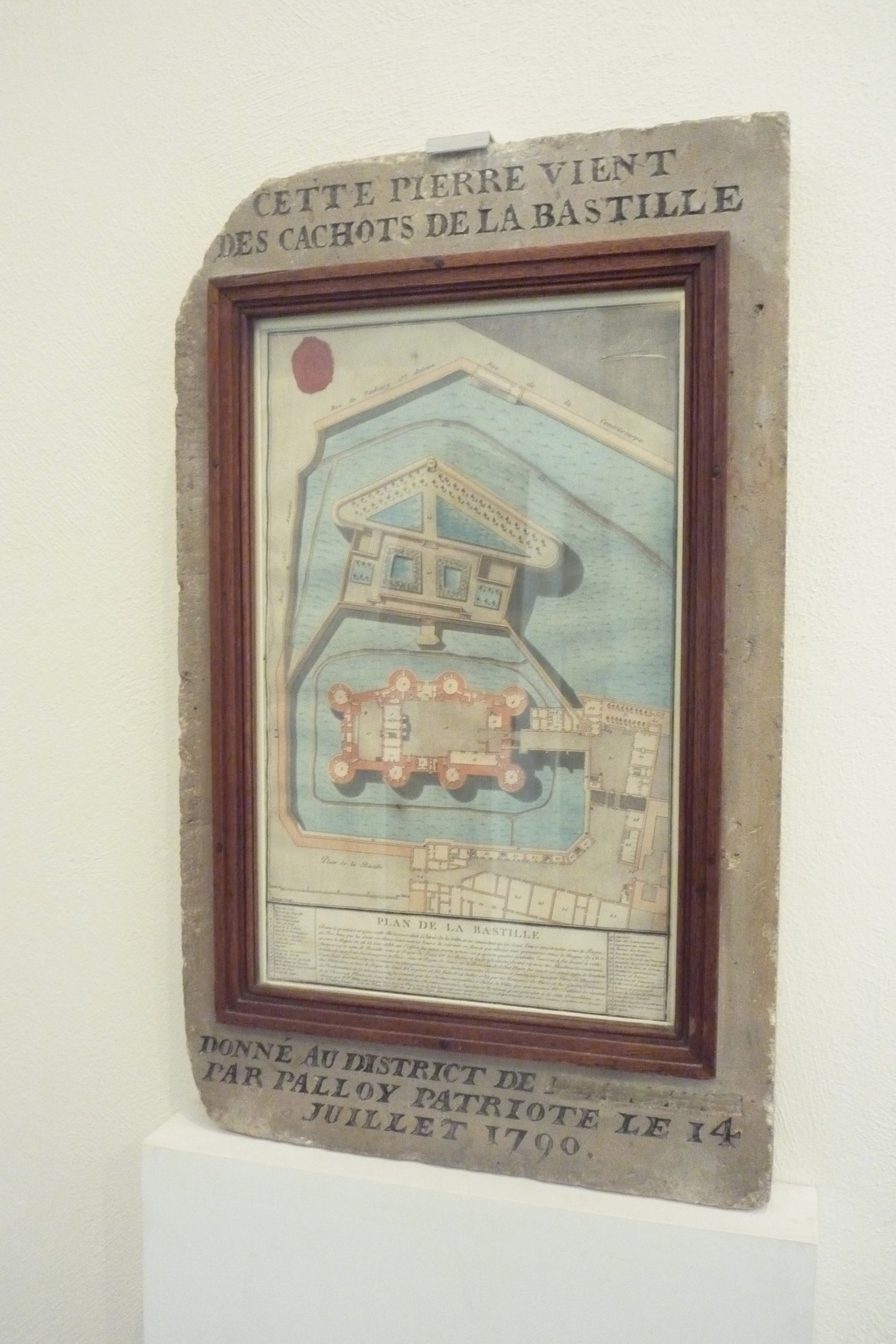
Pierre de la Bastille, cédée en juillet 1790.
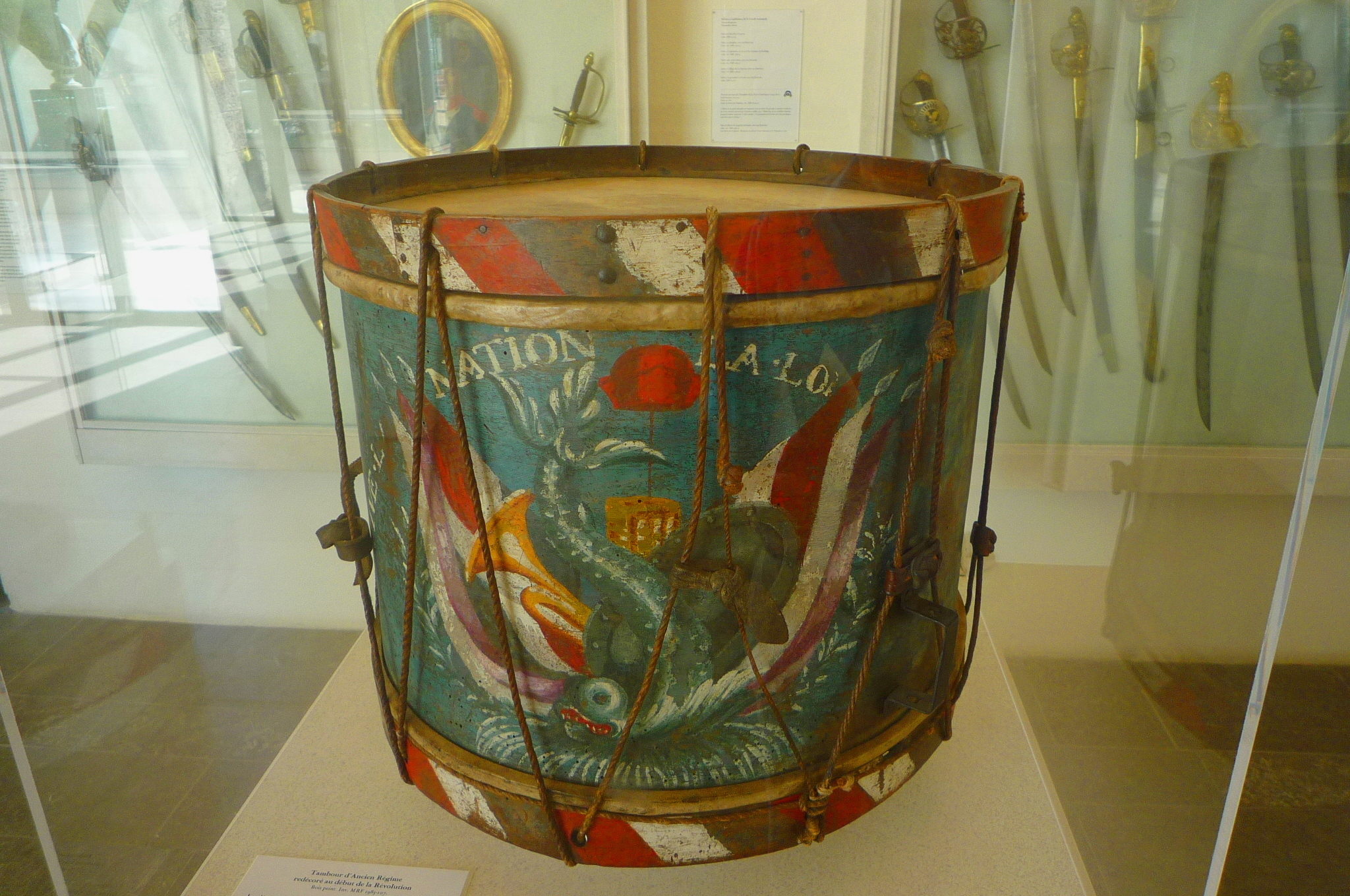
Tambour de l'Ancien Régime.
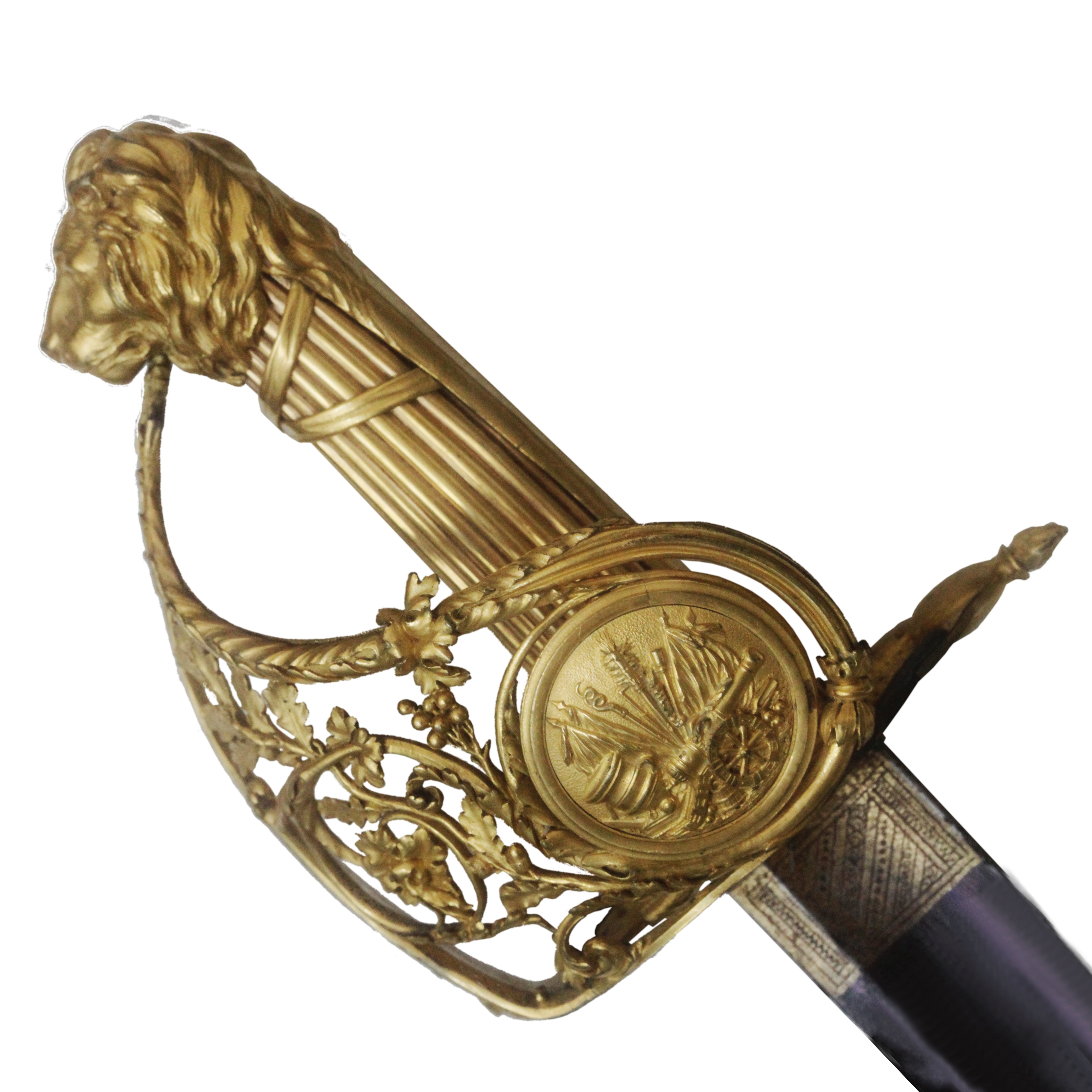
Détail d'un sabre de la Garde nationale.
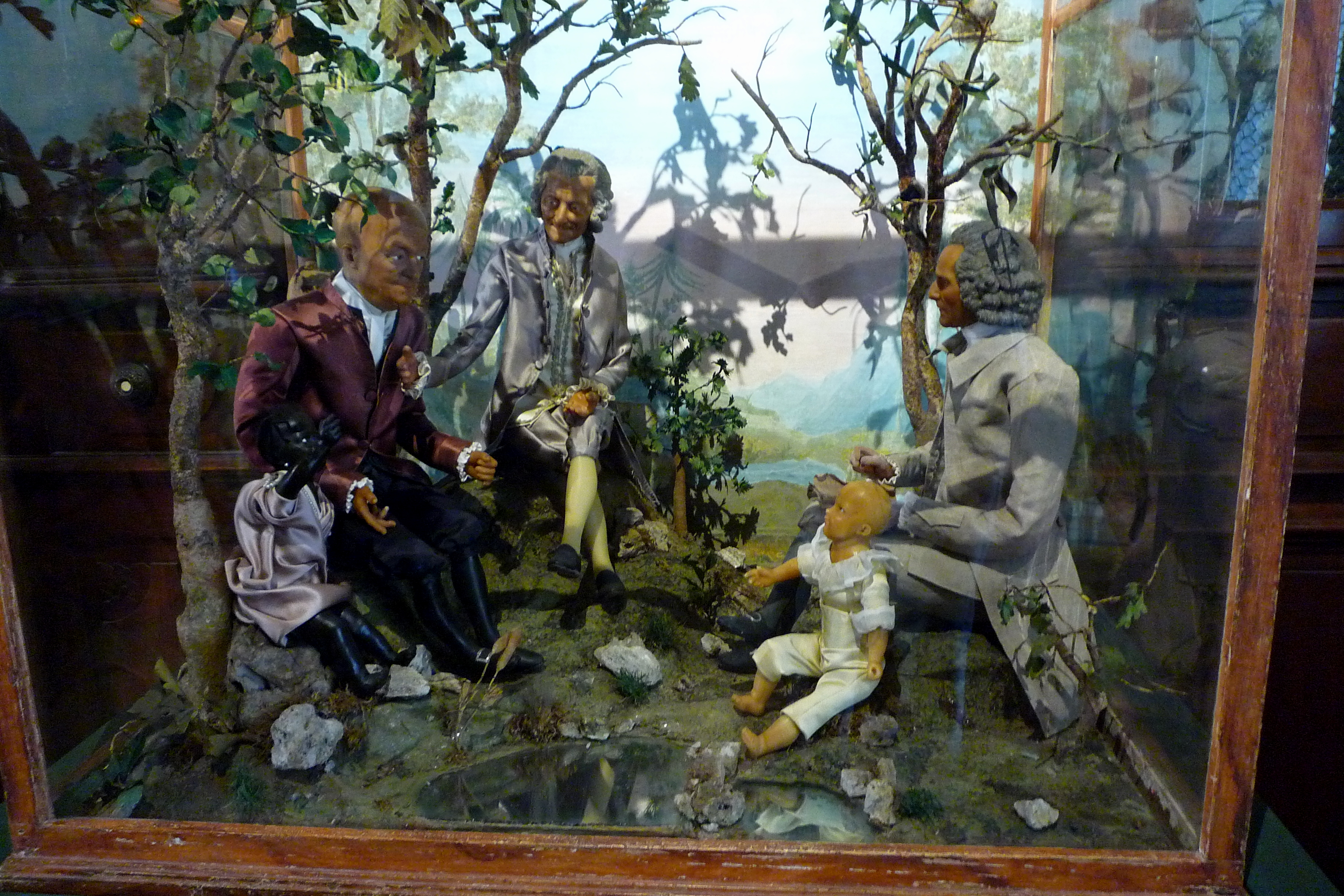
Franklin, Voltaire et Rousseau aux Champs Élysées (1792), cire polychrome.

## Le parc du musée
Sur une superficie de cent hectares, le parc du domaine de Vizille en consacre quarante à la réserve animalière depuis 1978,. Transformé en jardin romantique sous l'action d'Adolphe Perier dans les années 1830, les mutations opérées au cours du XXe siècle en font un exemple remarquable de l'évolution des jardins portant depuis 2005 le label de Jardin remarquable. Par ailleurs, il accueille tous les deux ans depuis 2011 des expositions d'artistes contemporains et depuis 2008 un spectacle nommé fêtes révolutionnaires de Vizille en juillet. Le 19 mai 2021, le premier restaurant du domaine ouvre ses portes dans le bâtiment du moulin à aubes.

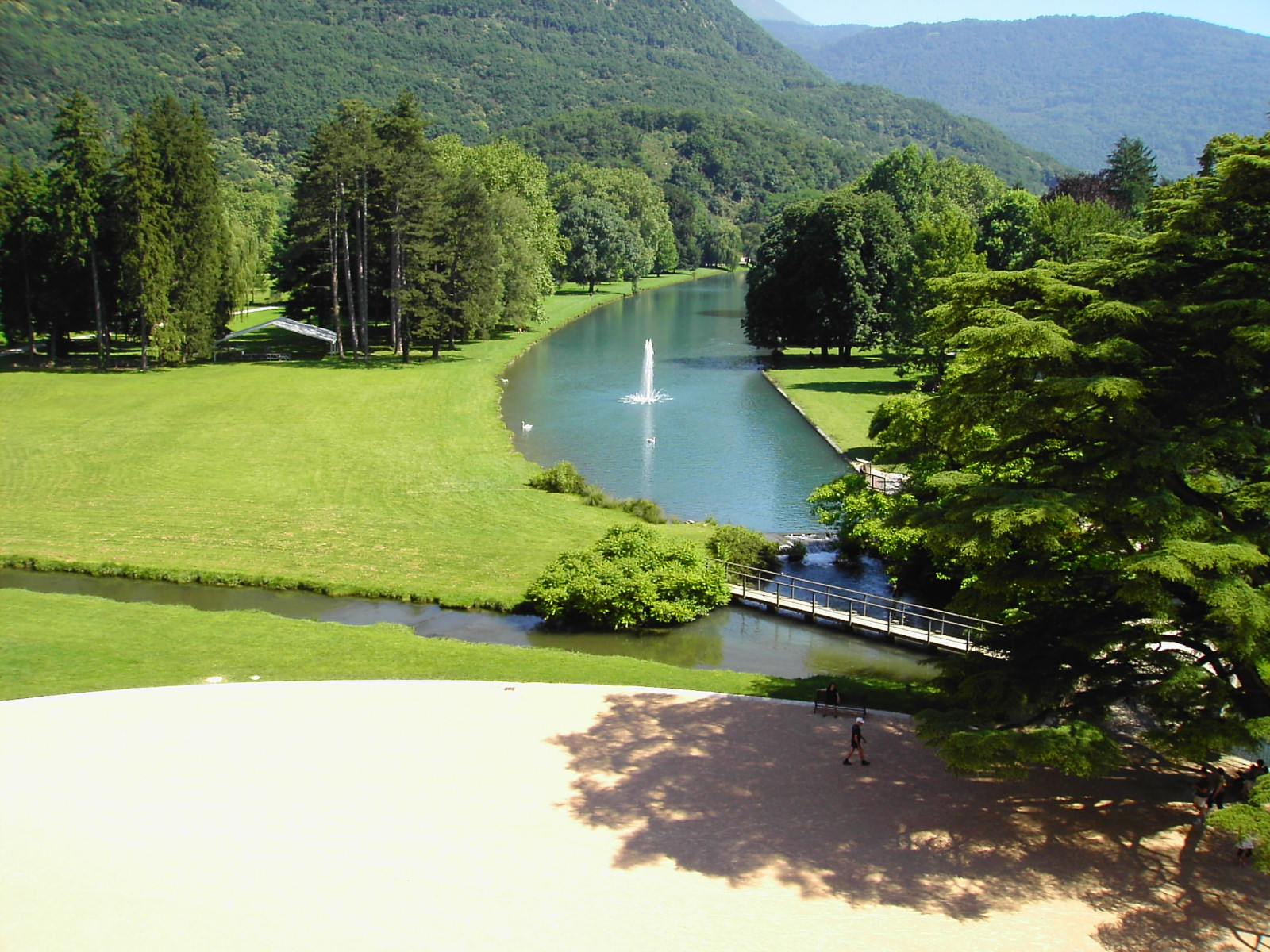
Parc du château depuis le balcon.

Lieu de rencontre avec la nature, le parc du domaine de Vizille est clos par un mur de sept kilomètres. Les allées cavalières héritées du classicisme versaillais parcourent le parc depuis le parvis du musée jusqu'à la réserve animalière avec de multiples essences d'arbres rares et parfois exotiques comme le cèdre du Liban planté à l'entrée du parc durant la période napoléonienne. Le grand canal, témoin de l'importance de la place de l'eau dans le domaine, s'allonge de façon rectiligne dans le parc paysager. Les nombreux canaux, étangs, ruisseaux, sources, ainsi que les cascades rappellent le passé hydraulique du domaine.
Depuis 2004, le parc paysager devant le château accueille un parterre à la française représentant le drapeau tricolore, rappelant la charge symbolique du site. À quelques dizaines de mètres, la roseraie encadrée de topiaires, véritables sculptures végétales, évoque les plus belles réalisations de parterre régulier de la Renaissance. C'est aussi le site dans lequel est installée une copie moderne de la statue d'Hercule Lesdiguières, l'originale exécutée en 1609 ayant été transférée en 1740 au jardin de ville de Grenoble, puis conservée au musée de Grenoble. En 2008, la copie est réinstallée à son emplacement d'origine dans le parc, 268 ans après son départ.

## Accès
Vizille est à 15 kilomètres de Grenoble.
- Par l'autoroute A51 en provenance de Sisteron, sortie no 8 Vizille.
- De Grenoble par Pont-de-Claix (D1075 puis D1085).
- Par Brié-et-Angonnes (Route Napoléon).
- Par Uriage-les-Bains (D524, route touristique).

En transport en commun, le musée est relié par la ligne 23 au domaine universitaire de Grenoble, par la ligne 65 au centre commercial Grand'Place, par la ligne 70 à Champ-sur-Drac et enfin par la ligne Transisère T75 à la gare de Grenoble.
Le parking du centre des congrès La Locomotive sur la D524 à l'entrée de Vizille depuis Uriage est gratuit.